# Київський укріплений район
Київський укріплений район (КиУР, УР-1) — система оборонних споруд (укріплений район), довготривалих та польових укріплень, інженерних перепон, артилерійських позицій у Київській області, споруджений у період 1929—1941 рр. для захисту старого кордону СРСР до приєднання західноукраїнських земель. Відіграв важливе значення при обороні Києва 1941 року, та частково застосований під час вторгнення російських військ у березні 2022 року.
КиУР складався з трьох ліній оборони. Перша лінія оборони проходила від Дніпра по річці Ірпінь до Білогородки і далі — через населені пункти Віту-Поштову, Лісники, Мриги і доходила лівим флангом до р. Дніпро, по древнім природним рубежам оборони Київщини, про що, зокрема, свідчать Ходосівське городище та Змієві вали. Тут проходив кордон між Московським царством і Річчю Посполитою, встановлений укладенням 26 квітня 1686 року «Вічного миру». Загальна протяжність між флангами, з півночі на південь — близько 85 км, глибина оборонної смуги від 1 до 6 км. На 5—10 км усередину від цієї лінії оборони було вирито близько 30 км протитанкових ровів, споруджено 750 дзотів, закладено близько 15 км мінних полів.
Друга лінія проходила від Дніпра в районі Вишгорода в напрямку на Пущу-Водицю, Біличі, Микільську Борщагівку, Пост-Волинський, Чоколівку, Голосіївський ліс. Третя лінія оборони пролягала безпосередньо по околиці міста.
Більша частина споруд КиУР, які збереглися — це довготривалі оборонні точки (ДОТ), серед них є як вцілілі, так і частково або повністю зруйновані (більша частина у часи Німецько-радянської війни). Окремими групами ентузіастів були проведені роботи по реставрації та музеєфікації деяких найвціліліших ДОТів. В місцях розміщення музеєфікованих ДОТів регулярно проводяться історичні реконструкції. Частина ДОТів КиУР мають статус пам'ятників історії.

## Спорудження КиУР

###### Період основних будівництв 1929—1933рр.
За наказом № 90 Реввоєнради СРСР від 19 березня 1928 року по програмі фортифікаційної підготовки кордонів до війни, мало розпочатися будівництво перших 13-ти укріплених районів, в тому числі і УР-1. На основі цього в 1928 році командувач військами Українського округу Й. Е. Якір дав вказівку про розробку проєкту будівництва Київського укріпленого району начальнику штабу 14-го стрілкового корпусу, що дислокувався в м. Київ. Директивою командуючого Українського округу КЛ 00485 від 13 серпня 1928 року комендантом Київського укріпрайону був призначений Княгницький П. Ю.

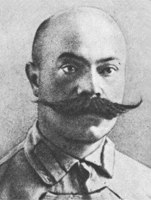
П. Ю. Княгницький — перший комендант Київського укріпрайону (з 1929 по 1937 роки).

28 вересня 1928 року Княгницький надав за № 1/сс своє рішення збудувати протягом 1929—1933 рр. 120 довготривалих оборонних точок (ДОТ) та 45 артилерійско-спостережних та спостережних пунктів.
14 листопада 1928 Княгницький надав за № 2/сс новий проєкт КиУР, виправлений та доповнений на основі розпоряджень штабу Українського військового округу. У цьому проєкті передбачалося будівництво 90 довготривалих оборонних точок (ДОТ) та 30 спостережних пунктів.
12 січня 1929 року директивою № Л(У) 0013 командуючого військами Українського військового округу було підтверджено, що план КиУР затверджений комісаром по військовим та морським справам. Саме будівництво розпочалося в 1929 році. За перший рік було збудовано 51 оборонну споруду.
5 вересня 1929 року Княгницький за № 131/сс надав командуванню додатковий план по будівництву та вдосконаленню укріпрайону.
13 вересня 1929 року начальник штабу Українського військового округу С. А. Пугачов дав вказівку створити генеральний план КиУР на основі № 2/сс, № 131/сс та поправок командування.
В 1932 році основне планове будівництво було завершене, 28 управління військово-будівельних робіт, що брало участь у будівництві, було розформоване (наказ № 1/122893сс). В 1933 році укріпрайон був законсервований, проте до 1936 р. велися ще окремі будівельні роботи, споруджувалися лінії зв'язку, В 1935 році начальник інженерів КиУР Тібілов віддав наказ № 8/с про знищення всіх документів, пов'язаних із будівництвом КиУР.
Результатом спорудження укріпрайонів так званої "Лінії Сталіна" стало зміцнення обороноздатності західних рубежів СРСР. Столицю України було перенесено з Харкова до Києва.

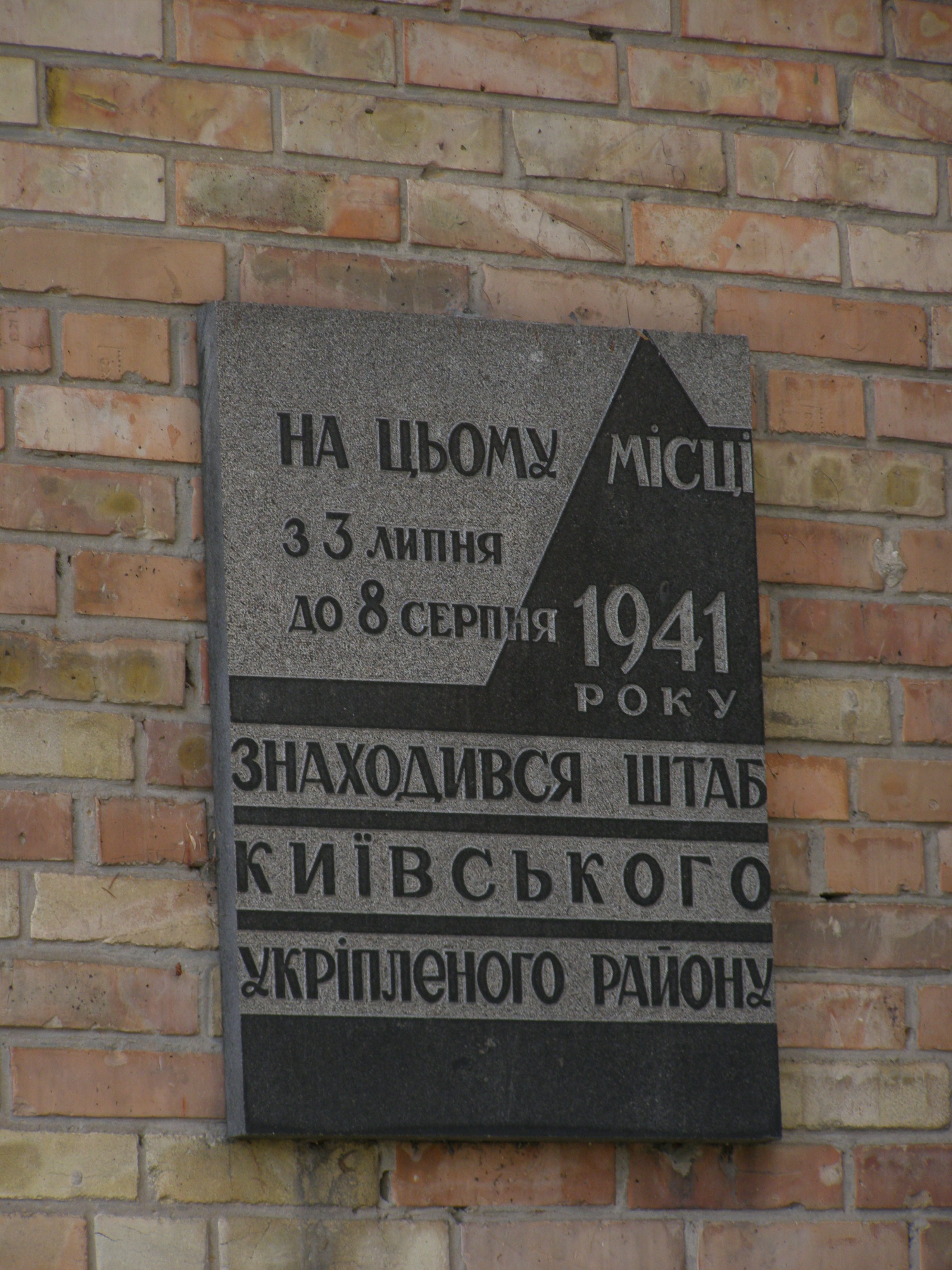
Меморіальна дошка Штабу Київського укріпленого району. Розміщена на фасаді будинку по вулиці Львівській, 48/8, у якому з 3.VII по 8.VIII.1941 був розміщений штаб КиУР.

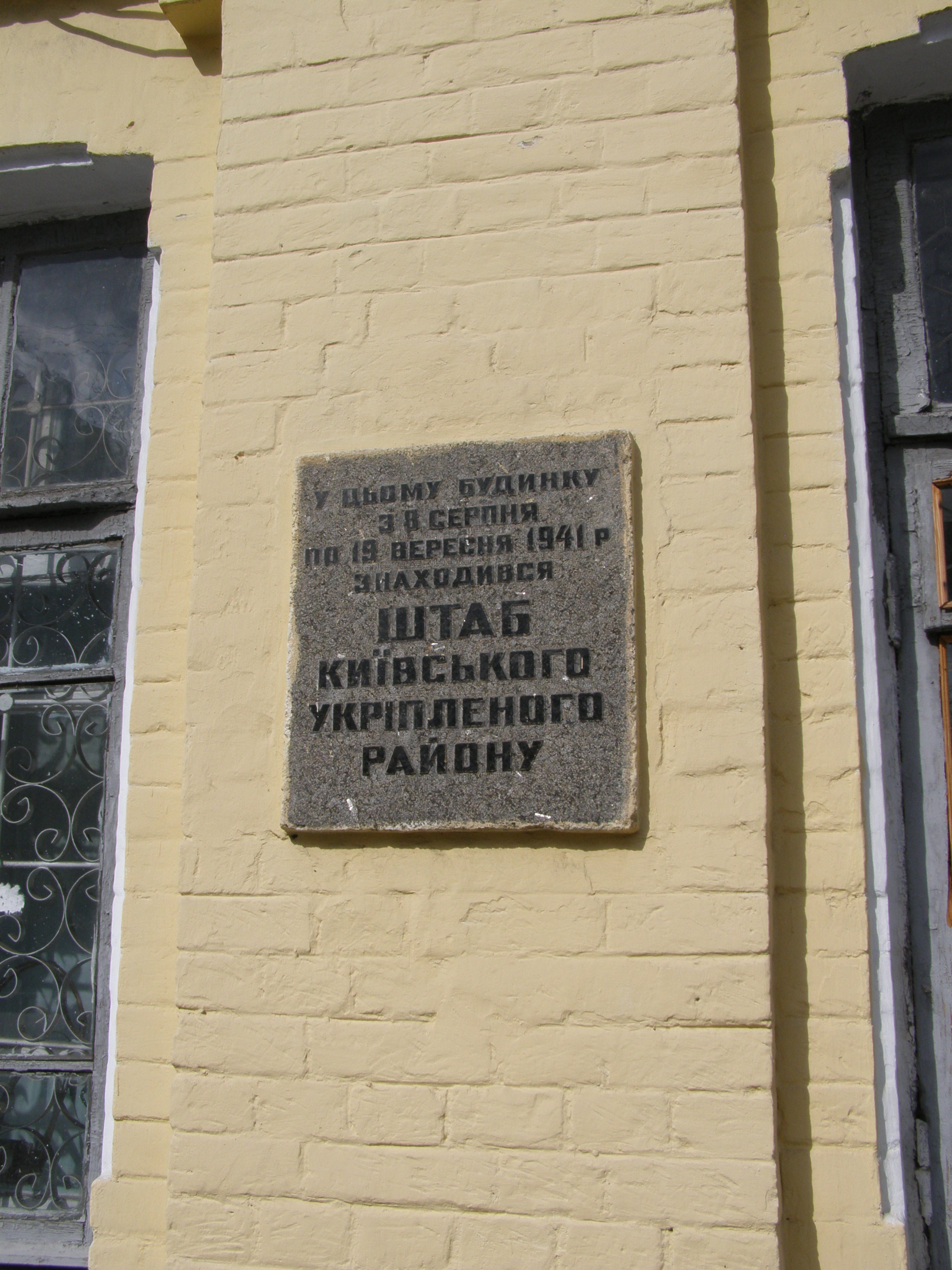
Меморіальна дошка Штабу Київського укріпленого району. Розміщена на фасаді будинку по вулиці Січових стрільців, 24, у якому з 8.VIII по 19.IX.1941 був розміщений штаб КиУР.

###### Посилення та добудова КиУР 1937—1939рр.
В серпні 1937 року була проведена перевірка боєготовності КиУР. Передумовою комісії був масовий арешт офіцерів, причетних до будівництва КиУР за звинуваченням у зраді та шкідництві. За результатами перевірки було встановлено, що загалом було збудовано 246 довготривалих оборонних споруд, на будівництві було використано 35 769 куб. м. залізобетону. Разом із будівництвом допоміжних та господарчих споруд загальна вартість будівництва була оцінена в 13 117 000 карбованців СРСР.
Загалом комісія оцінила стан укріпрайону як незадовільний. Були виявлені численні факти шкідництва та халатності при будівництві. Також піддавався сумніву загальний план розміщення КиУР, одним із ключових моментів було близьке розміщення переднього краю укріпрайону від центру міста (всього 15 км), що дозволяло ворогові без перешкод обстрілювати місто з далекобійної артилерії. Було прийняте рішення про виправлення найбільших недоліків при будівництві, а також посилення та модернізацію.
За результатами комісії 1937 року було передбачено такий план робіт:
- посилення правого флангу,
- подовження лівого флангу з будівництвом нових споруд,
- добудова ліній зв'язку,
- розчистка лісу в вогневих секторах ДОТів,
- будівництво окремих ДОТів та артилерійсько-спостережних пунктів для посилення найслабших ділянок оборони,
- будівництво санітарних сховищ, обивних пунктів, зарядних баз,
- будівництво гребель для підтоплення низин,
- доукомплектація ДОТів внутрішнім обладнанням,
- поточний ремонт.

Водночас в 1938 році в тилу КиУР почалося прокладання залізничних колій та спорудження підводних тунелів Будівництва № 1 Наркомату шляхів сполучення СРСР.

###### Період 1940—1941рр.
Більша частина запланованих робіт по модернізації та посиленню проведена не була, оскільки внаслідок зміни кордону СРСР Київський укріплений район втратив своє стратегічне значення. В 1940 згідно директиви начальника штабу К. А. Мерцекова Київський укріпрайон було законсервовано. Більша частина внутрішнього обладнання демонтовано та передано на склади. Залишилось лише декілька укомплектованих споруд, на яких проводили навчання особового складу.
Навесні 1941 року було прийняте рішення про розконсервацію та укомплектування КиУР. На той момент багато споруд були вже в незадовільному стані, потребували ремонту та розчищення секторів стрільби.

## Оборона Київського укріпленого району
Відновлення Київського укріпленого району почалося 24 червня 1941 року, коли командувач Південно-Західним фронтом М. П. Кирпонос дав директиву про формування частин КиУРу, відновлення устаткування й озброєння ДОТів і будівництво польових укріплень. Для проведення робіт було мобілізоване населення Києва. Причому 30 червня на будівництві було залучено 50 000 осіб, 2 липня — вже 160 000, а в останні дні будівництва — до 200 000 осіб. Вони виконали величезний обсяг робіт із приведення в готовність довгострокових споруд і польових укріплень. Оскільки при будівництві не передбачалося ніяких протитанкових перешкод, для ліквідації цього недоліку було відрито 30 км протитанкових ровів і 15 км — ескарпів, встановлено металеві їжаки, не враховуючи звичайних протипіхотних перешкод, серед яких — 16 км дротових електрифікованих загороджень. У великій кількості застосовувалися мінні поля.
До 8 липня 1941 року зусиллями жителів столиці, солдатів і офіцерів, Київський укріплений район був приведений у бойову готовність.

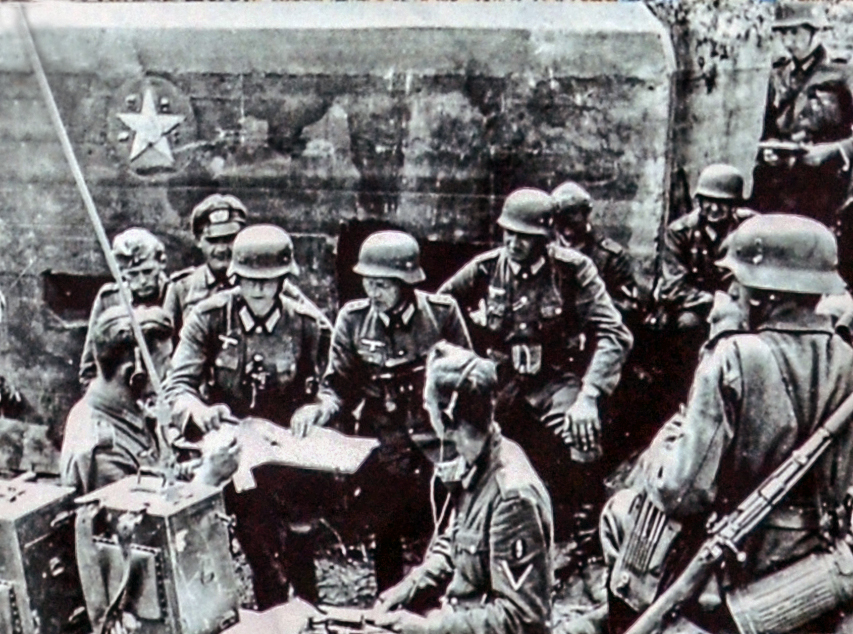
Польовий командний пункт Вермахту, організований в захопленому ДОТі №186 Київського укріпрайону, літо 1941

У зв'язку з загрозливою обстановкою, що склалася на підступах до Києва, 10 липня частини зайняли оборонні рубежі. Розпочалися бої за укріпрайон, що продовжувалися до 18 вересня. У ніч з 18 на 19 вересня радянські війська, за винятком частин прикриття і загонів народного ополчення, залишили Київ. Бої за місто й особливо серпневі бої, виявили слабкі сторони довгострокових фортифікаційних споруджень КиУРу і величезне значення польових укріплень.
Гарнізон КиУРу на 11 липня 1941 року налічував близько 40 тисяч бійців, 29 танків, 283 гармати і 148 мінометів. Саме КиУР зіграв вирішальну роль в обороні Києва, що тривала з 6 липня по 19 вересня 1941 року.

###### Сучасне застосування
На початку російського вторгнення на територію України – 24 лютого 2022 року, оборонні споруди КиУР, що частково залишилися вцілілі з часів бойових дій Другої Світової війни, інколи використовувалися як сховища для цивільного населення.
Повністю чи частково вцілілі довготривалі фортифікаційні споруди Київського укріпрайону також використовувалися військовими Збройних сил України як тимчасове укриття для захисту від ворожих артилерійських обстрілів під час виконання бойових завдань .

## Структура Київського укріпленого району
Основною тактичною одиницею Київського укріпленого району був батальйонний район оборони (батрайон, БРО), кожен із яких об'єднував між собою окремі довготривалі фортифікаційні споруди, польові позиції, інженерні перепони, мінні поля, тощо. В Київському укріпленому районі після завершення будівництва всього нараховувалось 14 батальйонних районів (в т. ч. окремий батрайон №20).
Нумерація батальйонних районів не була послідовною, згідно з їх розміщенням можна виокремити три основні частини КиУР південну (БРО № 6, 7, 8), північну (БРО № 1, 2, 13, 21, 22, 23) і західну (БРО № 3, 4, 5, 20).
| № БРО | Розміщення                                               | К-ть споруд | № споруди (тип споруди) | Схема БРО |
| ----- | -------------------------------------------------------- | ----------- | --- | --------- |
| № 14  | с. Мриги — с. Конча-Заспа                                | 9           | 101 (кулемет., тип «М2»), 102 (кулемет., тип «М2»), 103 (кулемет., тип «М2»), 104 (кулемет., тип «М2»), 105 (кулеме., тип «М2»), 106 (кулемет., тип «М2»), 107 (кулемет., тип «М2» з бронековпаком ВСУ), 108 (кулемет., тип «М2»), 109 (кулемет., тип «М2») |           |
| № 8   | с. Кременище — с. Лісники                                | 14          | 126 (кулемет., тип «М2»), 127 (кулемет., тип «Б»), 128 (кулемет., тип «М1»), 129 (кулемет. капонір, тип «М2»), 130 (кулемет., тип «Б»), 131 (кулемет., тип «Б» з бронековпаком ВСУ), 132 (спостер. вежа «Ажур»), 133 (кулемет., тип «Б»), 134 (кулемет., тип «М2»), 135 (кулемет., тип «М2»), 136 (кулемет., тип «М2»), 137 (кулемет., тип «М2»), 138 (кулемет., тип «М2»), 160 (кулемет., тип «М1») |           |
| № 7   | с. Круглик                                               | 16          | 151 (кулемет., тип «М1»), 152 (артилер.-кулемет. капонір, тип «Б»), 153 (кулемет., тип «М1»), 154 (кулемет., тип «Б»), 155 (сховище, тип «М2»), 156 (кулемет. капонір, тип «М2»), 157 (кулемет. капонір, тип «М2»), 158 (кулемет. капонір, тип «М2»), 159 (кулемет., тип «М1»), 176 (артилер.-спост. пункт суміщений із кулемет. ДОТ, тип «Б»), 177 (кулемет., тип «Б»), 182 (кулемет. капонір, тип «М2»), 183 (кулемет., тип «М2»), 184 (кулемет., тип «М2»), 185 (кулемет., тип «Б»), 186 (кулемет., тип «М1») |           |
| № 6   | с. Віта Поштова — с. Юрівка                              | 15          | 178 (кулемет., тип «Б»), 179 (мінна група з оголовком типу «М1»), 180 (кулемет., тип «Б»), 181 (кулемет., тип «М1»), 187 (арт. позиція ТАУТ), 201 (кулемет. капонір, тип «М2»), 202 (кулемет., тип «Б»), 203 (кулемет., тип «Б»), 204 (арт.-спост. пункт із двома бронековпаками ГАУ), 205 (мінна група з 5 оголовками типу «МС» та «М1»), 206 (арт. позиція ТАУТ), 207 (арт. позиція ТАУТ), 209 (кулемет., тип «М1»), 210 (кулемет., тип «Б»), 211 (арт. позиція ТАУТ) |           |
| № 5   | с. Тарасівка — с. Петрівське (нині — с. Святопетрівське) | 44          | 208 (кулемет., тип «МС»), 226 (кулемет. суміщений з арт.-спост. пунктом, тип «Б»), 227 (кулемет., тип «Б»), 228 (кулемет., тип «Б»), 229 (кулемет., тип «Б»), 230 (арт.-спост. пункт, тип «Б»), 231 (арт. позиція ТАУТ), 232 (арт. позиція ТАУТ), 233 (арт. позиція ТАУТ), 234 (арт. позиція ТАУТ), 235 (арт. позиція ТАУТ), 236 (арт.-спост. пункт, тип «Б»), 237 (кулемет. ДОТ, тип «М1»), 238 (кулемет. ДОТ, тип «МС»), 239 (кулемет. ДОТ, тип «МС»), 240 (кулемет. ДОТ, тип «МС»), 241 (кулемет. ДОТ, тип «МС»), 251 (кулемет. ДОТ, тип «Б»), 276 (кулемет. ДОТ, тип «М2»), 277 (кулемет. ДОТ, тип «Б»), 278 (арт. позиція ТАУТ), 279 (кулемет. ДОТ, тип «Б»), 280 (арт. позиція ТАУТ), 281 (арт. позиція ТАУТ), 282 (кулемет. ДОТ, тип «Б»), 283 (кулемет. ДОТ, тип «Б»), 284 (арт. позиція ТАУТ), 285 (арт. позиція ТАУТ), 286 (кулемет. ДОТ, тип «М1»), 287 (кулемет. капонір, тип «М2»), 288 (кулемет. напівкапонір, тип «М2»), 289 (кулемет., тип «М2» з бронековпаком ВСУ), 290 (арт. позиція ТАУТ), 291 (арт.-спост. пункт, тип «Б»), 292 (кулемет., тип «Б»), 293 (кулемет., тип «МС»), 294 (сховище, тип «М2»), 295 (кулемет., тип «МС»), 296 (кулемет., тип «МС»), 301 (кулемет., тип «МС»), 302 (кулемет., тип «МС»), 303 (кулемет., тип «МС»), 304 (кулемет., тип «МС»), 305 (кулемет., тип «МС») |           |
| № 4   | с. Шевченко — с. Чайки                                   | 27          | 297 (кулемет., тип «М1»), 326 (арт. позиція ТАУТ), 327 (кулемет., тип «Б»), 328 (арт. позиція ТАУТ), 329 (арт. позиція ТАУТ), 330 (кулемет., тип «Б»), 331 (арт.-спост. пункт, тип «Б»), 332 (арт.-спост. пункт, тип «Б»), 333 (кулемет., тип «Б»), 334 (кулемет., тип «Б»), 335 (кулемет., тип «Б»), 336 (арт.-спост. пункт, тип «Б»), 338 (арт. позиція ТАУТ), 339 (кулеметний ДОТ, тип «Б»), 340 (арт. позиція ТАУТ), 341 (арт. позиція ТАУТ), 342 (арт. позиція ТАУТ), 343 (кулемет., тип «Б»), 344 (арт. позиція ТАУТ), 345 (арт. позиція ТАУТ), 346 (кулемет., тип «МС»), 347 (кулемет., тип «МС»), 348 (кулемет., тип «МС»), 349 (кулемет., тип «МС»), 350а (кулемет., тип «М1»), 350б (кулемет., тип «Б»), 350в (сховище, тип «М2») |           |
| № 20  | с. Білогородка                                           | 19          | 351 (кулемет., тип «М3»), 352 (кулемет., тип «М2»), 353 (кулемет., тип «МС»), 354 (кулемет., тип «МС»), 355 (кулемет., тип «М2»), 356 (кулемет., тип «М2»), 357 (кулемет., тип «М3»), 376 (кулемет., тип «Барбет»), 377 (кулемет., тип «М2»), 378 (кулемет., тип «Барбет»),379 (кулемет., тип «М2»), 380 (кулемет., тип «Барбет»), 381 (кулемет., тип «Барбет»), 382 (кулемет., тип «М2»), 383 (кулемет., тип «М2»), 384 (кулемет., тип «М2»), 385 (кулемет. капонір, тип «М2»/«М3»), 386 (кулемет., тип «М3»), 387 (кулемет. тип «М2»/«М3»), |           |
| № 3   | Житомирське шосе                                         | 21          | 337 (кулемет., тип «Б»), 401 (мінна група — дот типу «Б» та 2 оголовки типу «МС»), 402 (арт.-спост. пункт, тип «Б»), 403 (кулемет. капонір, тип «Б»), 404 (кулемет., тип «Б»), 405 (арт. позиція ТАУТ), 406 (арт. позиція ТАУТ), 407 (арт.-спост. пункт, тип «Б»), 408 (кулемет., тип «Б»), 409 (кулемет., тип «Б»), 410 (кулемет., тип «М1»), 411 (кулемет., тип «Б»), 412 (арт.-спост. пункт, тип «Б»), 413 (кулемет., тип «Б»), 414 (арт.-спост. пункт, тип «Б»), 415 (кулемет., тип «Б»), 416 (кулемет., тип «М1»), 417 (кулемет., тип «М1»), 418 (кулемет., тип «Б»), 419 (кулемет., тип «М1»), 420 (кулемет., тип «МС»), |           |
| № 2   | с. Романівка                                             | 19          | 426 (кулемет., тип «Б» суміщений з арт.-спост. пунктом), 427 (кулемет., тип «М1»), 428 (кулемет., тип «Б»), 429 (арт.-спост. пункт, тип «Б» з бронековпаком ГАУ), 430 (кулемет., тип «Б»), 431 (кулемет., тип «М2»), 432 (кулемет., тип «М2»), 433 (кулемет., тип «М2»), 434 (кулемет., тип «М2»), 435 (кулемет., тип «М2»), 436 (кулемет., тип «М2»), 451 (кулемет., тип «М1»), 452 (кулемет., тип «Б» з бронековпаком ВСУ), 453 (арт.-спост. пункт, тип «Б» з бронековпаком ВСУ), 454 (кулемет. напівкапонір, тип «М2»), 455 (кулемет. напівкапонір, тип «М2»), 456 (кулемет., тип «Б»), 458 (кулемет., тип «М2»), 459 (кулемет., тип «М2») |           |
| № 1   | с. Мостище                                               | 13          | 457 (кулемет., тип «Б»), 476 (кулемет., тип «М2»), 477 (кулемет., тип «М2»), 478 (кулемет., тип «М2»), 479 (кулемет., тип «М2»), 480 (кулемет., тип «Б»), 481 (арт.-спост. пункт, тип «Б»), 482 (арт.-спост. пункт, тип «Б» з бронековпаком ГАУ), 483 (кулемет., тип «Б»), 484 (кулемет., тип «М1»), 485 (кулемет., тип «М1»), 486 (кулемет., тип «М2»), 487 (кулемет., тип «М2») |           |
| № 13  | с. Горенка — с. Мощун                                    | 13          | 501(кулемет., тип «М2»), 502 (кулемет., тип «М1»), 503 (кулемет., тип «М2»), 504 (арт.-спост. пункт, тип «М2» з броневокпаком ГАУ), 505 (кулемет., тип «Б»), 506 (кулемет., тип «М2»), 507 (кулемет., тип «М1»), 508 (кулемет., тип «М2»), 509 (спост. вежа «Ажур»), 510 (кулемет., тип «Б»), 511 (кулемет., тип «М2»), 512 (кулемет., тип «М2»), 513 (сховище, тип «М2»), |           |
| № 23  | с. Шевелівка                                             | 12          | 526 (кулемет., тип «М2»), 527 (кулемет., тип «М2»), 528 (кулемет., тип «М1»), 529 (кулемет., тип «Б»), 530 (кулемет., тип «М1»), 531 (кулемет., тип «М1»), 532 (кулемет., тип «М1»), 533 (кулемет., тип «М1»), 534 (кулемет., тип «М2»), 535 (кулемет., тип «М2»), 536 (кулемет., тип «М2»), 537 (кулемет., тип «М2») |           |
| № 22  | с. Гута-Межигірська                                      | 15          | 551 (кулемет., тип «М1»), 552 (кулемет., тип «М1»), 553 (арт.-спост. пункт, тип «Б» з бронековпаком ГАУ), 554 (арт. напівкапонір, тип «Б»), 555 (кулемет., тип «М1»), 556 (кулемет., тип «М1»), 557 (кулемет., тип «М1»), 558 (кулемет., тип «М1»), 559 (кулемет., тип «М2»), 560 (кулемет., тип «М2»), 561 (кулемет., тип «М2»), 562 (кулемет., тип «М2»), 563 (кулемет., тип «М2»), 564 (кулемет., тип «М2»), 565 (кулемет., тип «М2»), |           |
| № 21  | с. Козаровичі                                            | 9           | 576 (кулемет. напівкапонір, тип «М2»), 577 (кулемет., тип «М1»), 578 (арт. напівкапонір, тип «Б»), 579 (кулемет., тип «Б»), 580 (кулемет., тип «М1»), 581 (кулемет., тип «М2» з бронековпаком ВСУ), 582 (кулемет., тип «М2»), 601 (кулемет., тип «М2»), 602 (кулемет., тип «М2») |           |

## Будова та конструкція довготривалих оборонних споруд КиУР
В процесі будівництва КиУР (особливо на початковому етапі) не один раз змінювалися система та підхід до класифікації довготривалих споруд. Загалом було збудовано велике різноманіття ДОТів, які класифікувалися за стікістю до артилерійського обстрілу,  плануванням, видом вогневої системи, озброєнням,.
Станом на літо 1931 року довготривалі фортифікаційні споруди радянських украпрайонів розділяли на такі класи стійкості:
- клас М1 — мали перекриття товщиною 108-150 см, фронтальні стіни 150-155 см, витримує влучення 203-мм гаубиці та/або 152-мм гармати;
- клас М2 — відповідно перекриття товщиною 82-105 см, стіни 127-142 см і витримує влучання 152-мм гаубиці та/або 152-мм гармати;
- клас М3 — перекриття товщиною 60 см, стіни 90-100 см — витримує влучання 122-мм гаубиці та/або 76-мм гармати.

Незалежно від класу стійкості, існувала також класифікація за протихімічною захищеністю:
- тип «Б» - споруди в яких були наявні протихімічне сховище для гарнізону (двоповерхові)
- тип «M» - споруди без протихімічного сховища.

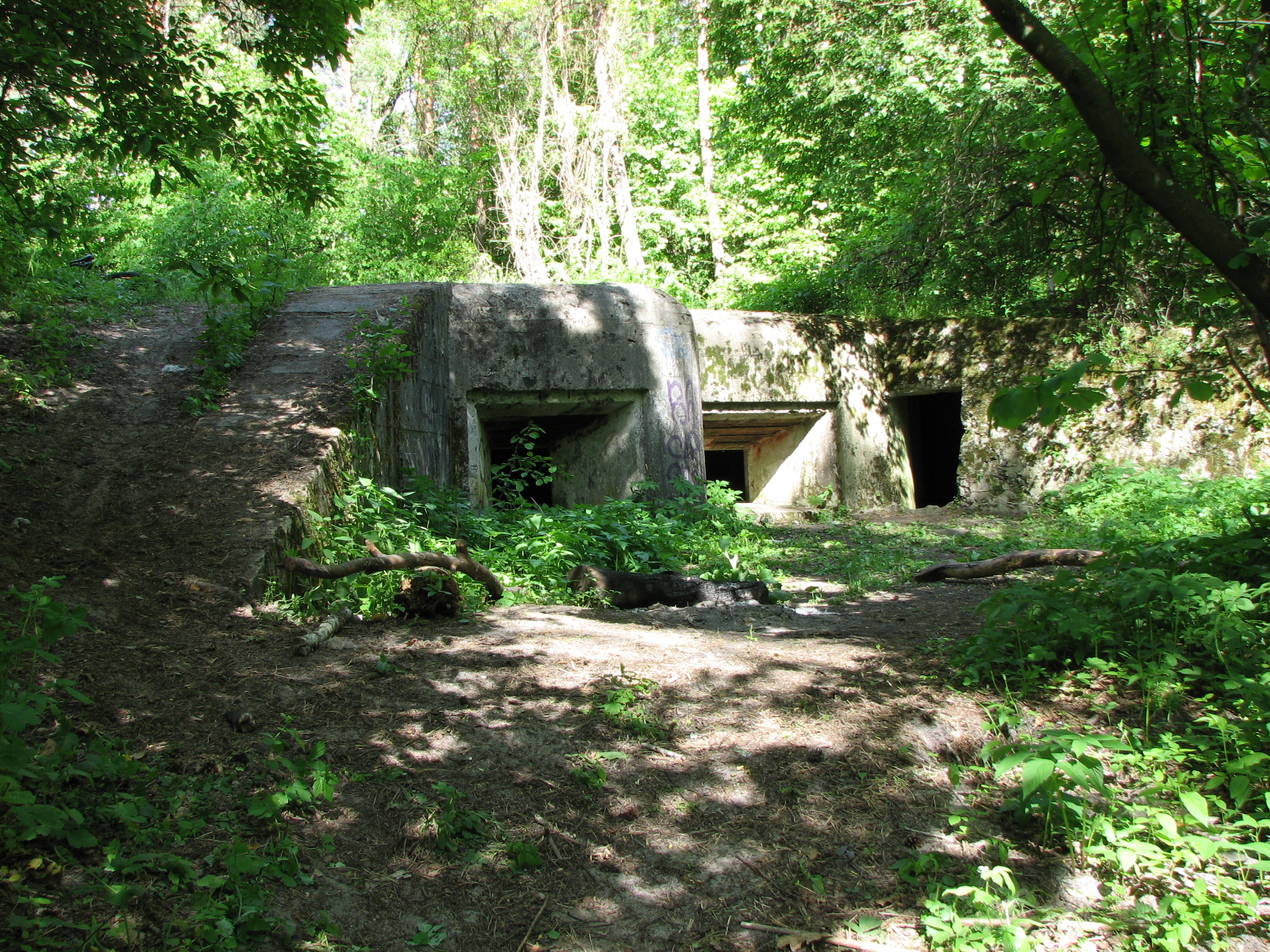
Артилерійський капонір, Київський укріпрайон, 2014

За видом вогневої системи довготриваі споруди КиУР розділяли на:
- фронтально-косоприцільного вогню
- кругового вогню
- напівкапоніри
- капоніри

За озброєнням:
- кулеметні
- артилерійські
- кулеметно-артилерійські

В Київському украпрайоні найбільше поширення мали кулеметніж одноповерхові трьохамбразурні доти типу «М2», призначені для ведення фронтального вогню. Вони через невеликі розміри не мали житлового приміщення для гарнізону (гарнізон знаходився в доті тільки під час бою) і великого запасу боєприпасів. Також поширення мали одноповерхові і двоповерхові доти типу «Б» (на нижньому поверсі розміщалися приміщення для гарнізону, склади і допоміжне устаткування) з декількома бойовими казематами. Для ведення бічного вогню по противнику, що прорвався, будувалися 1—2 кулеметні ДОТи, по своїй конструкції капоніри і напівкапоніри. 

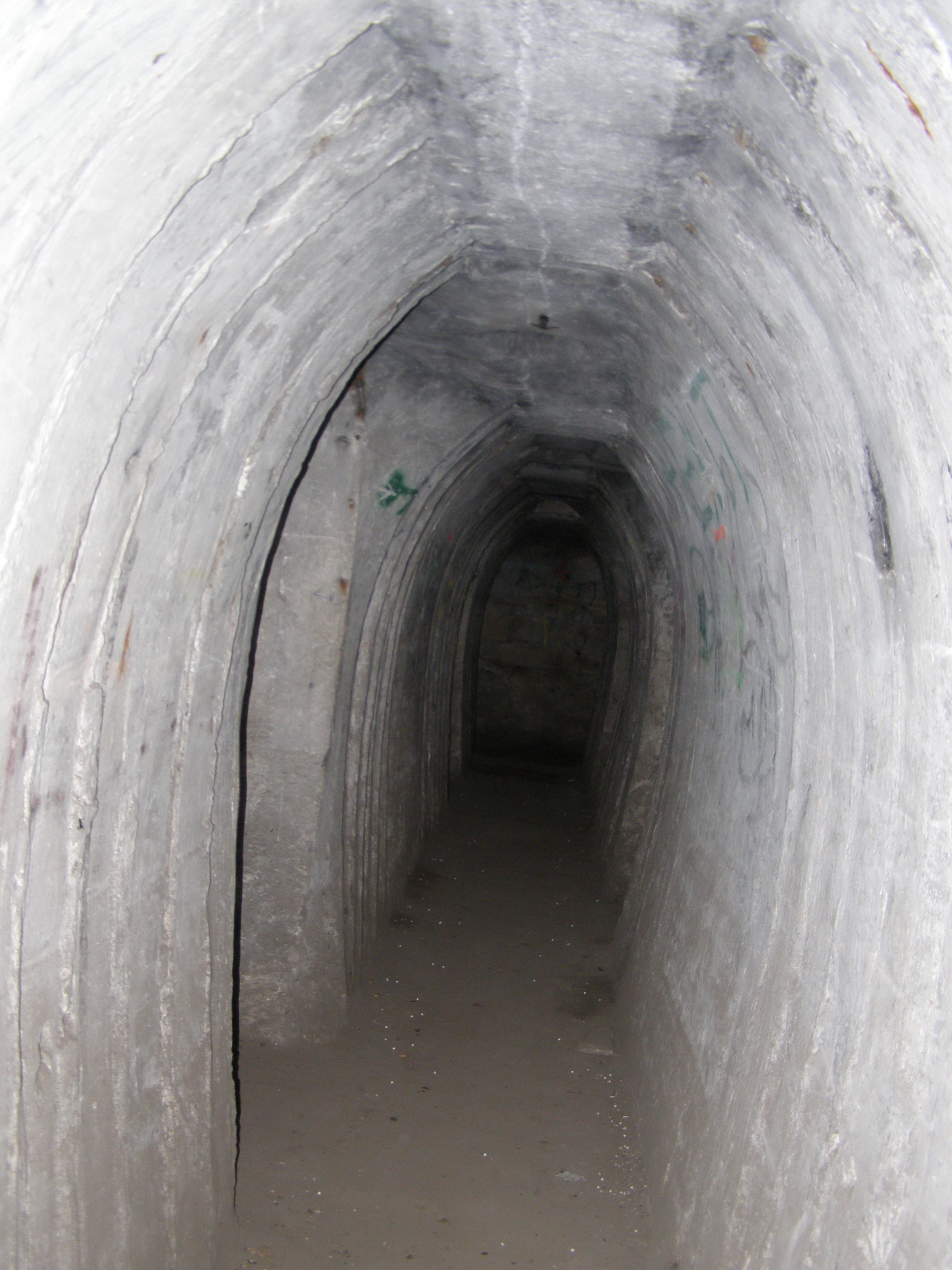
Типова підземна галерея мінної групи, Київський укріпрайон, 2011

За індивідуальними проєктами було побудовано 4 доти типу «Міна» (мінна група), що являли собою групу дотів, з'єднаних між собою підземними галереями. А саме ДОТи (мінні групи): - №179, - № 205 «ДОТ лейтенанта Вєтрова», - №401, - №552-553 (дві окремі довготривалі вогневі споруди з’єднані підземною галереєю).
Практично всім довготривалим вогневим спорудам КиУР був властивий ряд істотних недоліків. Амбразури дотів мали досить примітивну будову і не могли захистити гарнізони при обстрілі з автоматичної зброї або вогнеметів. Товщина бронезаслінок виявилася недостатньою, щоб витримати влучення 37-мм бронебійного снаряда (у Національному музеї історії України в Другій світовій війні виставлена одна з них, пробита навиліт). Заслінки бронековпаків мали слабке кріплення. Товщина виступу напрямної становила всього 30 мм, тому при прямому влученні бронезаслінку вибивало разом із напрямною. Відсутність у більшості ДОТів можливості кругового обстрілу утруднювало підтримку контратак при захопленні противником ділянки оборони і давало останньому можливість обійти ДОТ із флангу, використовуючи ділянки місцевості, що не прострілювалися з ДОТу. Відсутність належного огляду впливала на ефективність вогню на близьких дистанціях, що дозволяло саперам противника підбиратися впритул до споруджень.

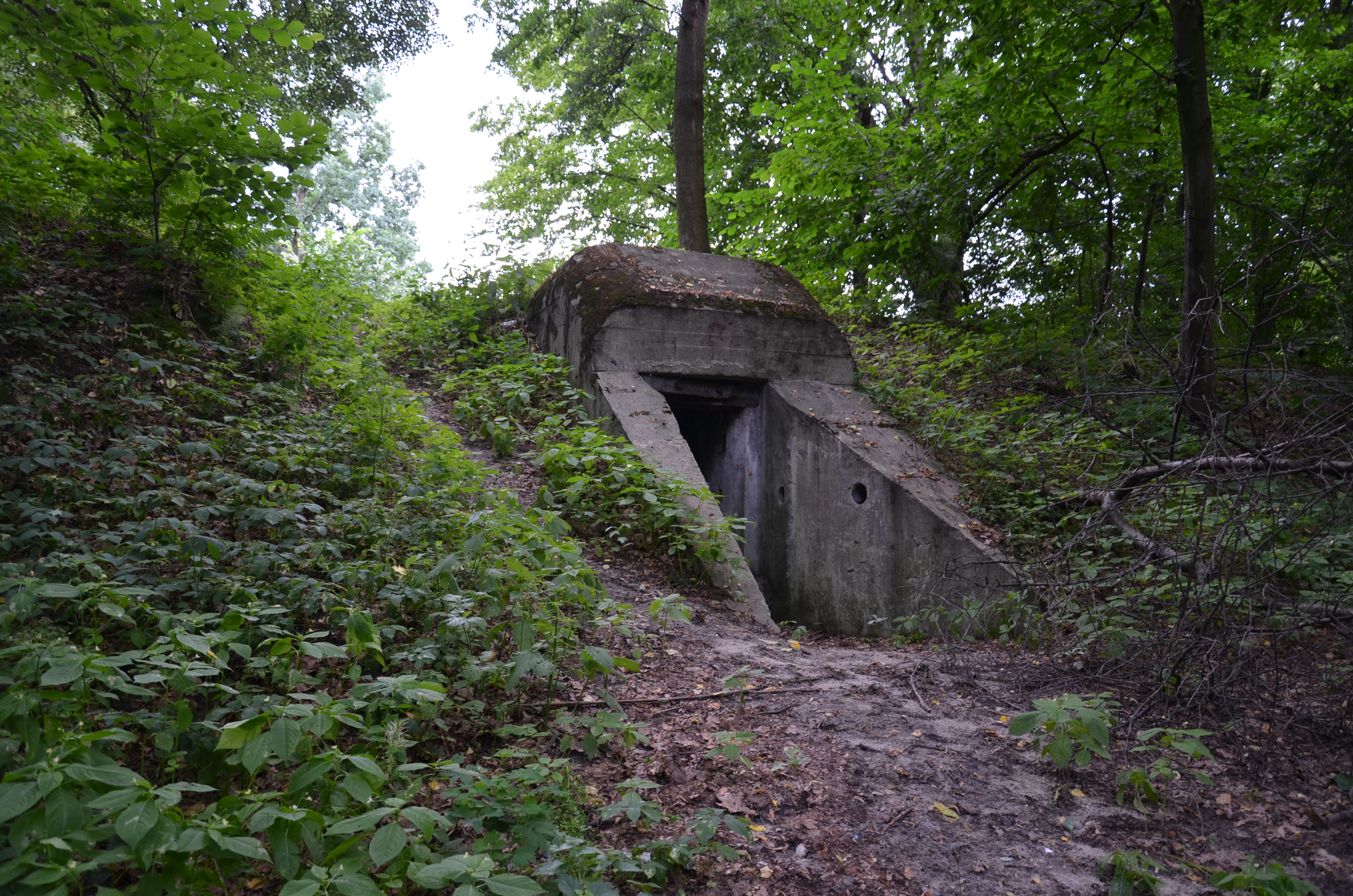
Тиловий вхід в ДОТ, вбудований в Змієвий вал, Київський укріпрайон, 2013

В південному та західному секторі Київського укріпрайону деякі довготривалі вогневі точки були вбудована в залишки Змієвих валів та стародавніх городищ.

## Оснащення та озброєння ДОТів КиУР

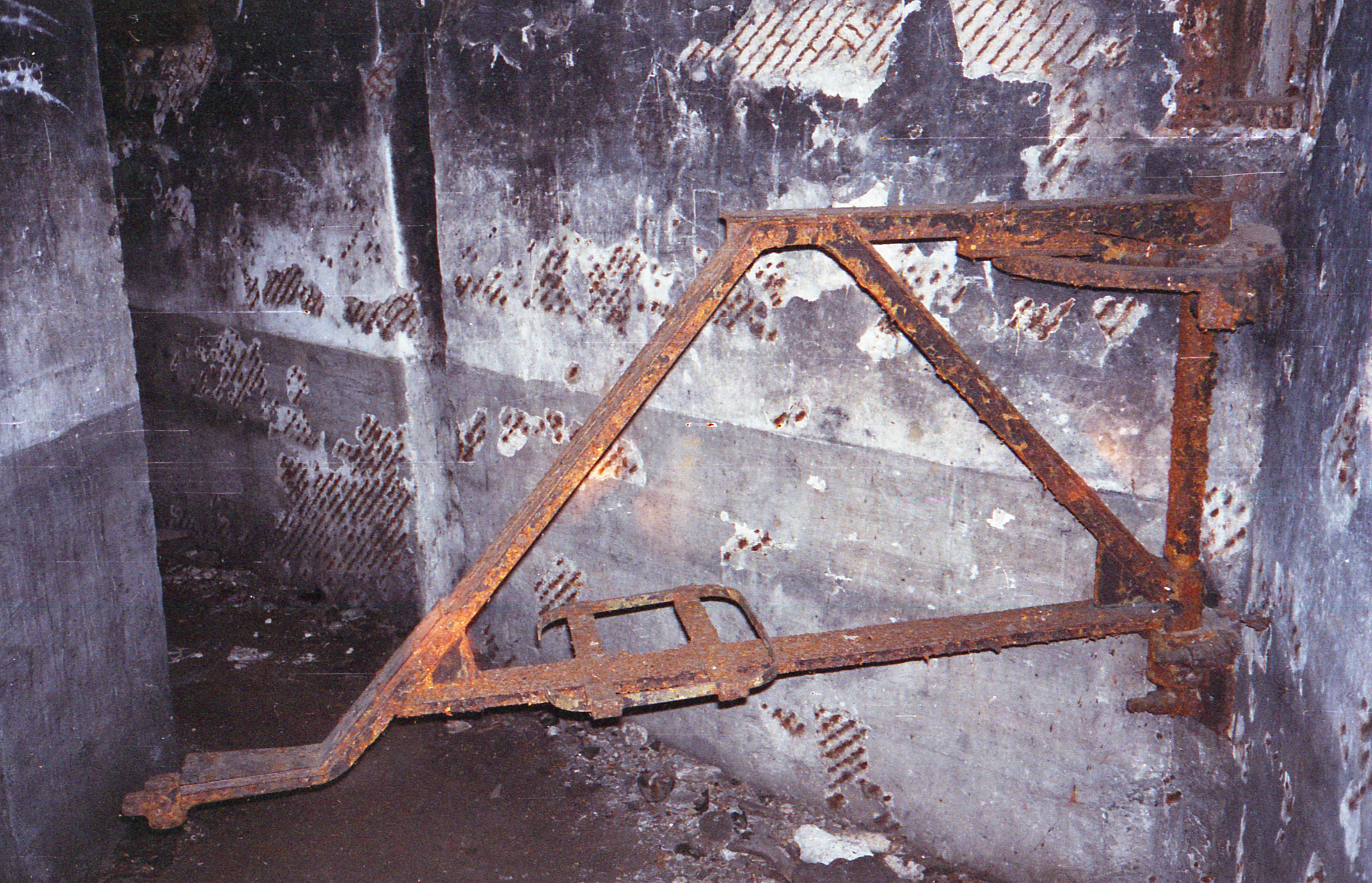
Кулеметний станок системи Юшина, Київський укріпрайон, 2005

Основне озброєння більшості ДОТів КиУР — станкові кулемети «Максим» зразка 1910 року. Також є відомості про використання джеякої кількості станкових кулеметів ДС-39. Кулемети встановлювалися на поворотні металеві станки системи Юшина велосипедного типу або на дерев’яні станки ПС-31 (СТАД) системи Горностаєва. Кулемети «Максим», що мали водяне охолодження ствола, підключалися до централізованої системи охолодження, де холодна вода подавалася із спеціальних підковоподібних баків в охолоджуючий кожух кулемета. Також в ДОТах був наявний механізм примусової вентиляції для видалення порохових газів, що мало забезпечити нормальні робочі умови особового складу.

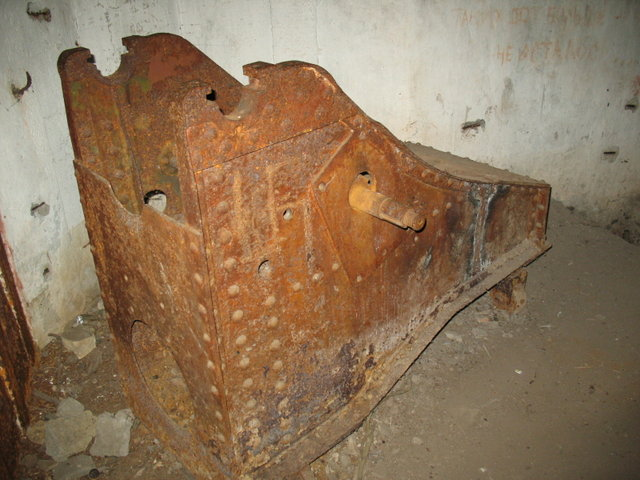
Капонірний лафет системи Дурляхера, Київський укріпрайон, 2009

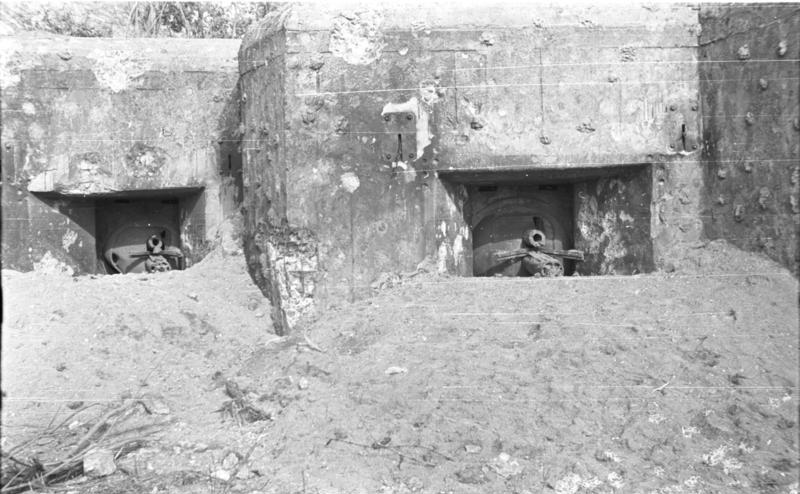
Зруйнований артилерійський капонір з 76-мм гарматами зразку 1902 року, Тираспільский укріпрайон, 1941

Артилерійські ДОТи та відкриті стаціонарні артилерійські позиції типу «ТАУТ» були оснащені 76,2-мм гарматами (зразка 1900 року) встановленими на капонірному лафеті системи генерал-лейтенанта Дурляхера.
Особовий склад також використовував піхотні кулемети ДП (зразка 1927 року) для ведення вогню через вхідні амбразури, що не були обладнанні станковим механізмом.

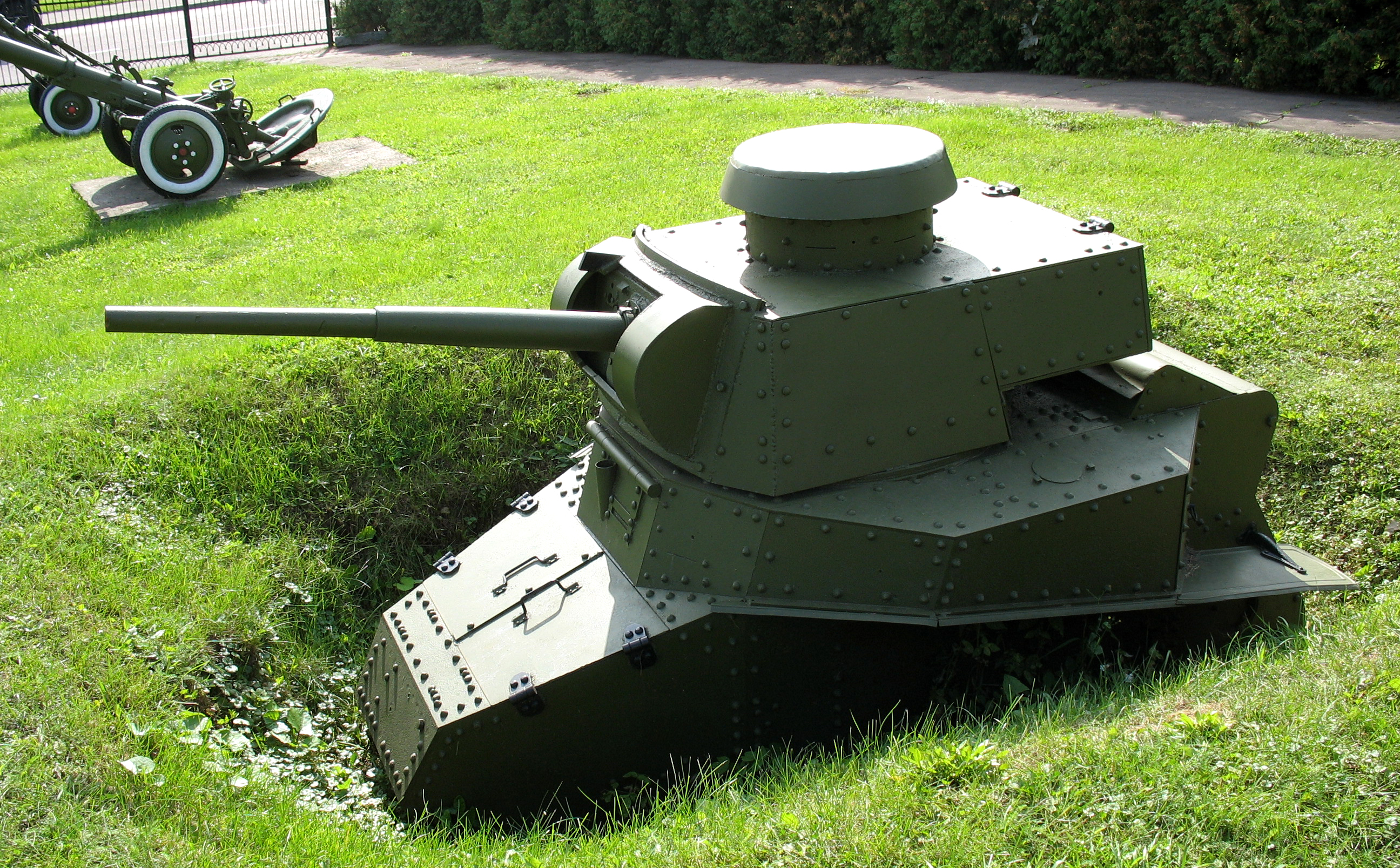
Вкопаний у вигляді доту Т-18 з 45-мм гарматою. Експозиція Музею Перемоги в Москві

Внаслідок обмежених можливостей, влітку 1941 року, також використовувались нестандартні типи озброєння. Зокрема було прийняте рішення про використання застарілих танків МС-1 (Т-18) та Т-24 в якості стаціонарних довготривалих вогневих точок. Для чого корпус танка без двигуна та ходової частини вкопувався в землю.

## Командний пункт КиУР

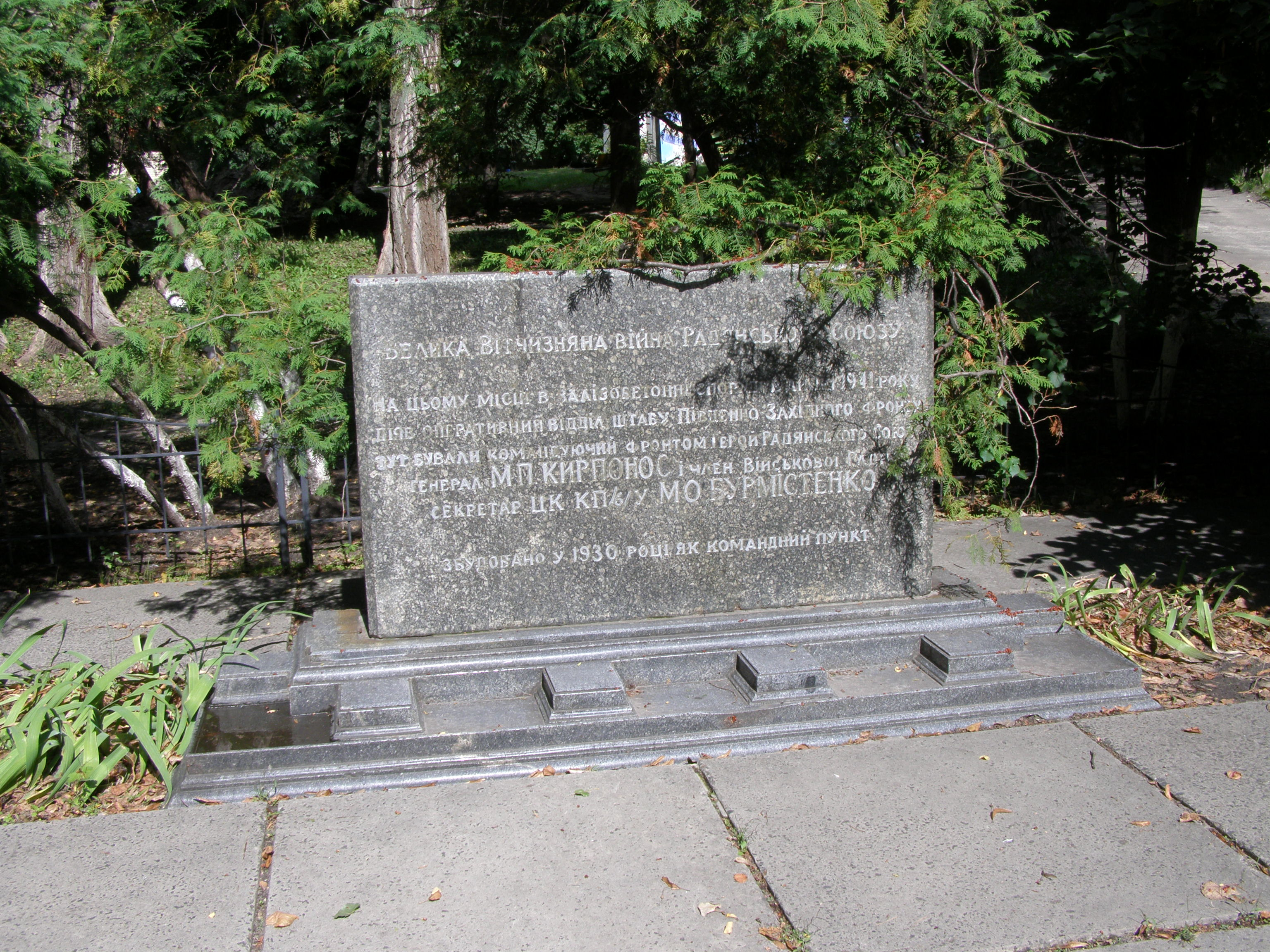
Пам'ятний знак Штабу Південно-Західного фронту

Для забезпечення керування військами в Київському укріпрайоні був передбачений командний пункт (район Святошино, 4-та просіка). Він був спершу спроєктований як штаб Українського Військового Округу, але в процесі будівництва також розглядалося рішення про його використання в якості КП КиУР. В багатьох документах, для секретності командний пункт був зазначений як КП «Санстрой».

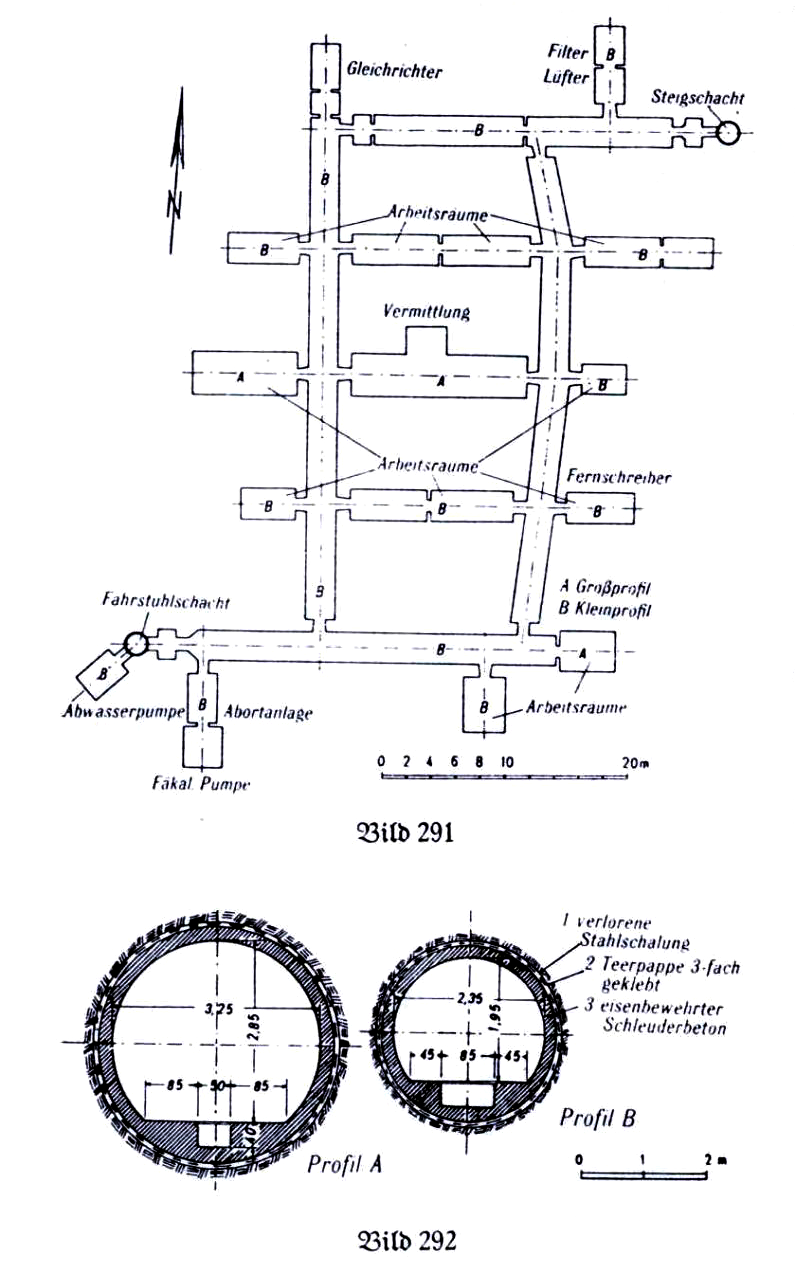
КП КиУР — схема підземної частини.

За даними Акту перевірки КИУР 1939 року, початок будівництва КП КиУР припадає на 1933 рік, і був збудований за наказом Й. Е. Якіра. Водночас за даними німецького «Рапорту про систему радянських укріплень», початок будівництва КП КиУР припадає на 1928 рік.
Сам командний пункт — це підземна споруда (бункер), що складається з тунелів різного діаметру загальною довжиною 285 метрів. Внутурішній діаметр тунелів був 3,25 та 2,35 метри. Стіни тунелів були зібрані з металевих циліндричних секцій, укріплених кільцями із сортової сталі. При будівництві металеві секції обклеювалися кількома шарами толю, далі збиралася внутрішня опалубка і простір між нею, та секціями був залитий торкрет-бетоном. При заливці опалубки, в підлозі тунелів, були передбачені технічні канали, по яким було прокладено комунікації. Тунелі сполучались між собою, та були розділені перегородками на робочі, технічні та побутові приміщення.
Вся підземна частина КП була заглиблена в ґрунт на глибину близько 50 метрів. На поверхню виходили дві вертикальні шахти діаметром 2 метри, кожна з яких була обладнана вхідними блоками. Блокам було присвоєно порядкові номери № 10 та № 12. Блок № 12 був обладнаний ліфтом, вантажопідйомністю 350 кг, також у ньому розміщувалися технічні приміщення (приміщення силової підстанції, машинний зал ліфту, душова, машинний зал насосів для відкачування ґрунтових вод, приміщення дизель-генератора, тощо). Блок № 10 являв собою простий вихід зі сходами на 19 маршів. Перекриття обох вхідних блоків мали товщину близько 1,7 метра.

З 28 червня 1941 року комендантом КП був призначений батальйонний комісар Г. П. Калашников.

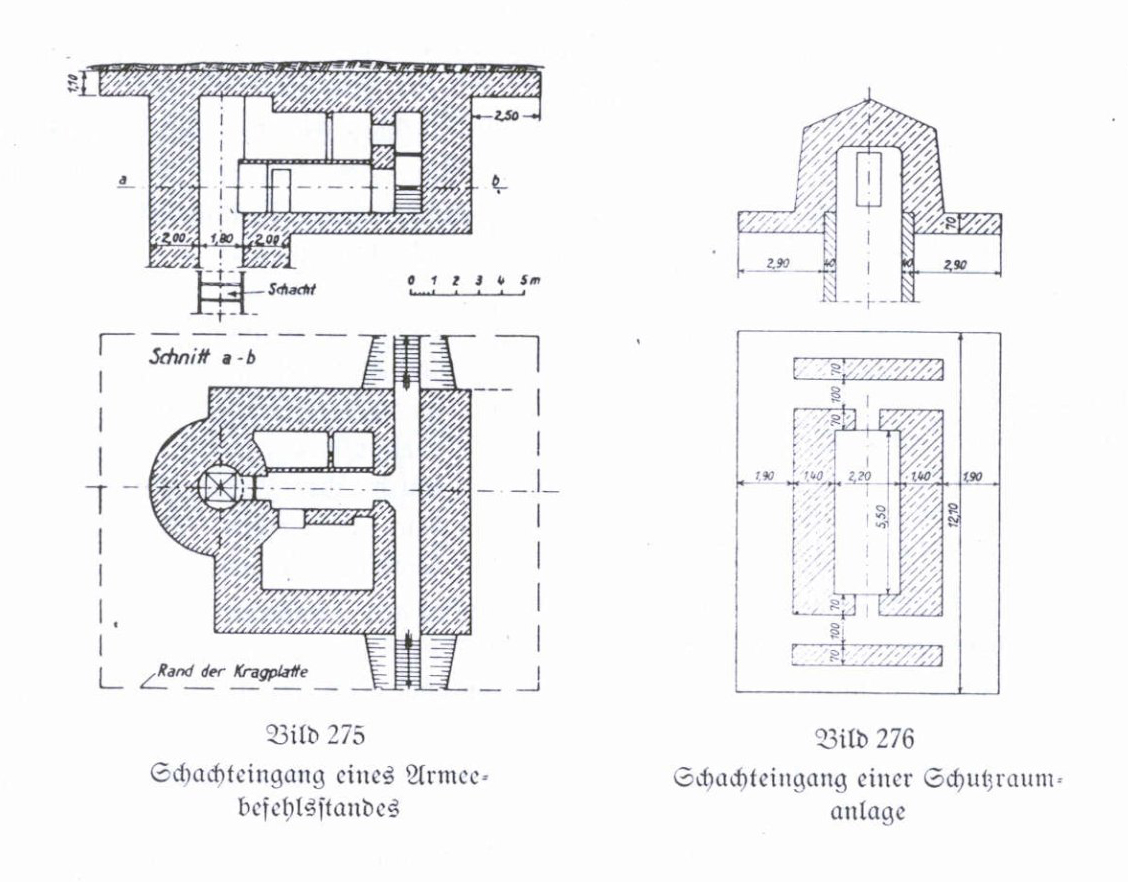
КП КиУР — схема вхідних блоків № 10 і № 12

7 серпня згідно з оперативним зведенням штабу КиУР № 048 близько 17:00 німецька далекобійна артилерія обстріляла штаб КиУР, внаслідок чого було поранено 9 осіб, в тому числі начальника артилерії генерал-майора Степанова та начальника штабу артилерії підполковника Васильєва.
8 серпня 1941 року штаб Київського укріпрайону був перенесений за адресою вул. Артема, 25 (нині вул. Січових Стрільців, 25). Головна причина переїзду — близьке розміщення підземного КП до лінії фронту, внаслідок чого німецька артилерія могла вільно обстрілювати територію КП.
14 вересня був відданий наказ підірвати вхідні блоки КП, залишивши неушкодженою підземну частину. Згідно зі спогадами працівників КП, було підірвано лише ліфт, зовнішню і внутрішню електростанції.
Після відходу радянських військ, КП КиУР був обстежений німецькими спеціалістами. Результати обстеження були опубліковані в 1942 році в збірці «Рапорт про систему радянських укріплень».
За деякими відомостями в післявоєнний час були проведені невдалі спроби осушити КП КиУР, який був повністю затоплений ґрунтовими водами. Пізніше залишки вертикальних ствобурів шахт командногопункту були забетоновані і засипані.
В 1974 році на приблизному місці розміщення КП був встановлений пам'ятний знак «Штабу Південно-Західного фронту».
Згідно з даними досліджень станом на 2023 рік підземний рівень бункеру, скоріше за все, повністю затоплений ґрунтовими водами та каналізаційними стоками, а вертикальні стовбури шахт частково або повністю обвалилися.

## Світлини

Довготривалі вогневі споруди Київського укріпленого району
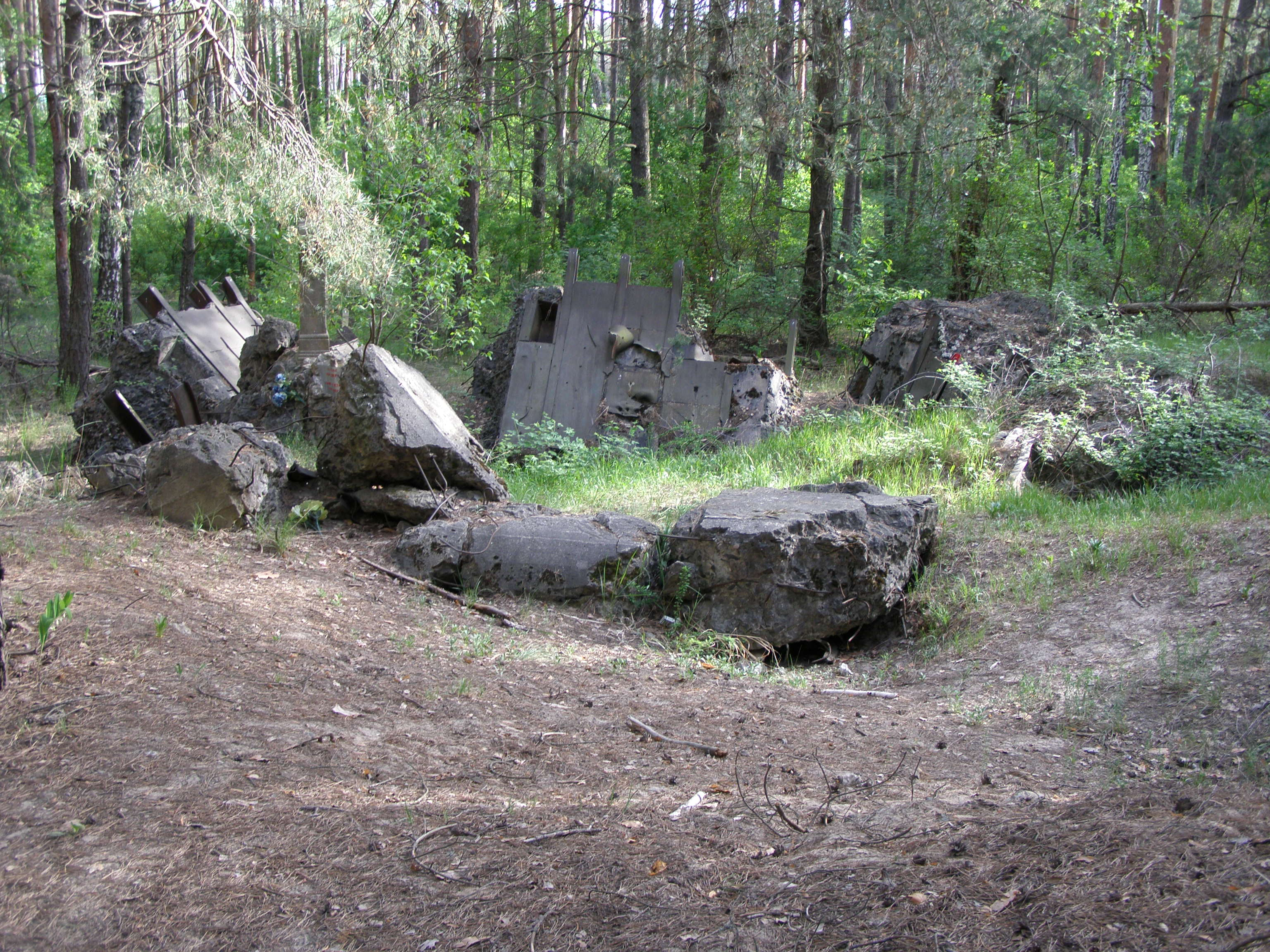
ДОТ № 102
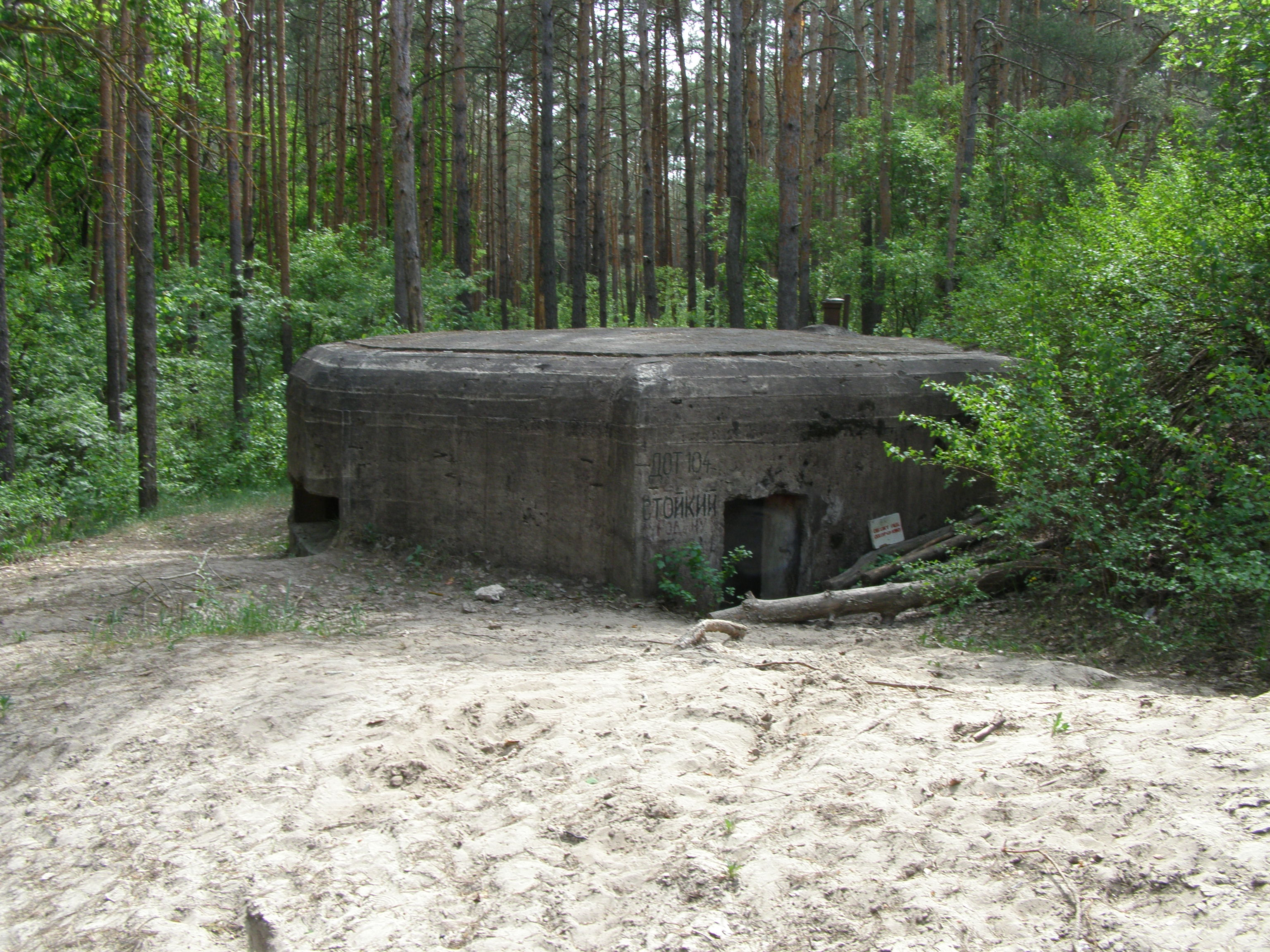
ДОТ № 104
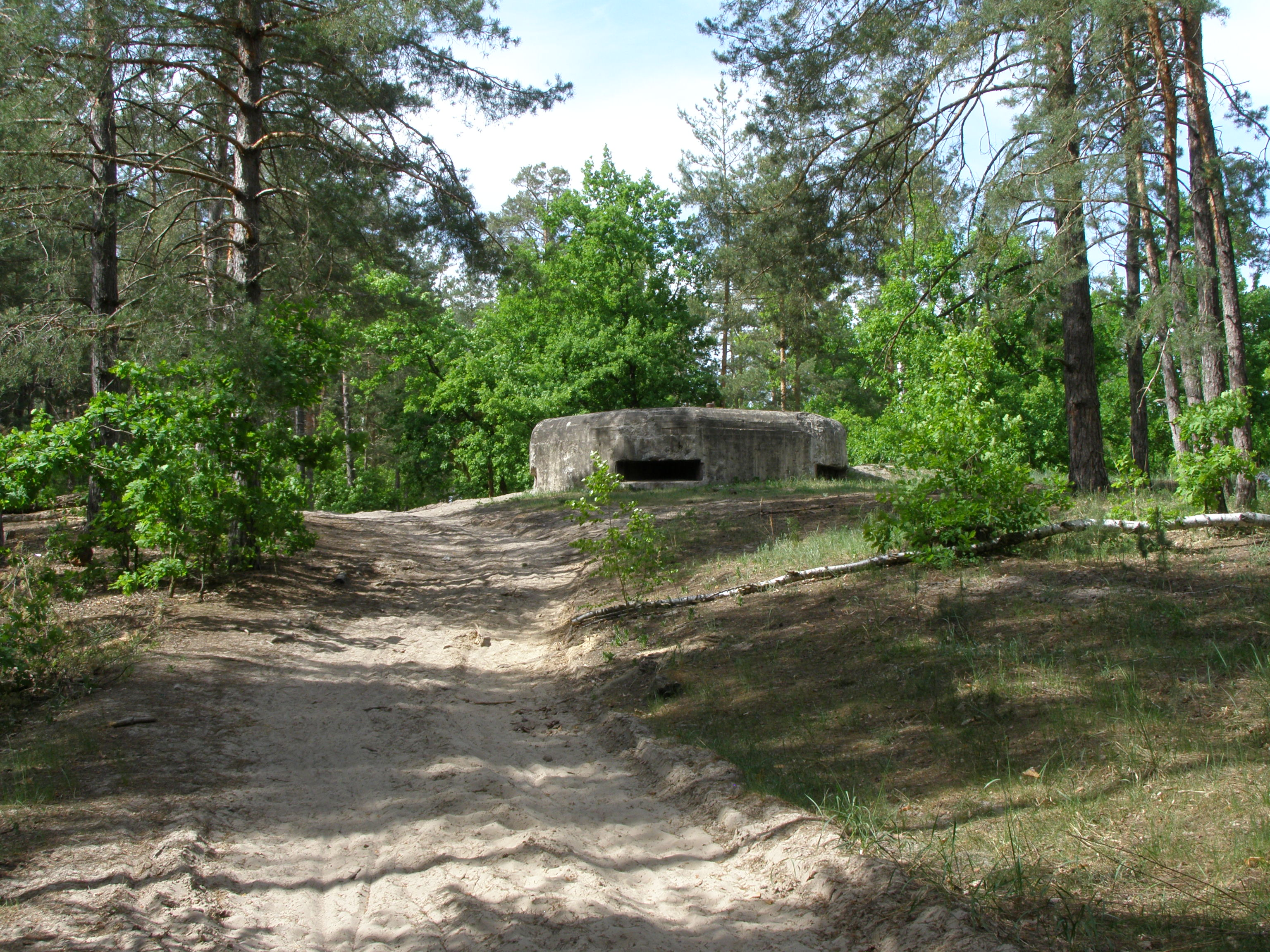
ДОТ № 105
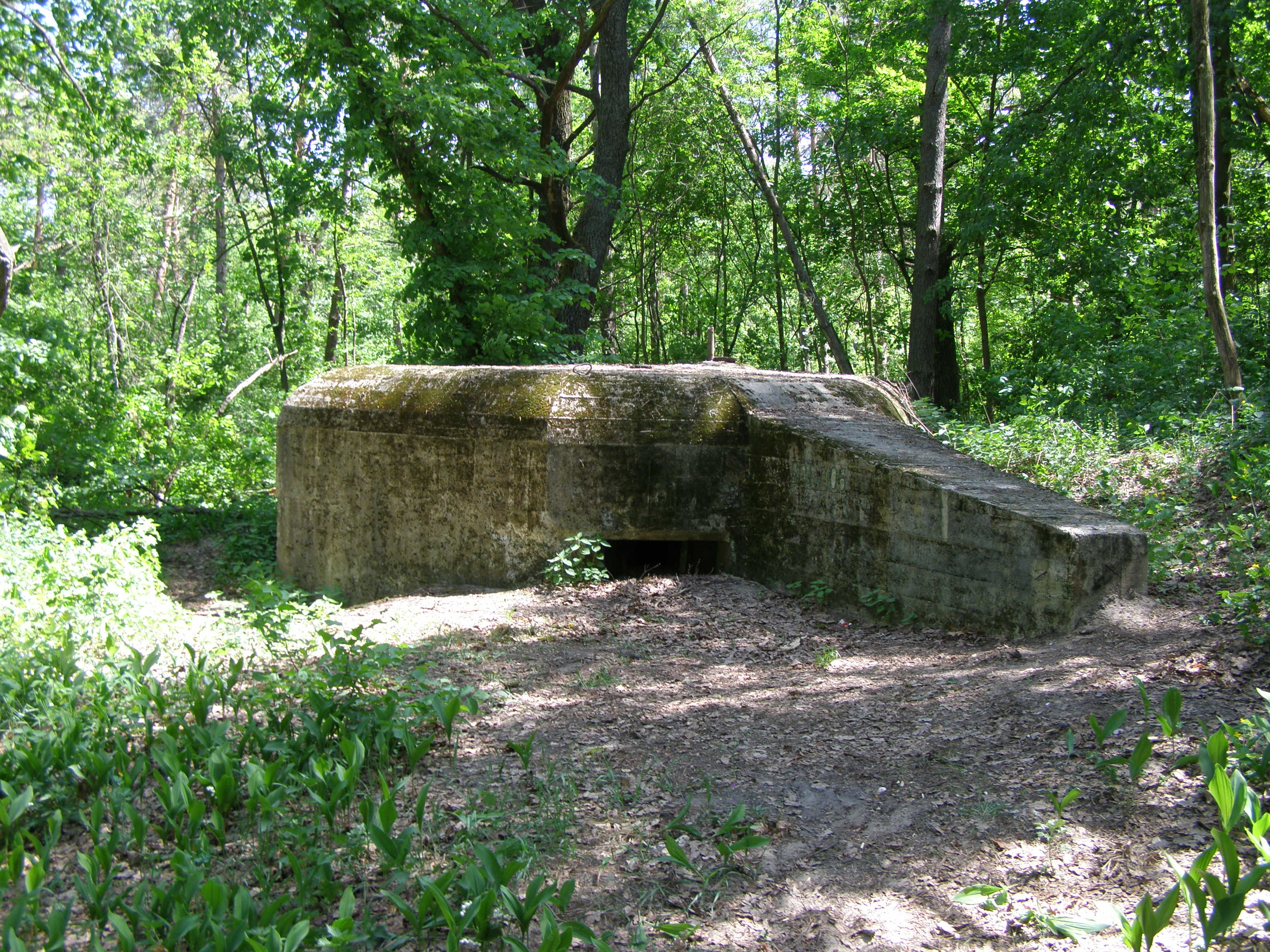
ДОТ №106
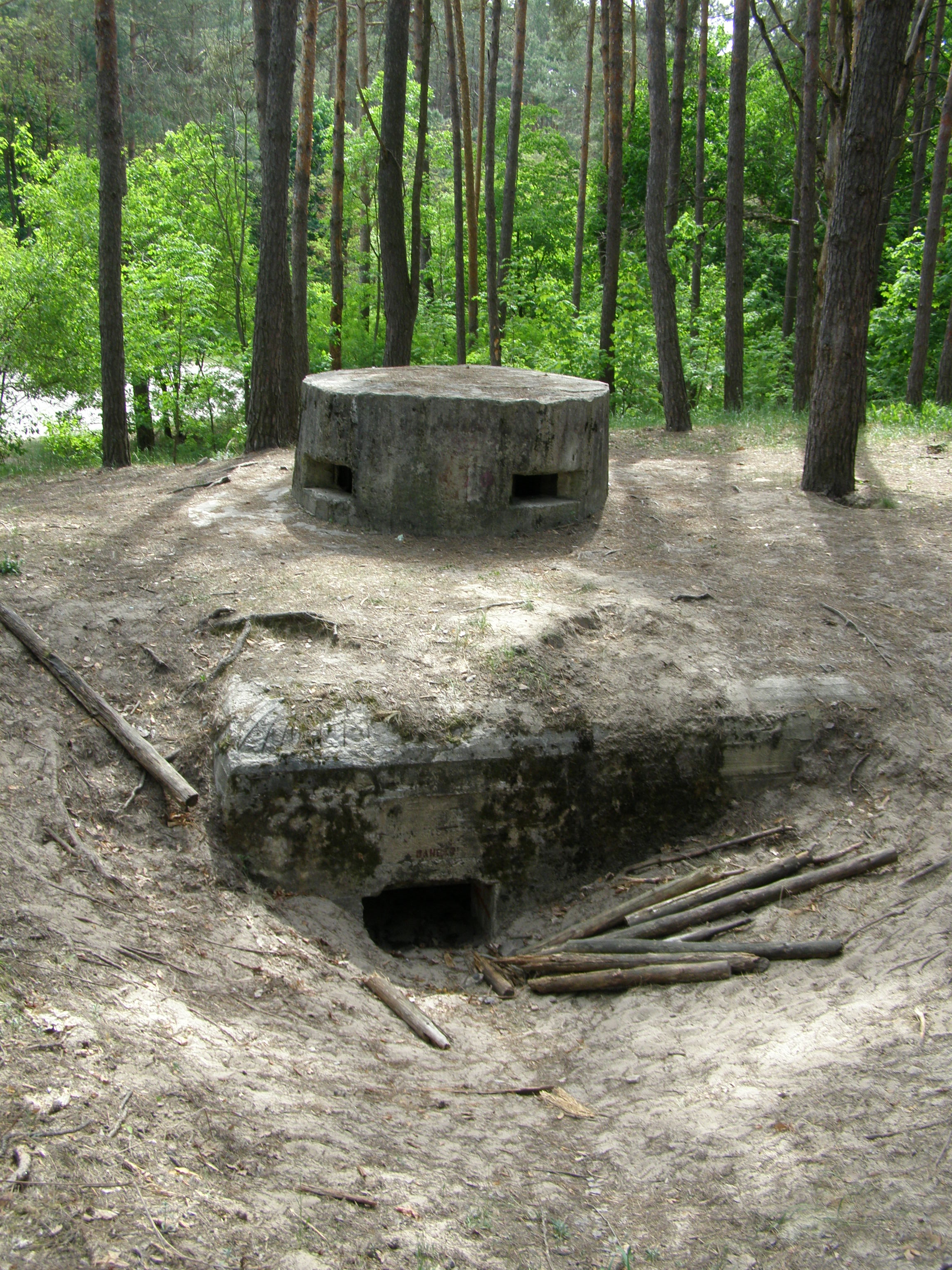
ДОТ № 107 (демонтована бронебашта була замінена на залізобетонний макет)
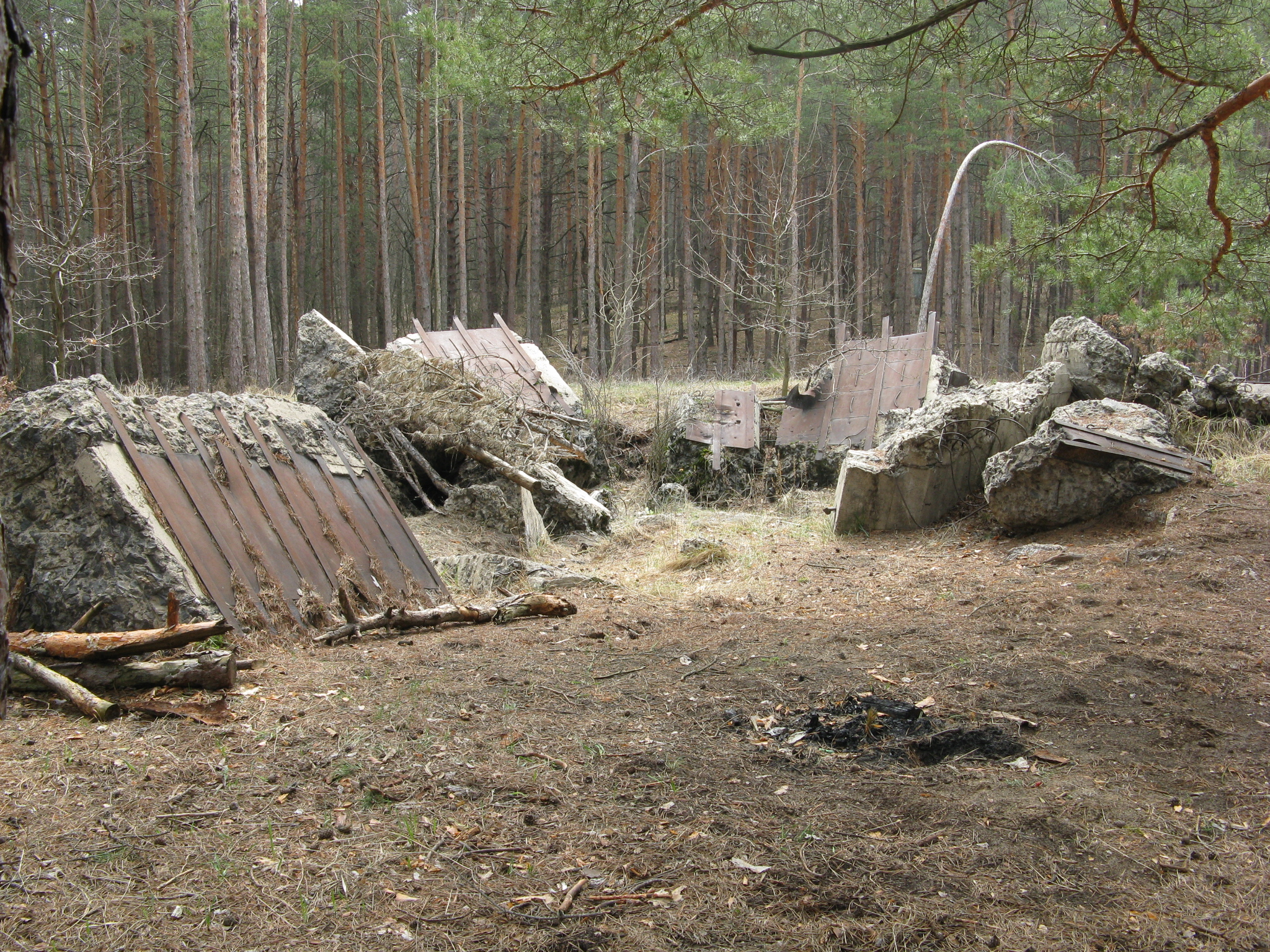
ДОТ № 108
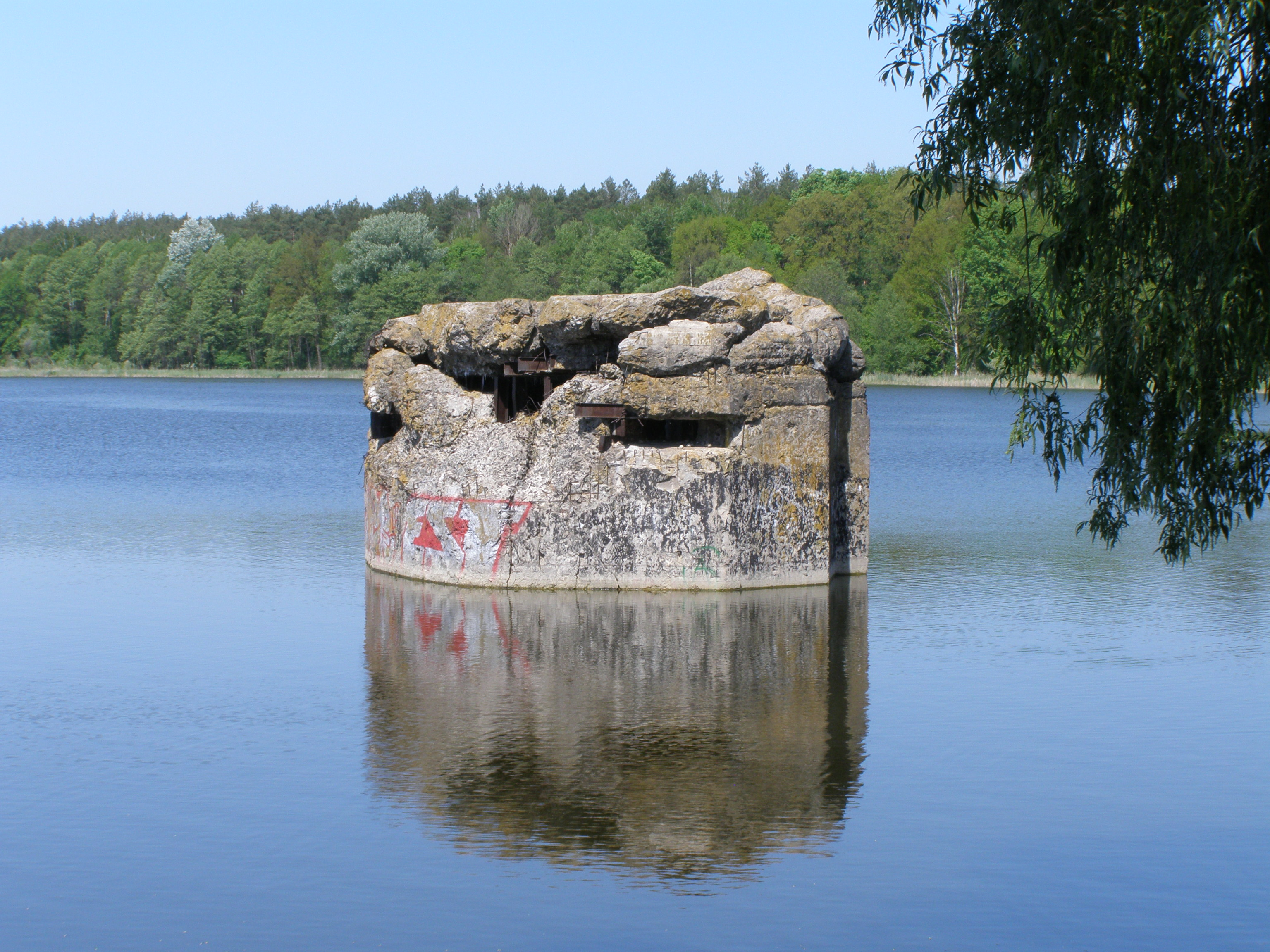
ДОТ №127
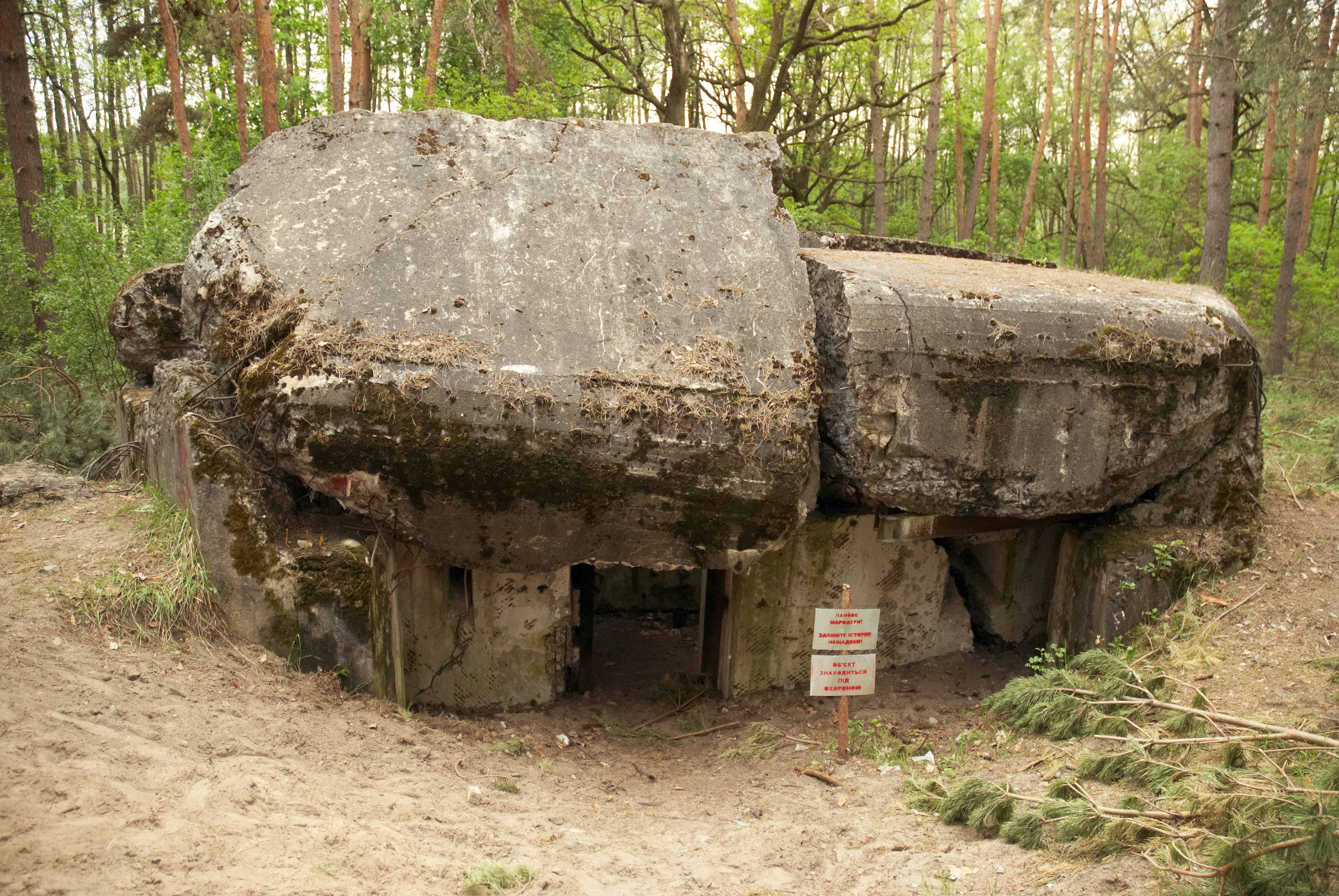
ДОТ № 128
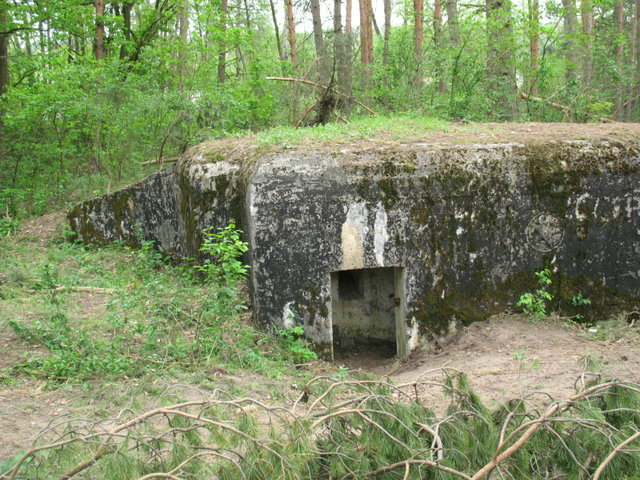
ДОТ № 129
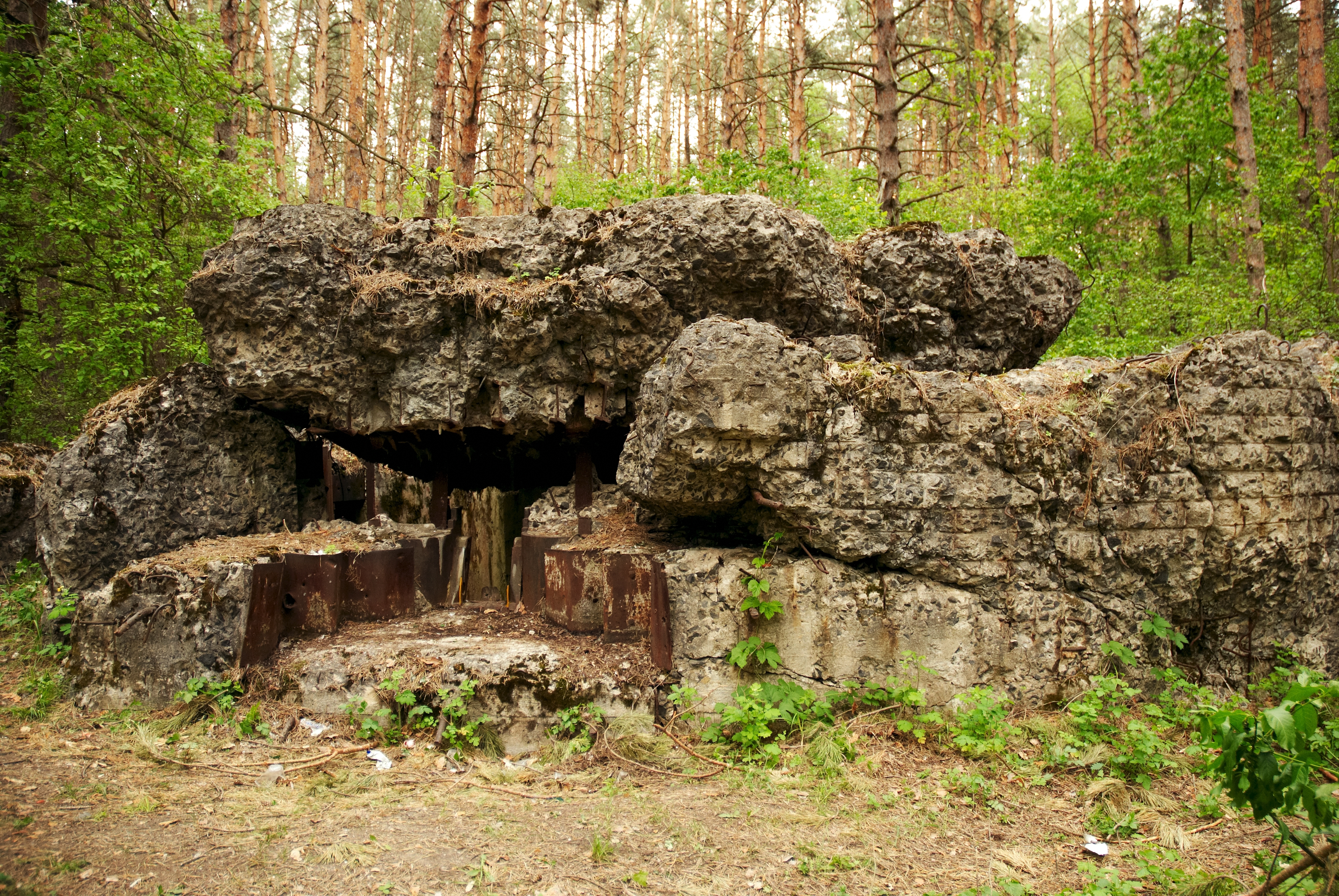
ДОТ № 130
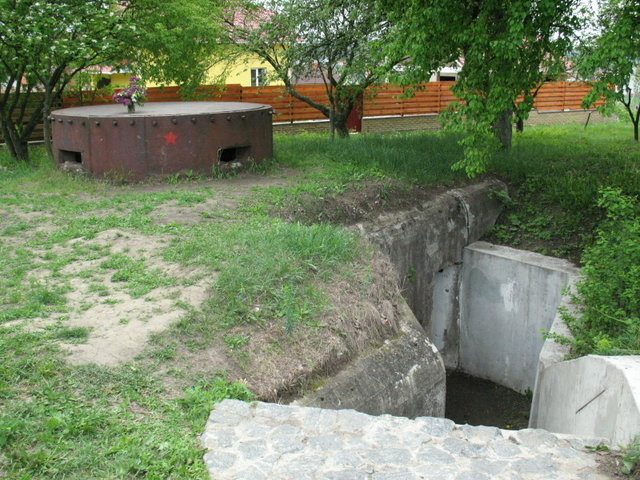
ДОТ №131
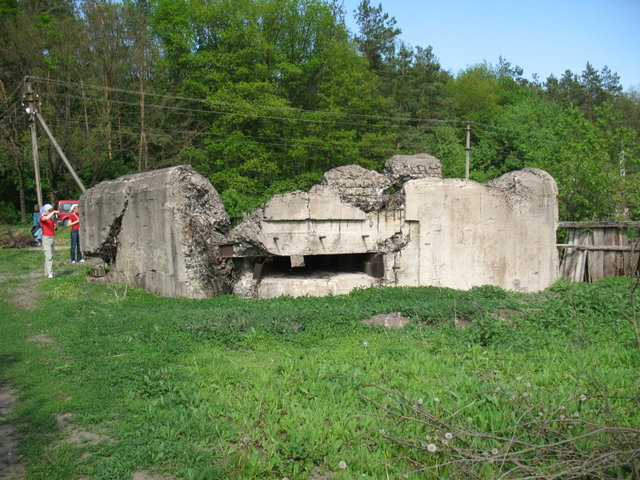
ДОТ № 133
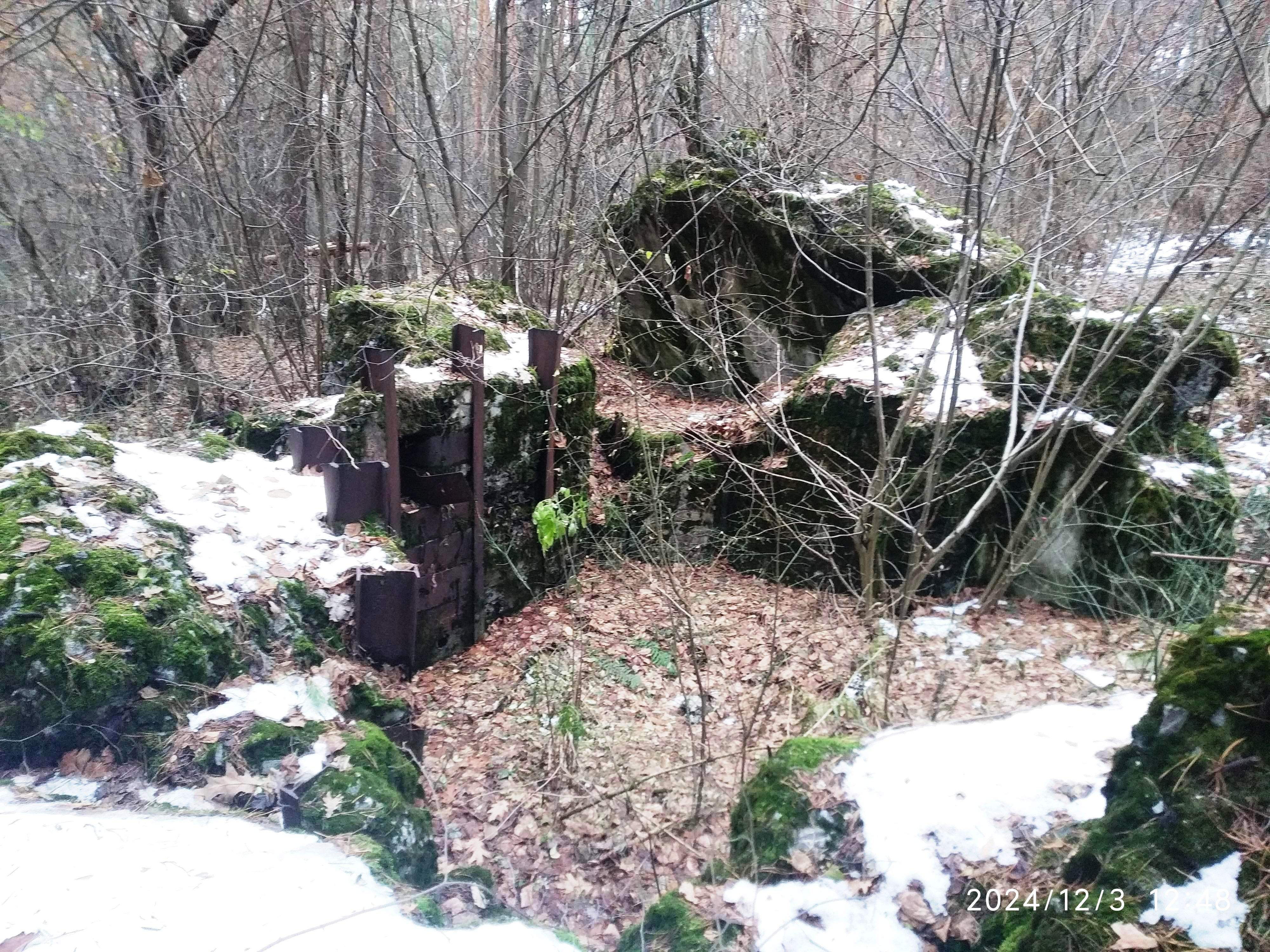
ДОТ № 135
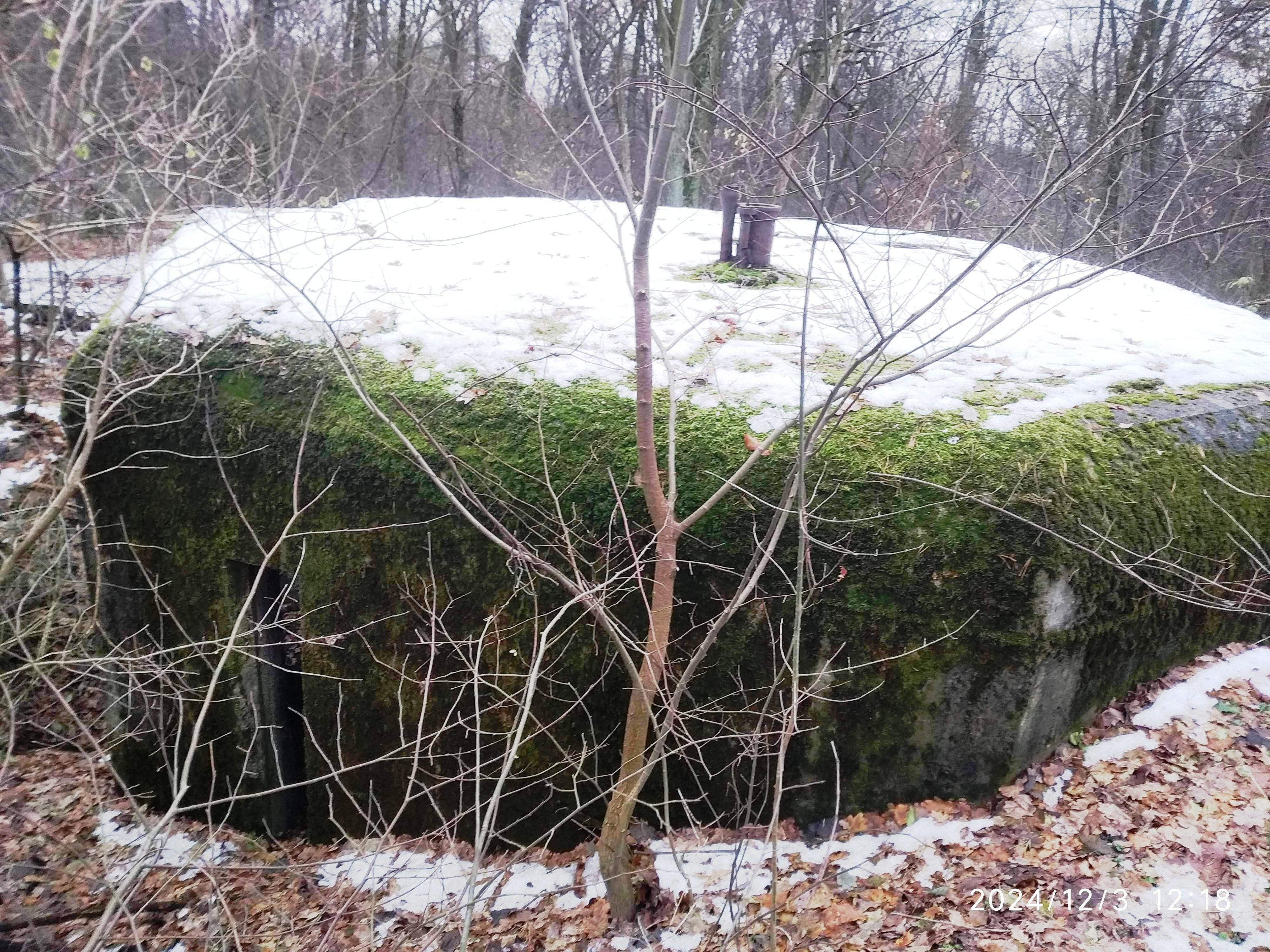
ДОТ № 136
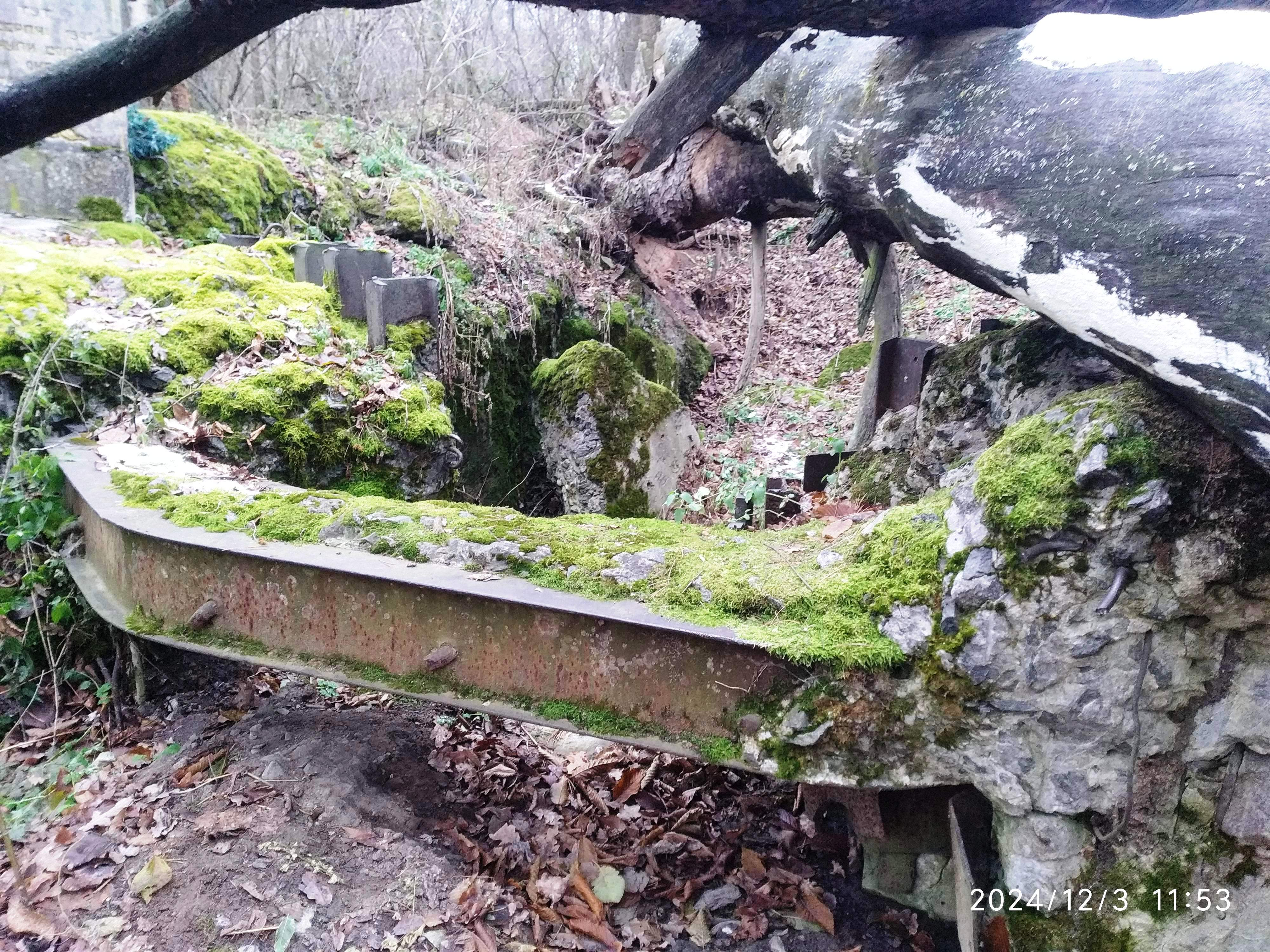
ДОТ № 137
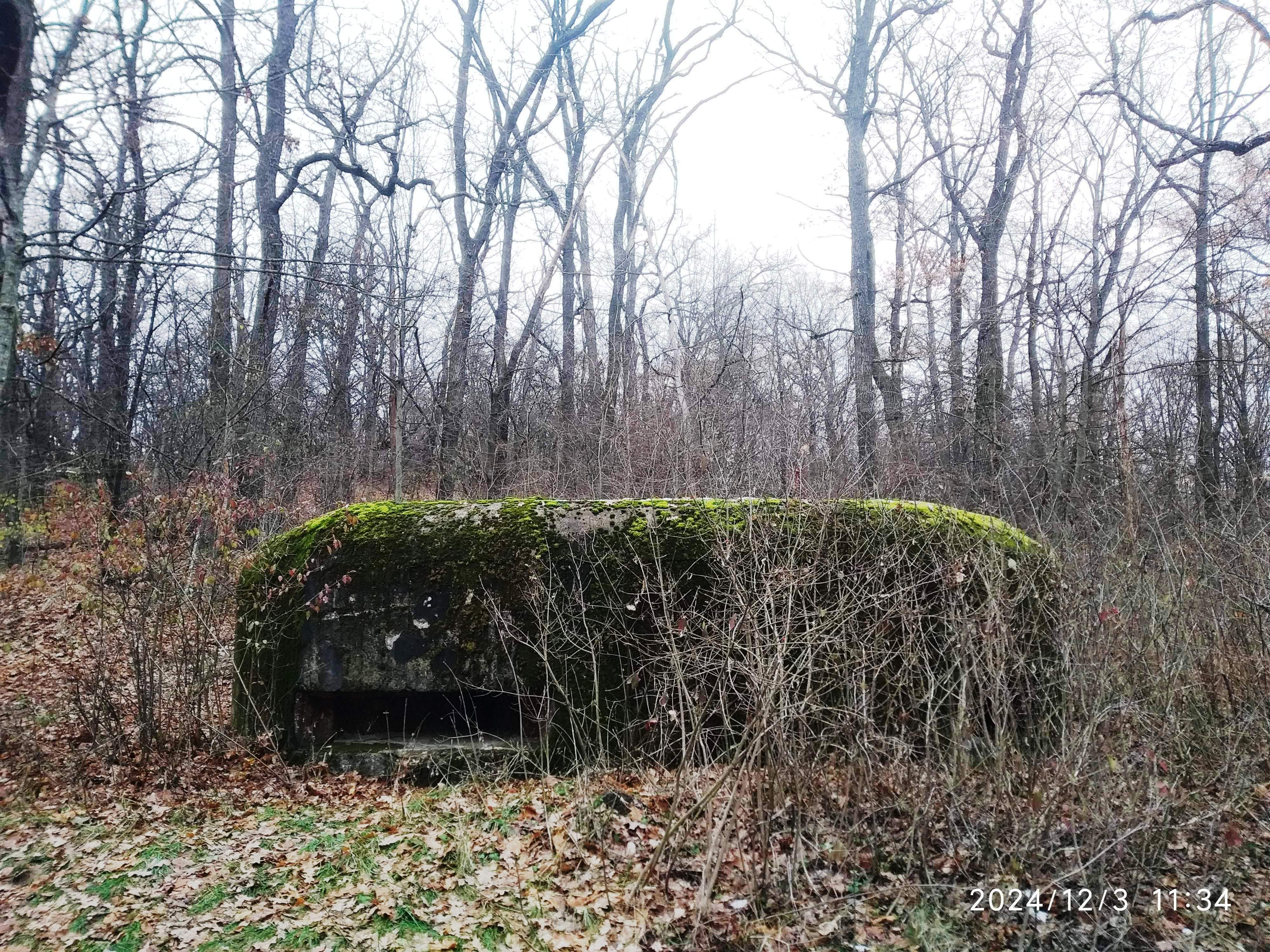
ДОТ № 138
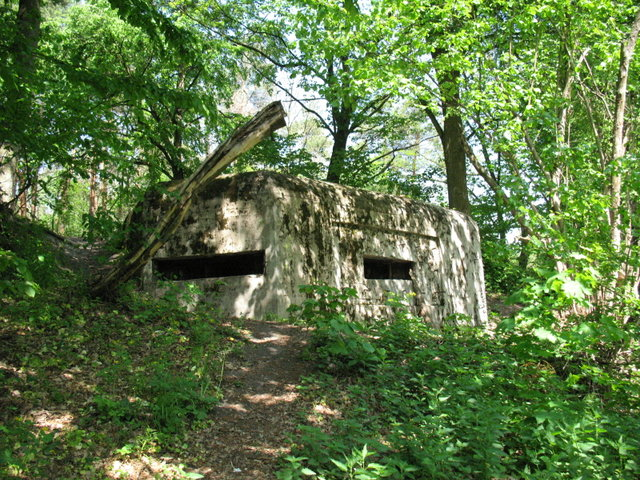
ДОТ № 151
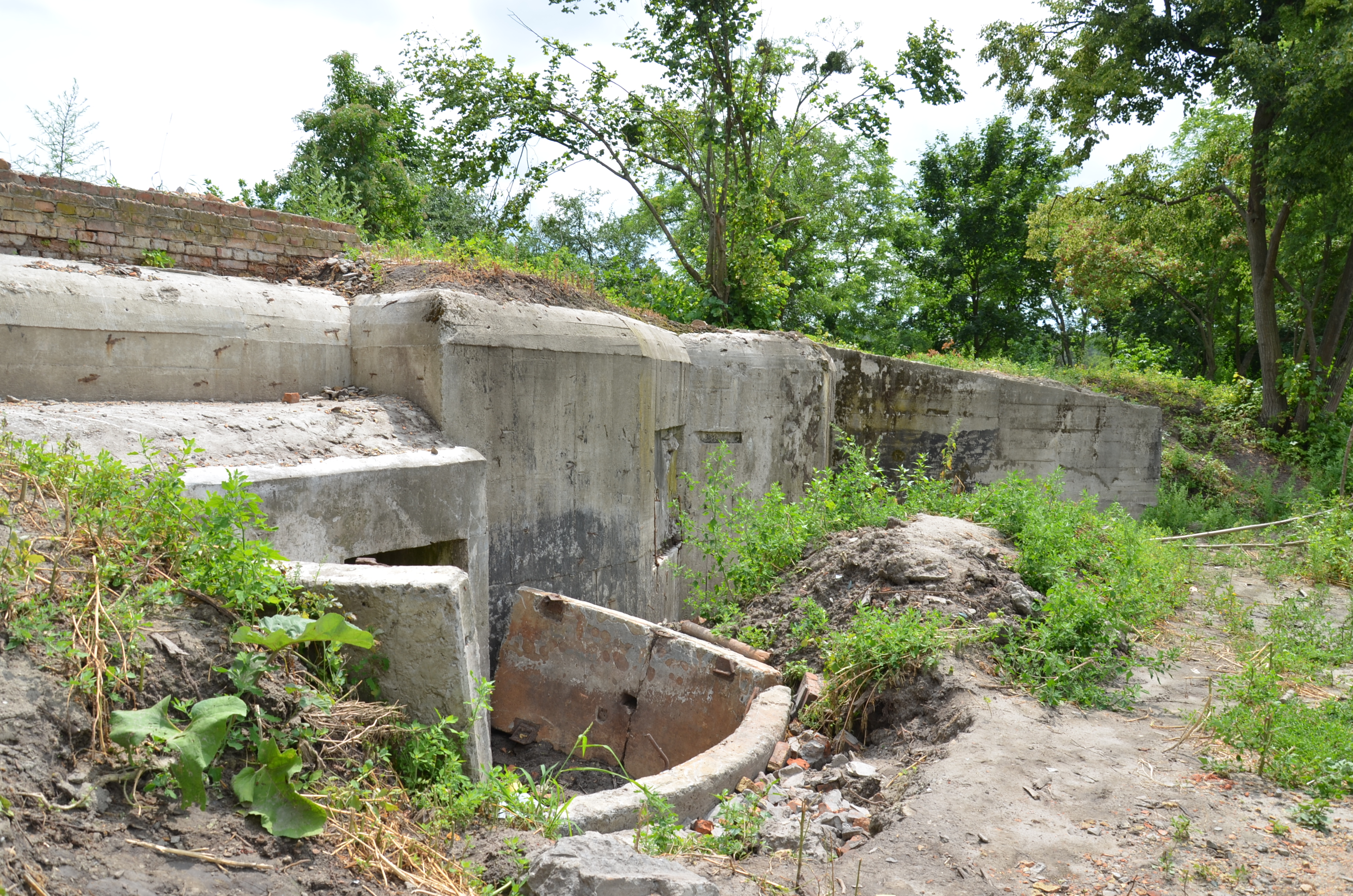
ДОТ № 152
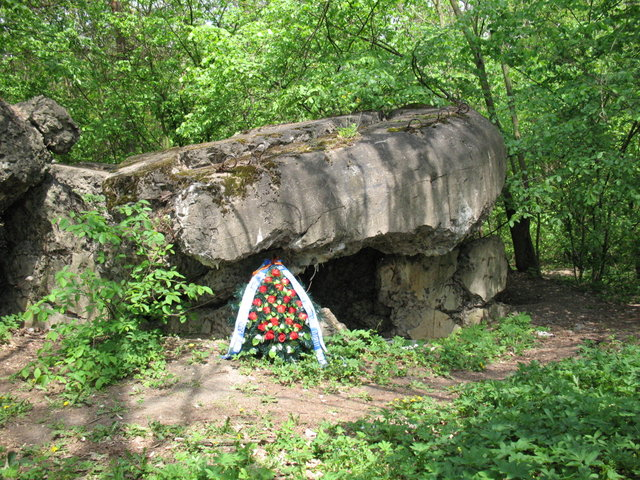
ДОТ № 154
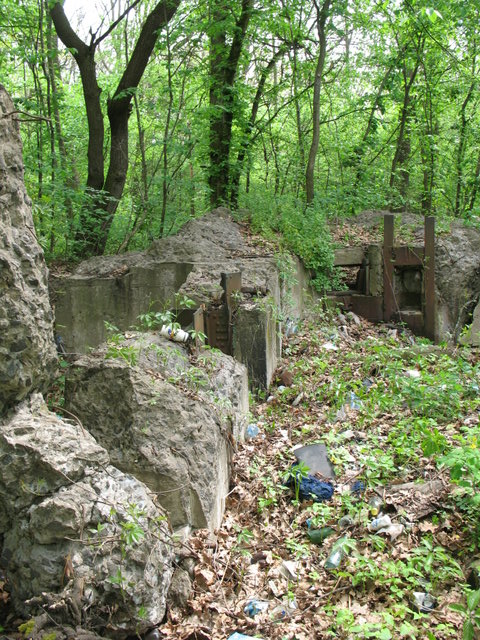
ДОТ № 176
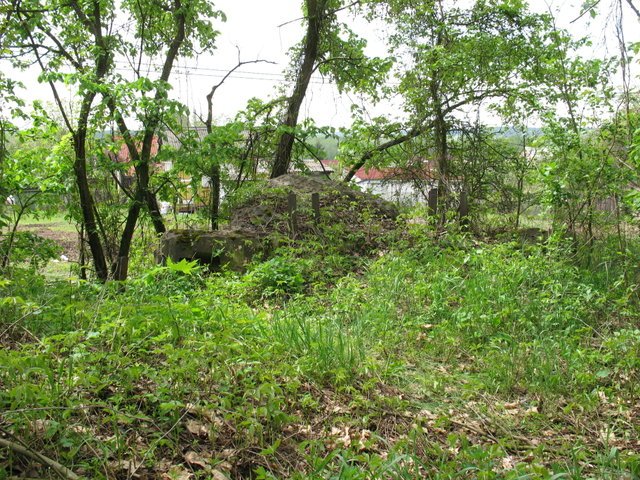
ДОТ № 177
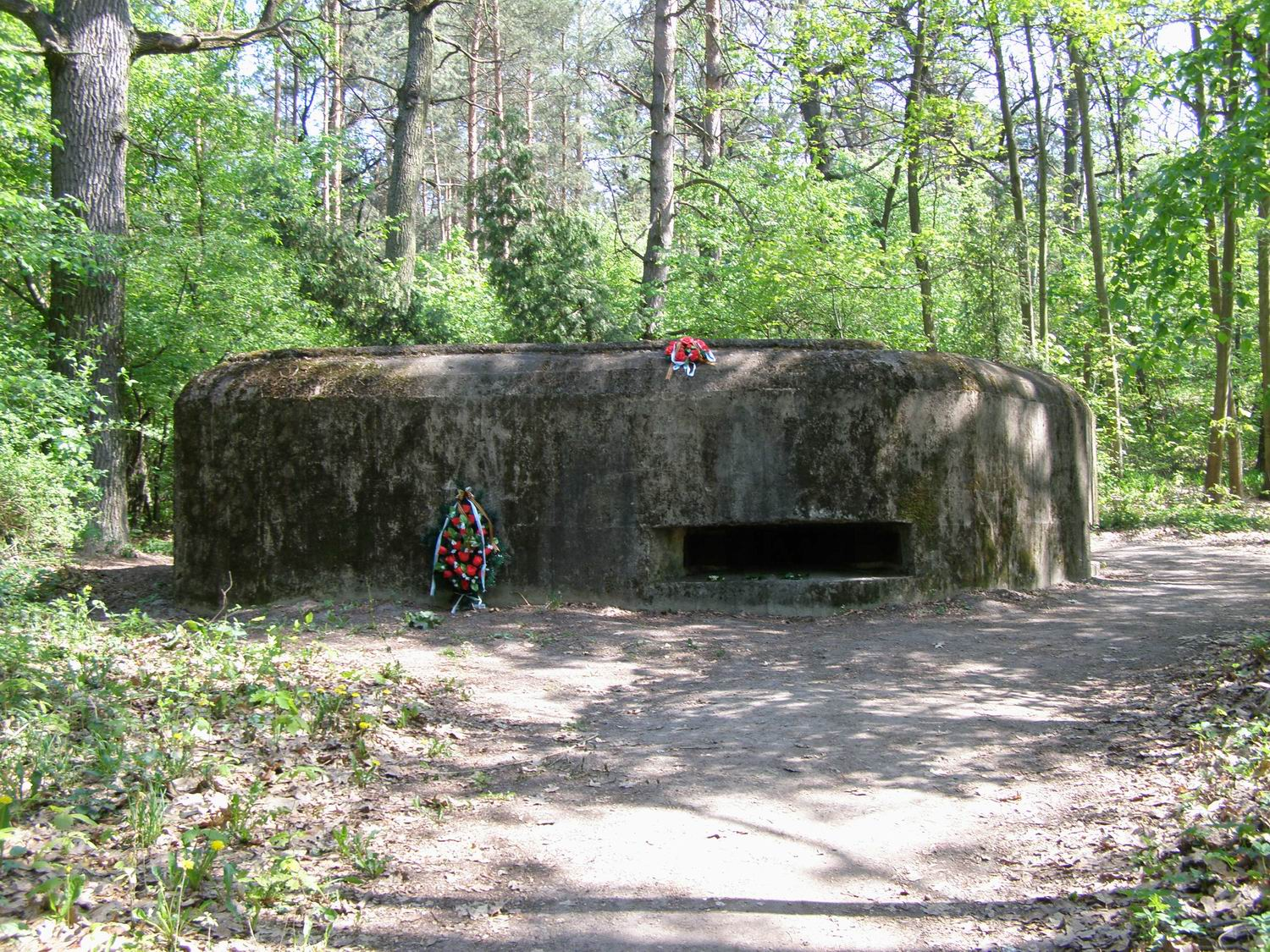
ДОТ № 178
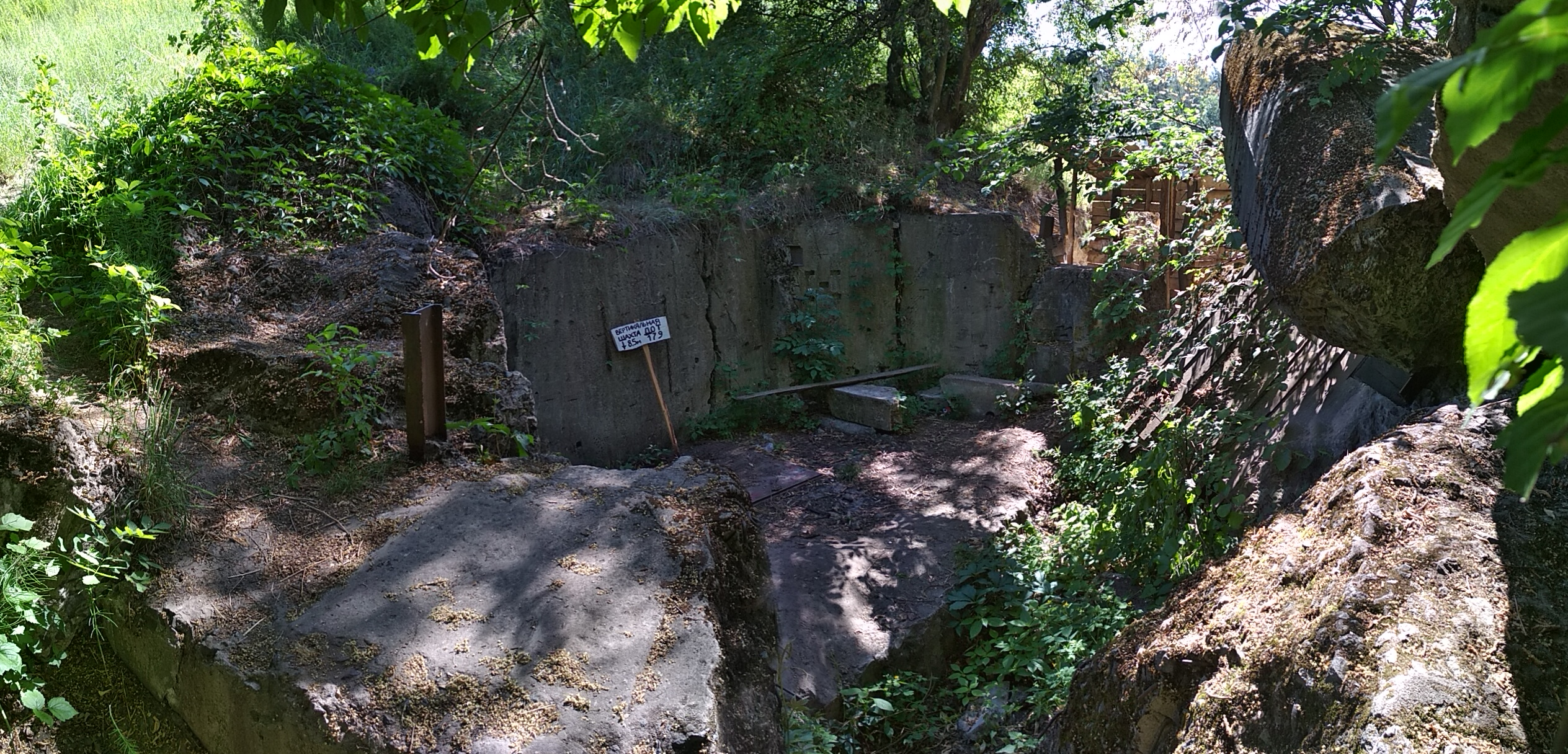
ДОТ №179 (зруйнований каземат)
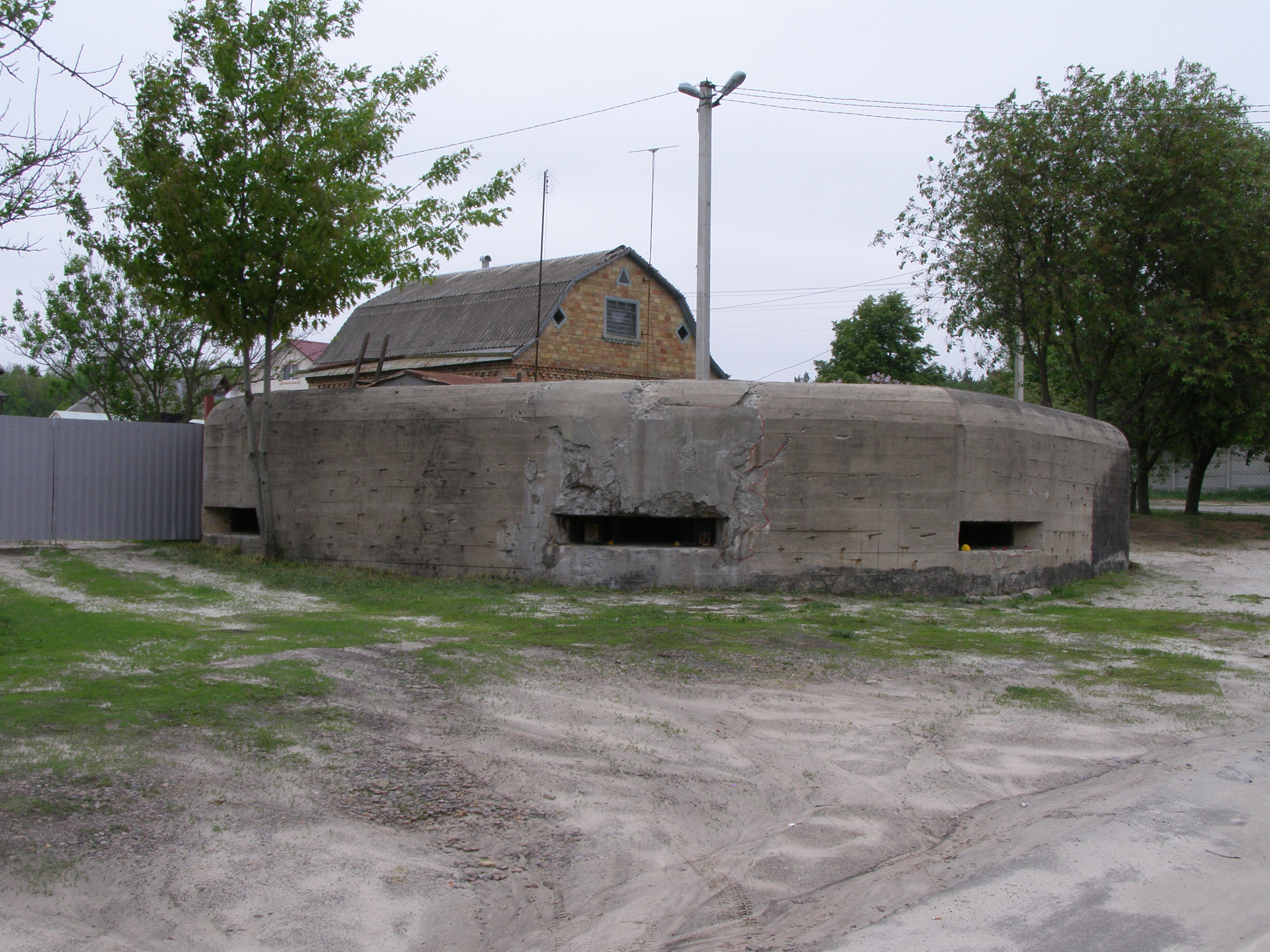
ДОТ №180
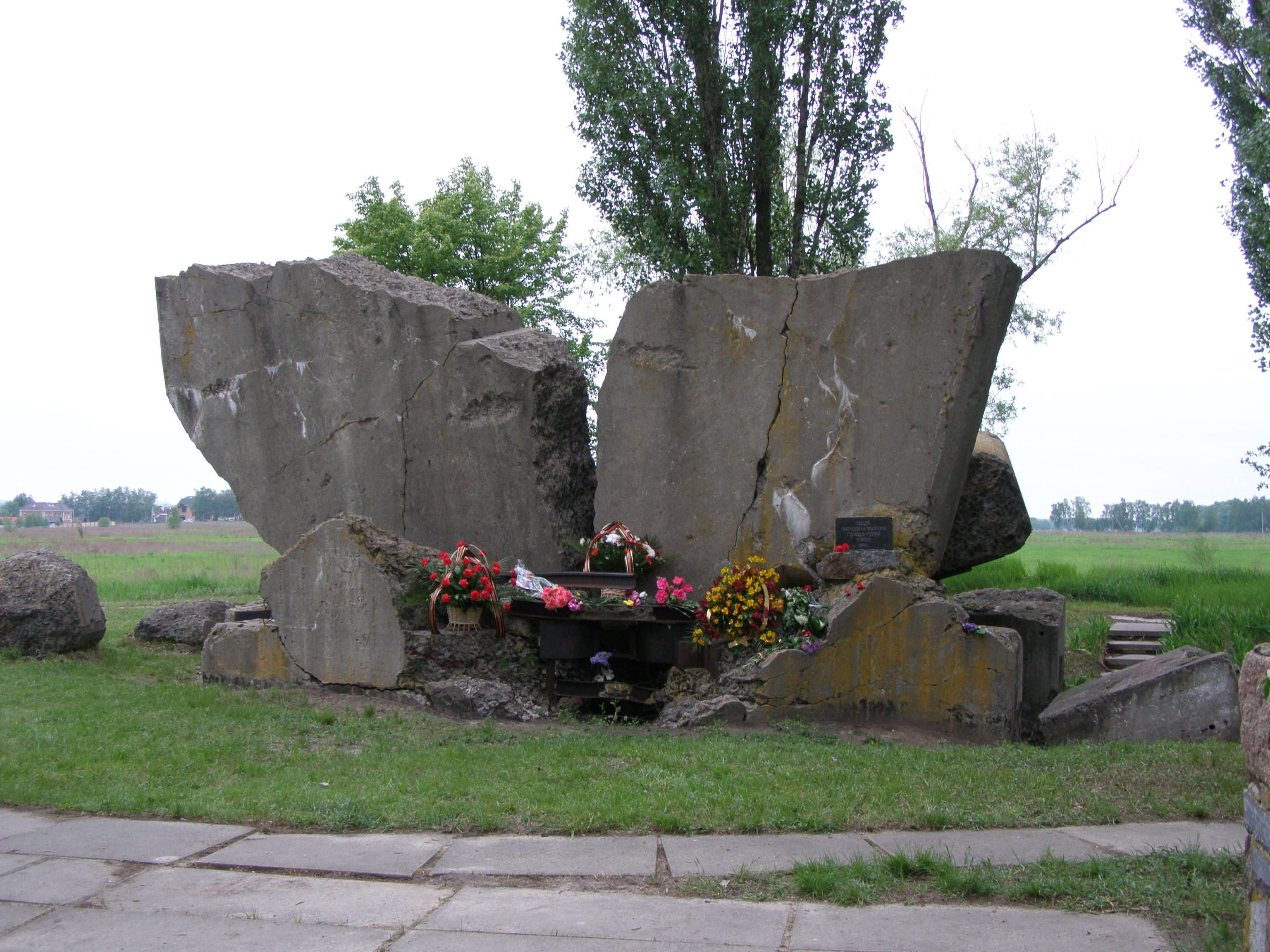
ДОТ №181
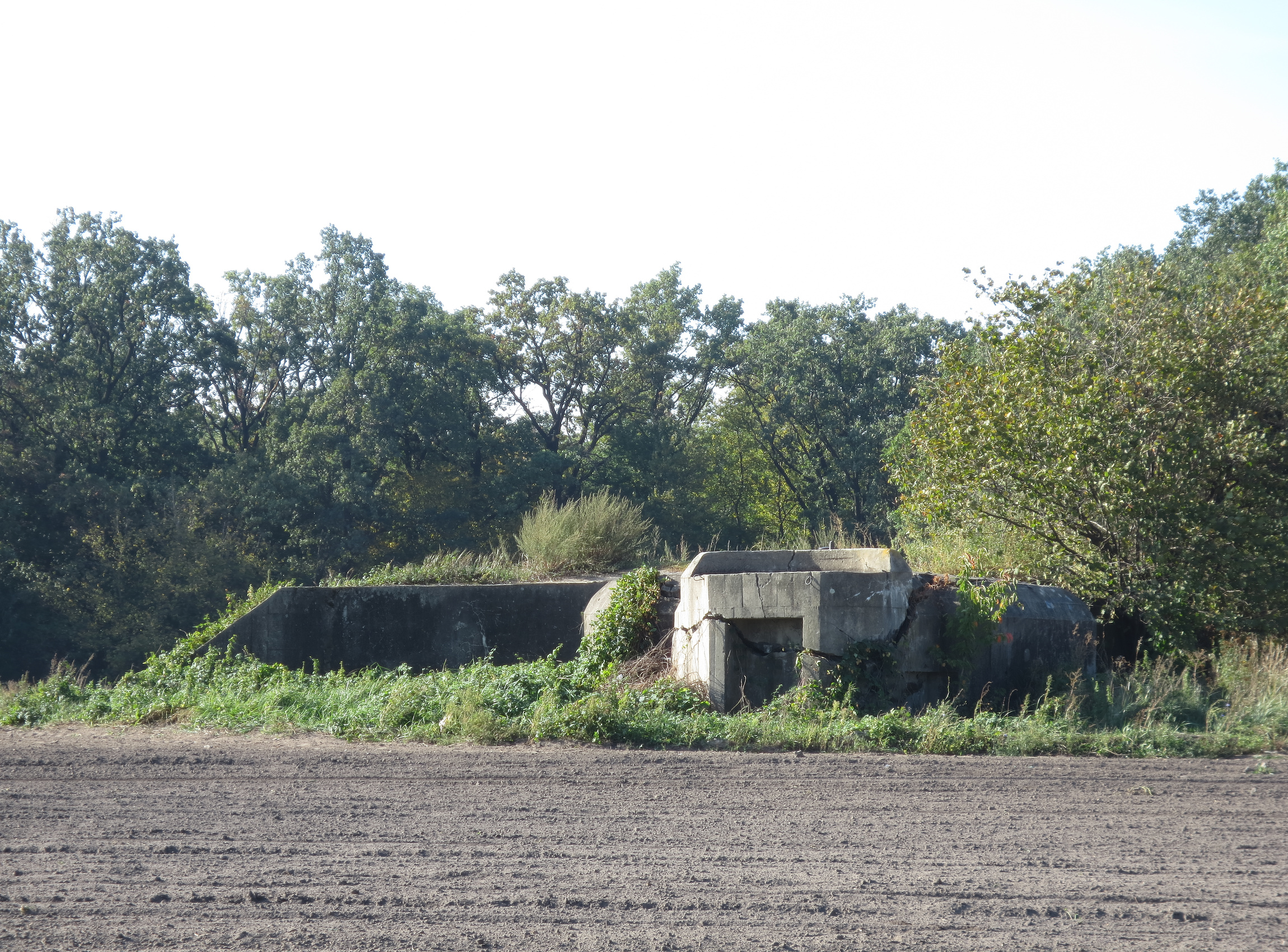
ДОТ №182
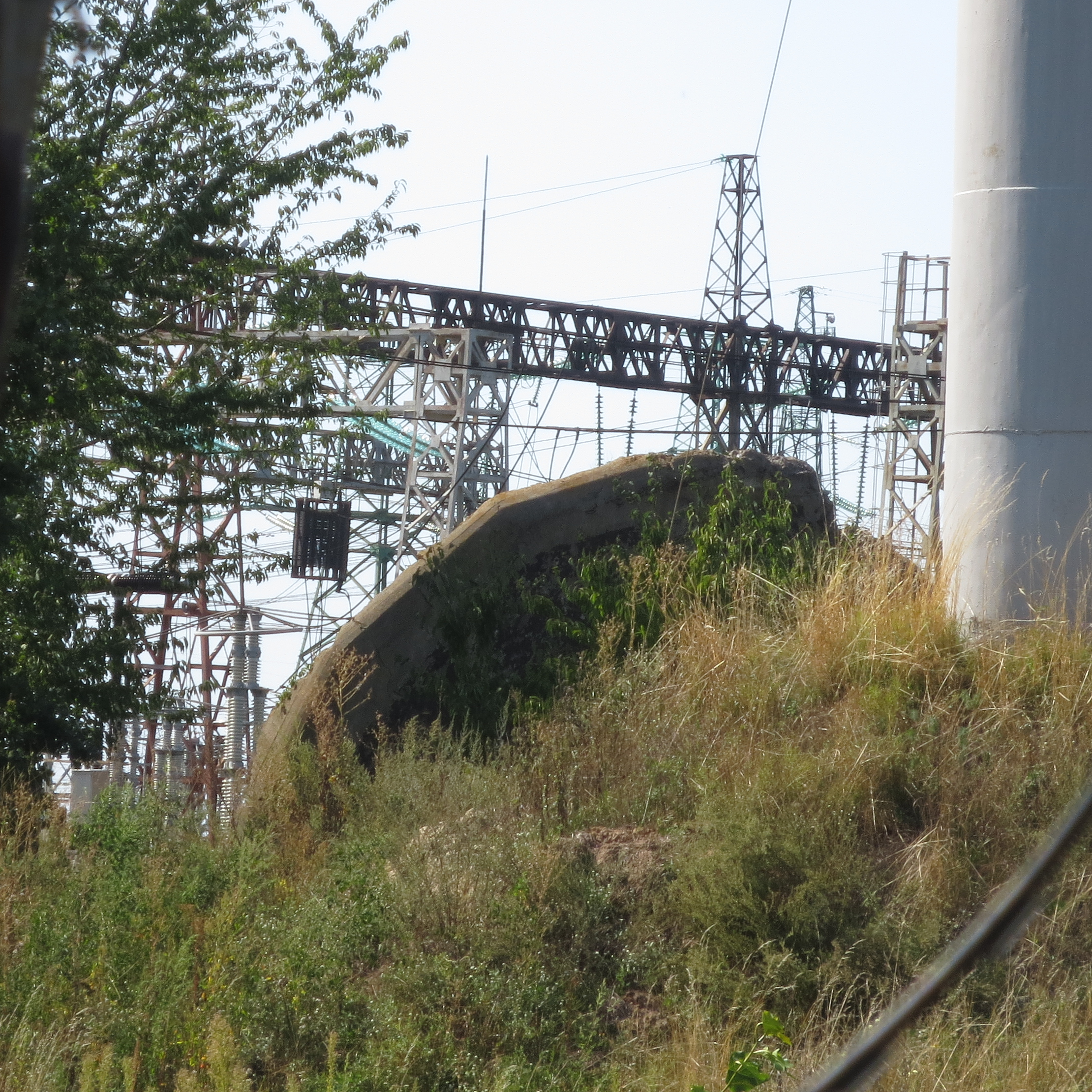
ДОТ № 185
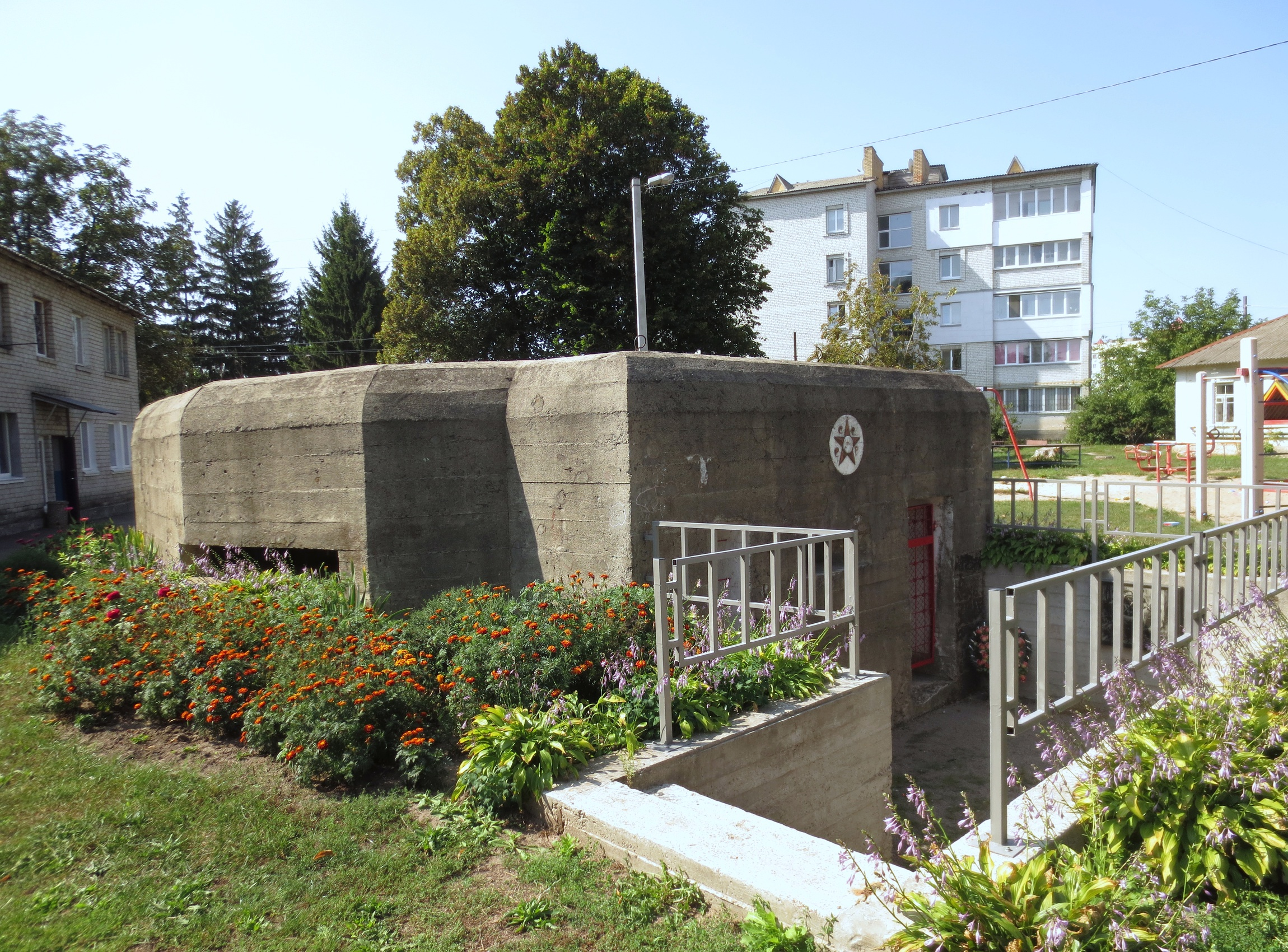
ДОТ №186
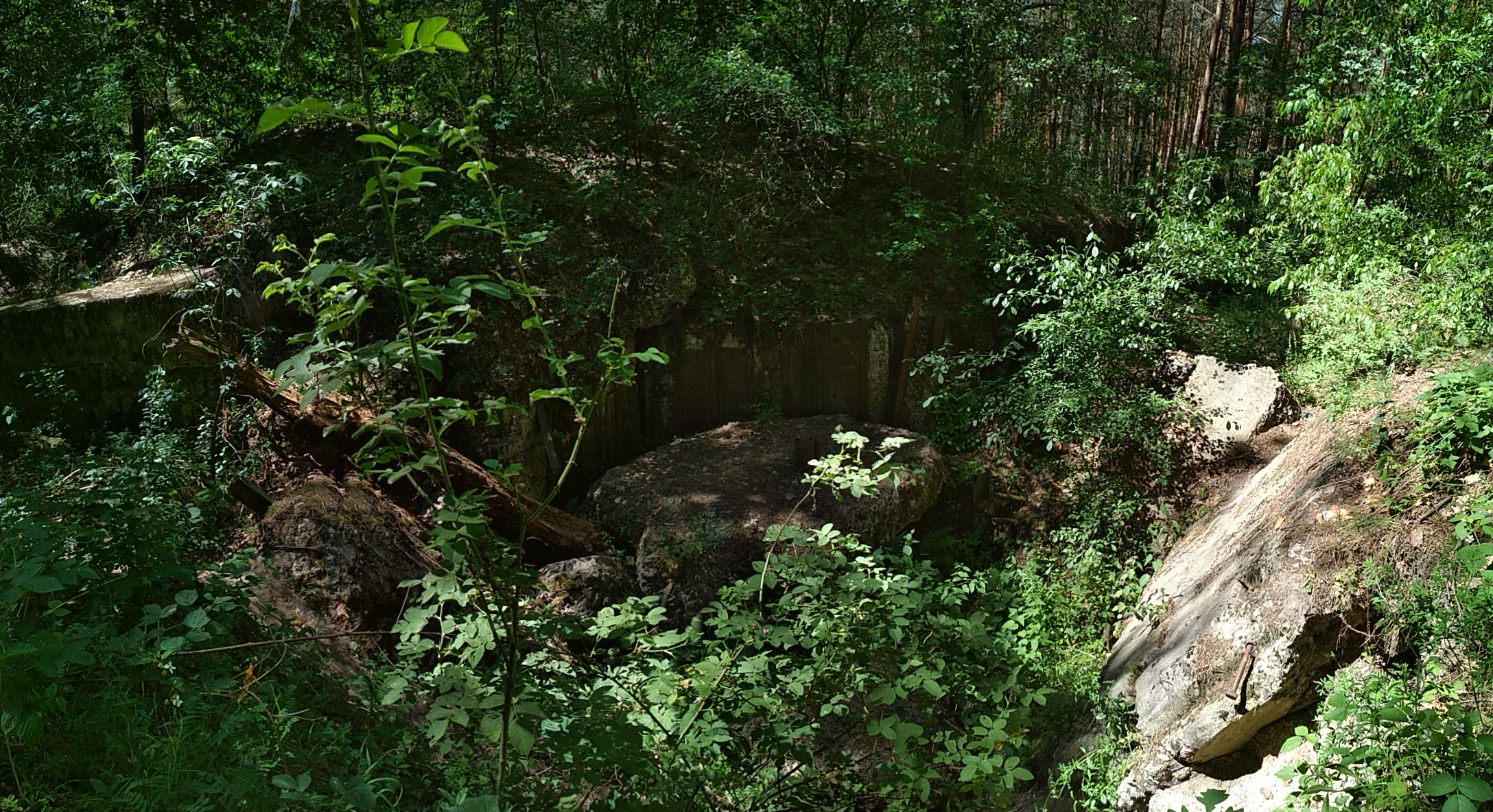
ДОТ № 201
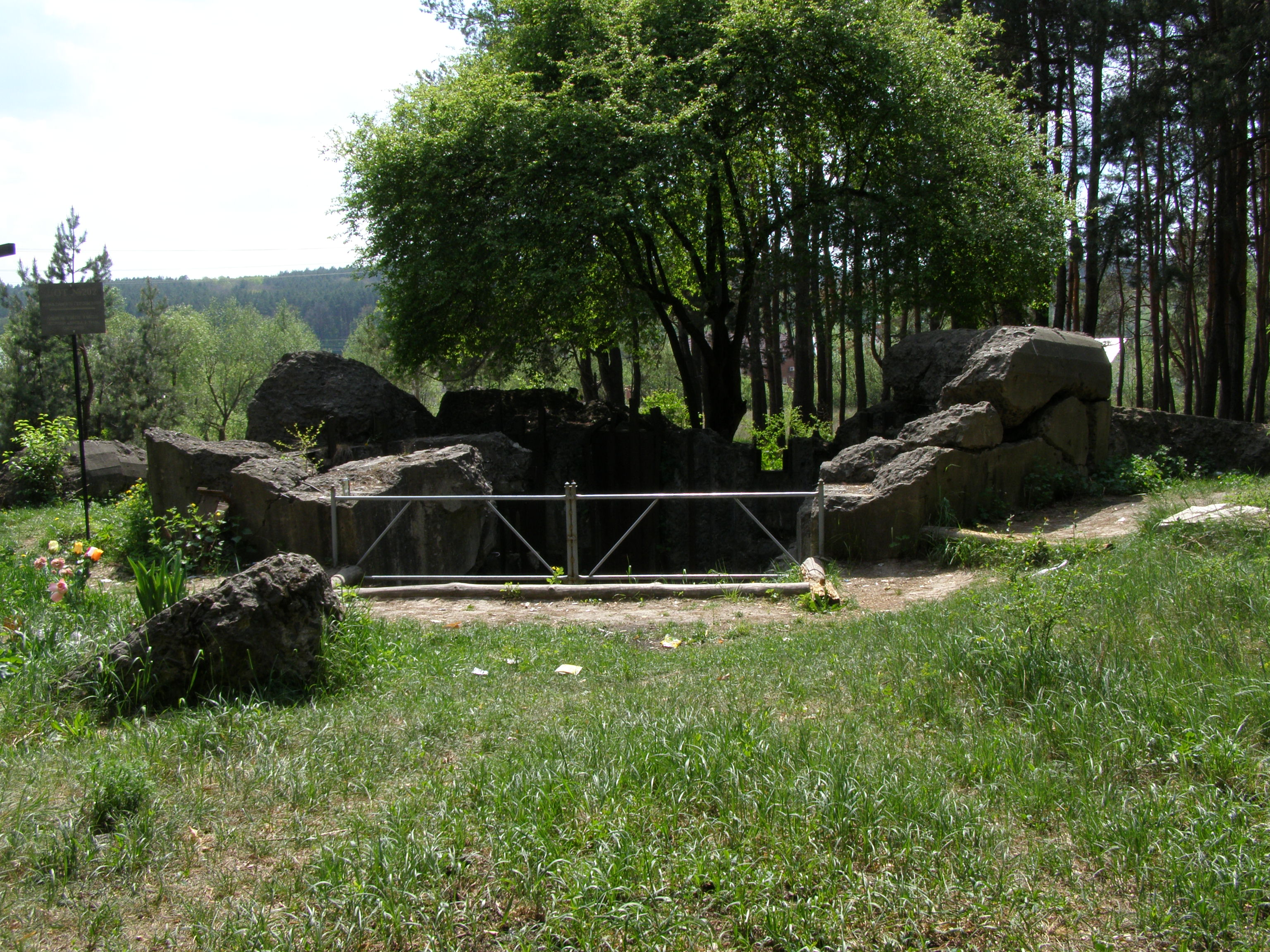
ДОТ № 202
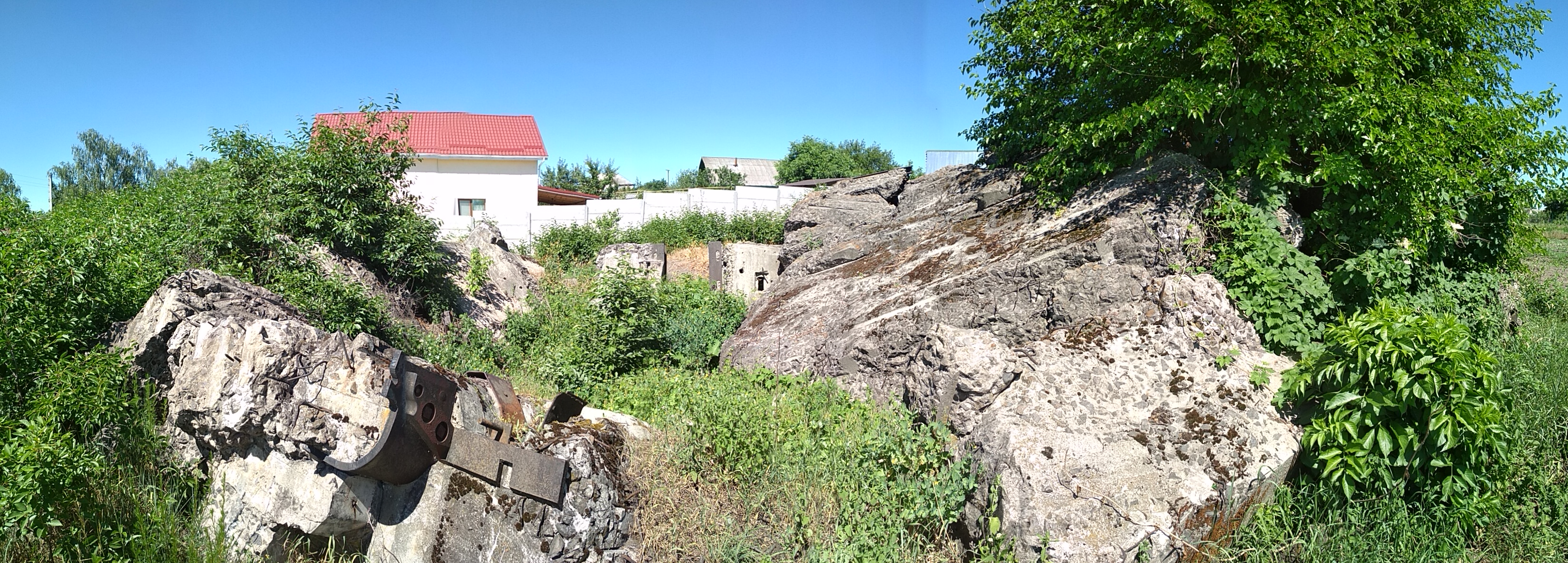
ДОТ № 203
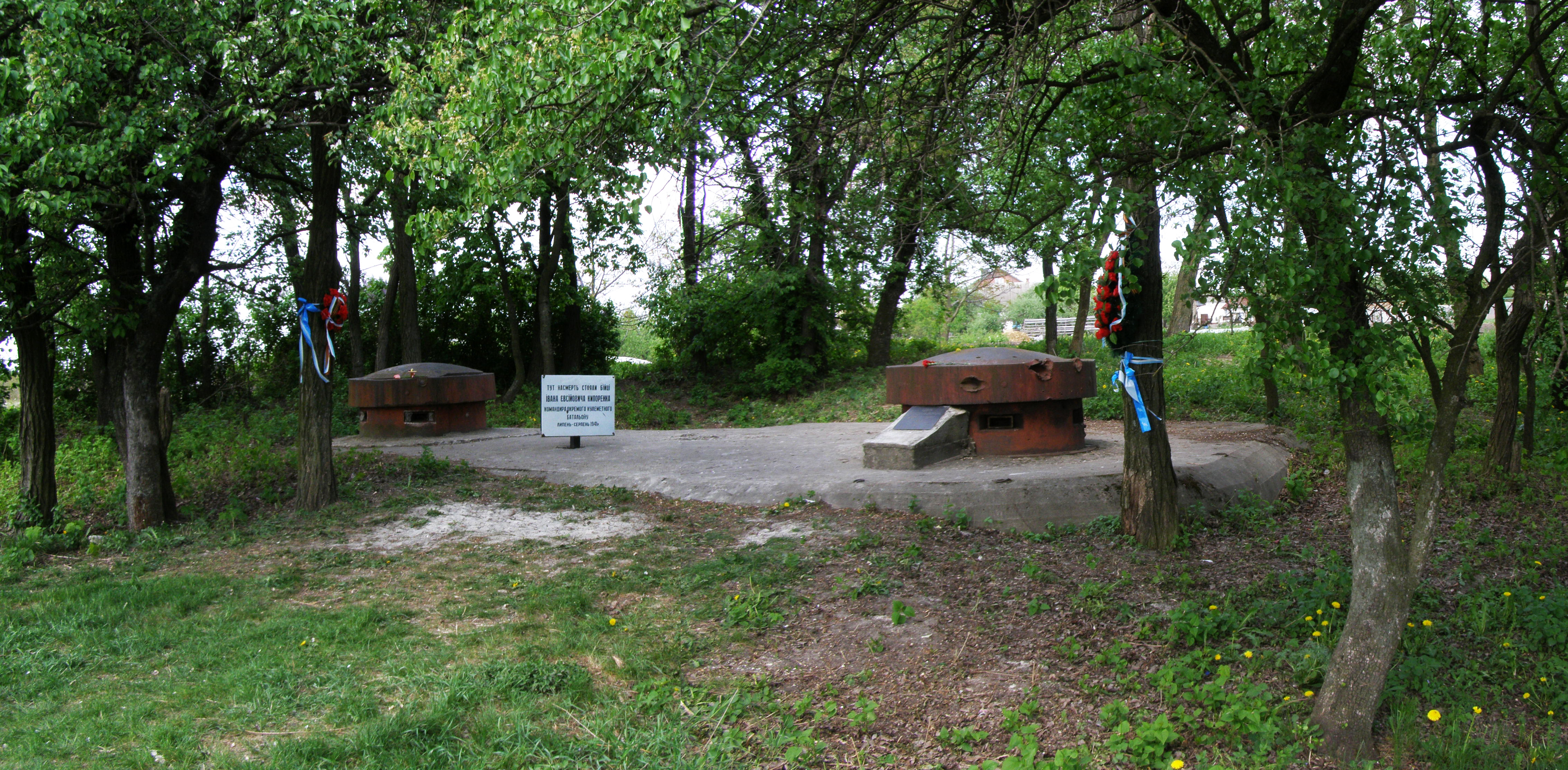
ДОТ №204
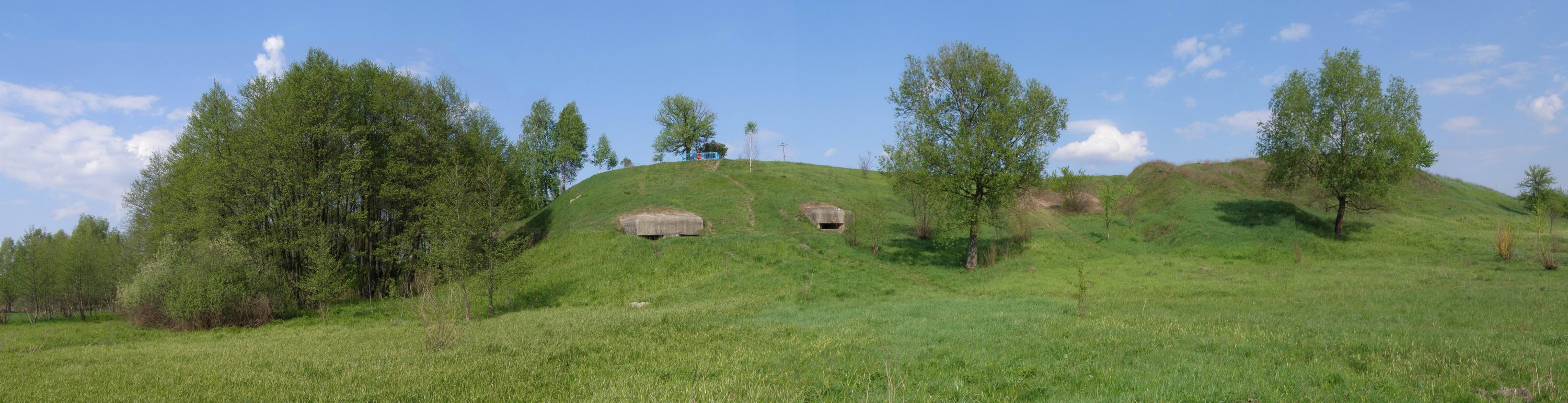
ДОТ № 205
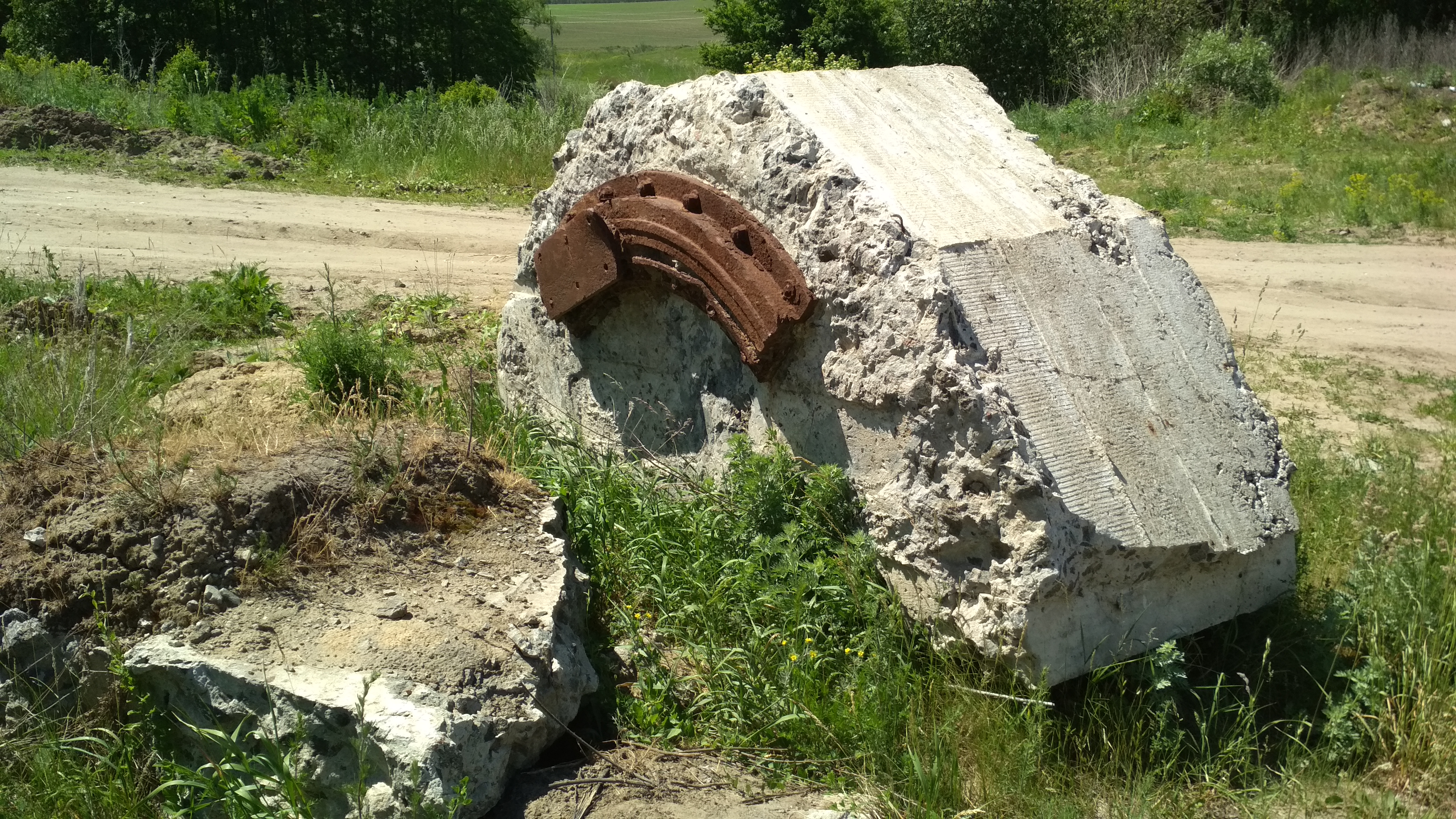
ДОТ № 206 («ТАУТ»)
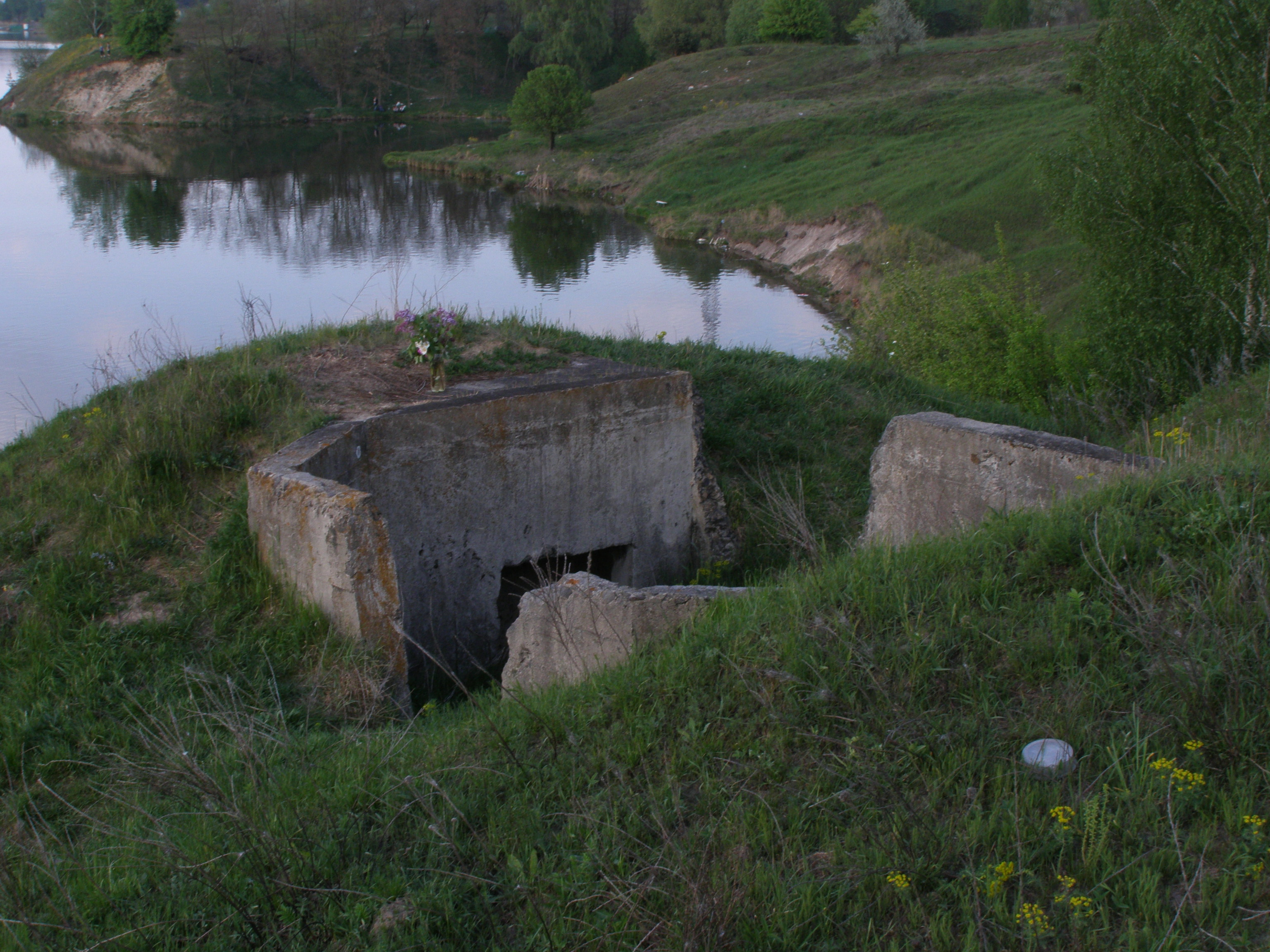
ДОТ № 207 («ТАУТ»)
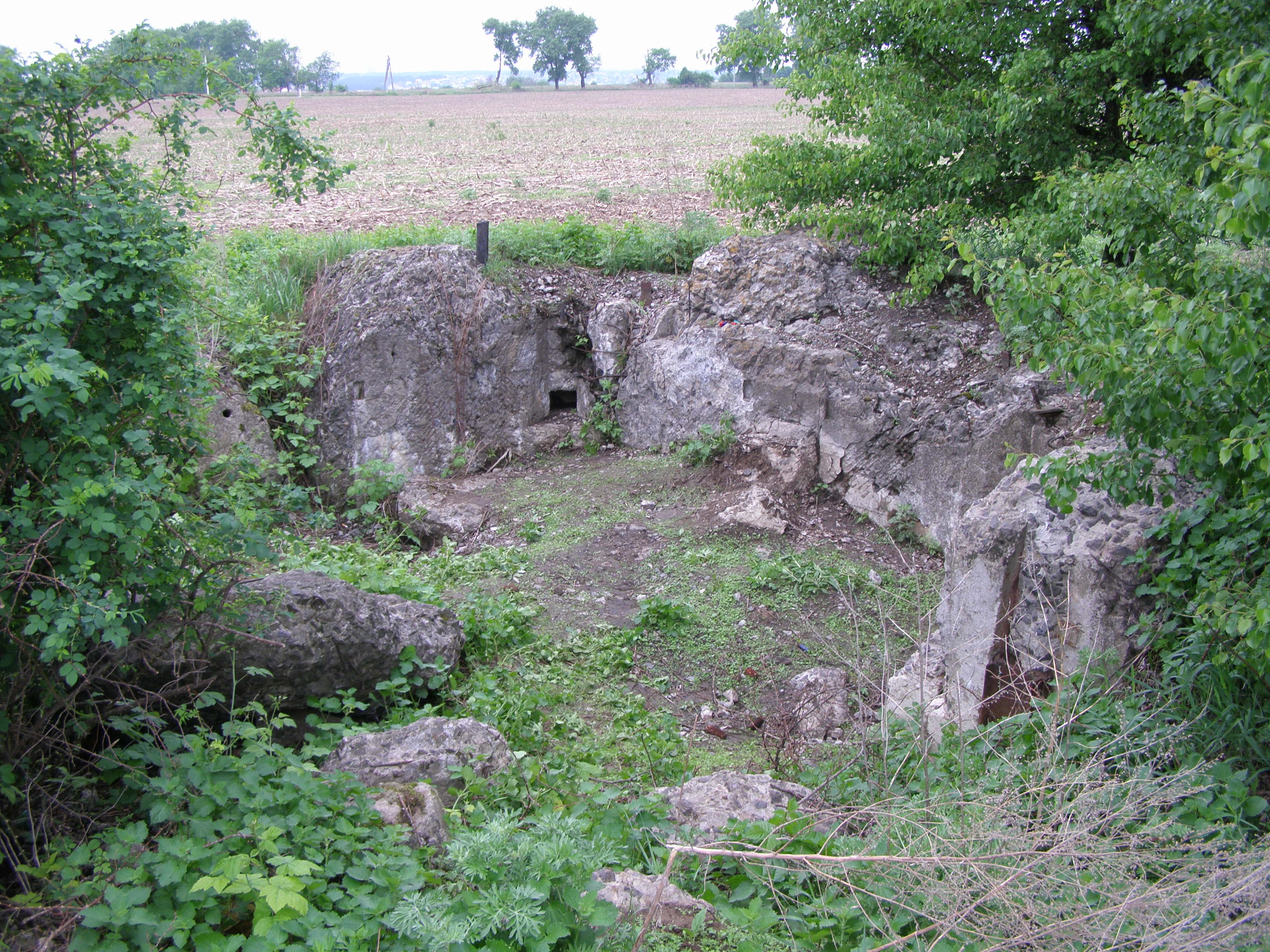
ДОТ № 209
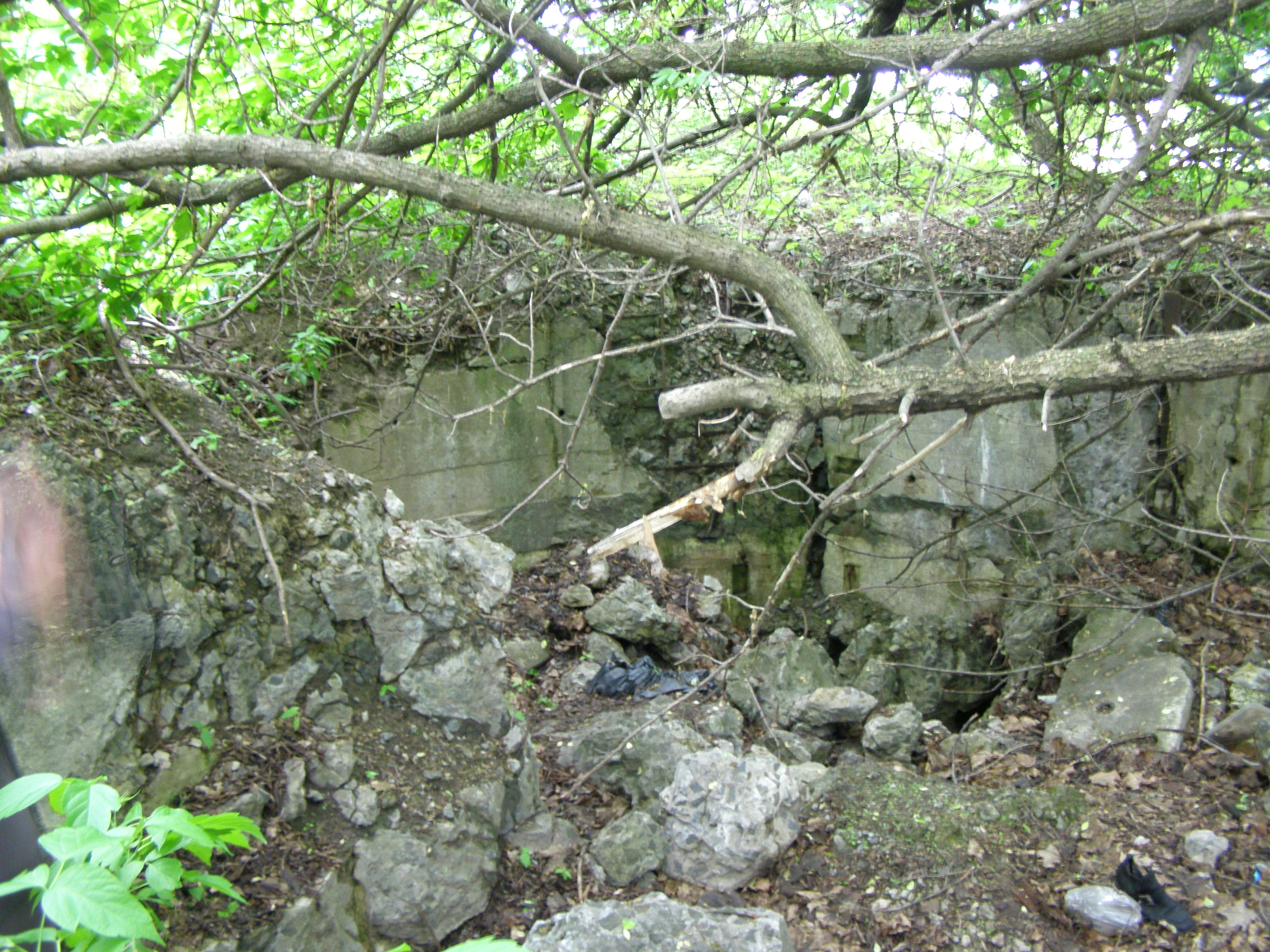
ДОТ № 210
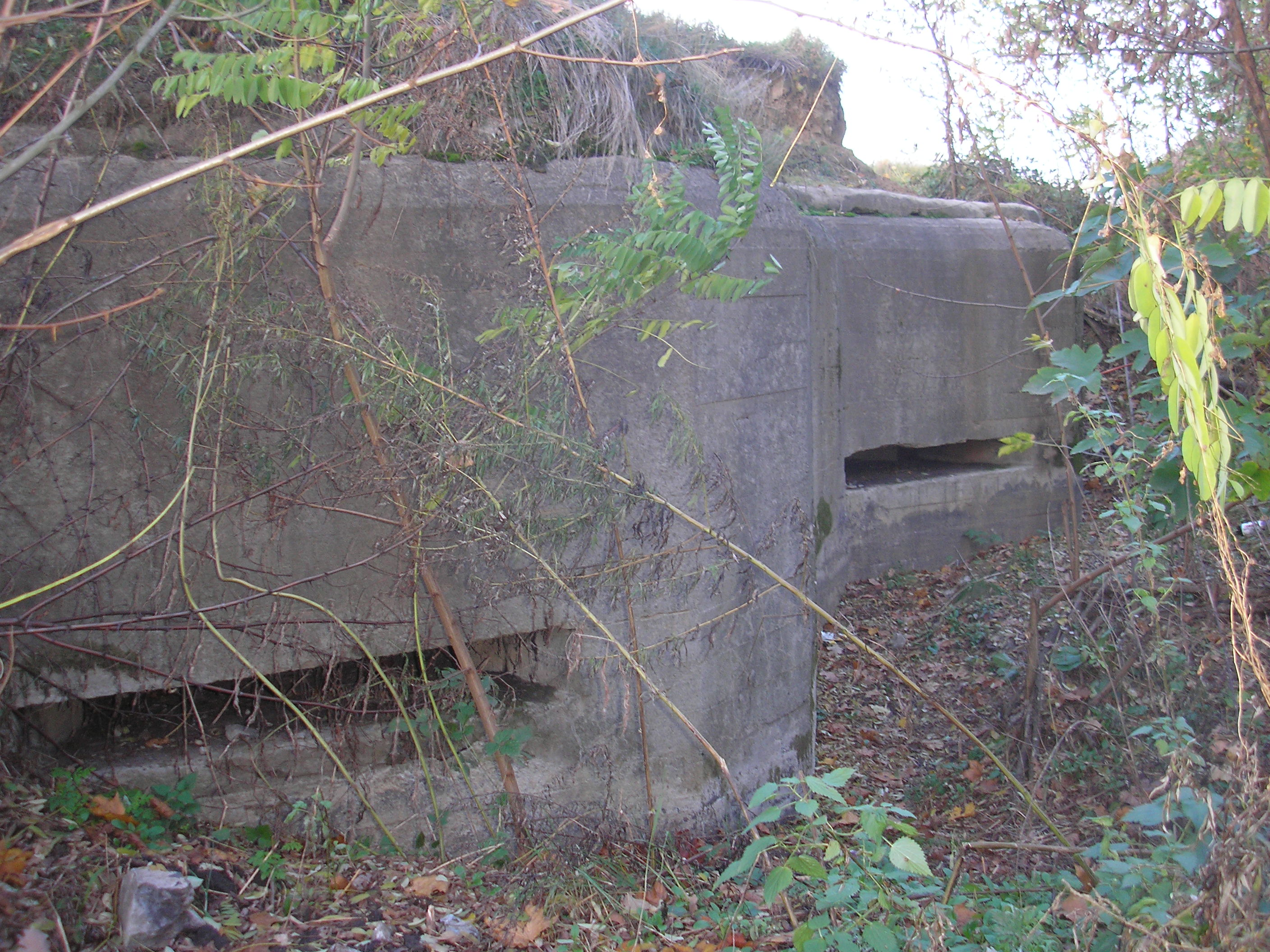
ДОТ № 230
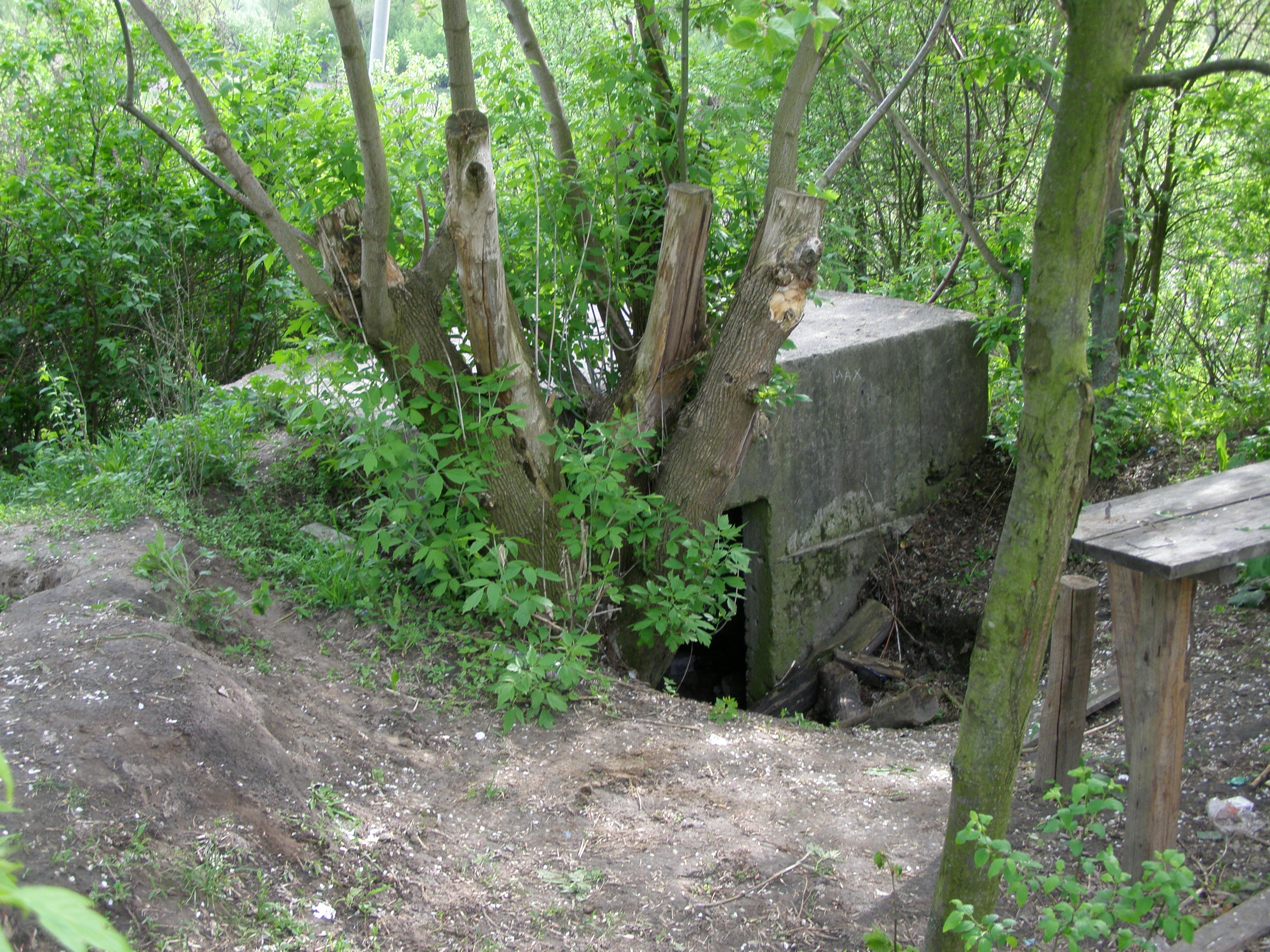
ДОТ № 378
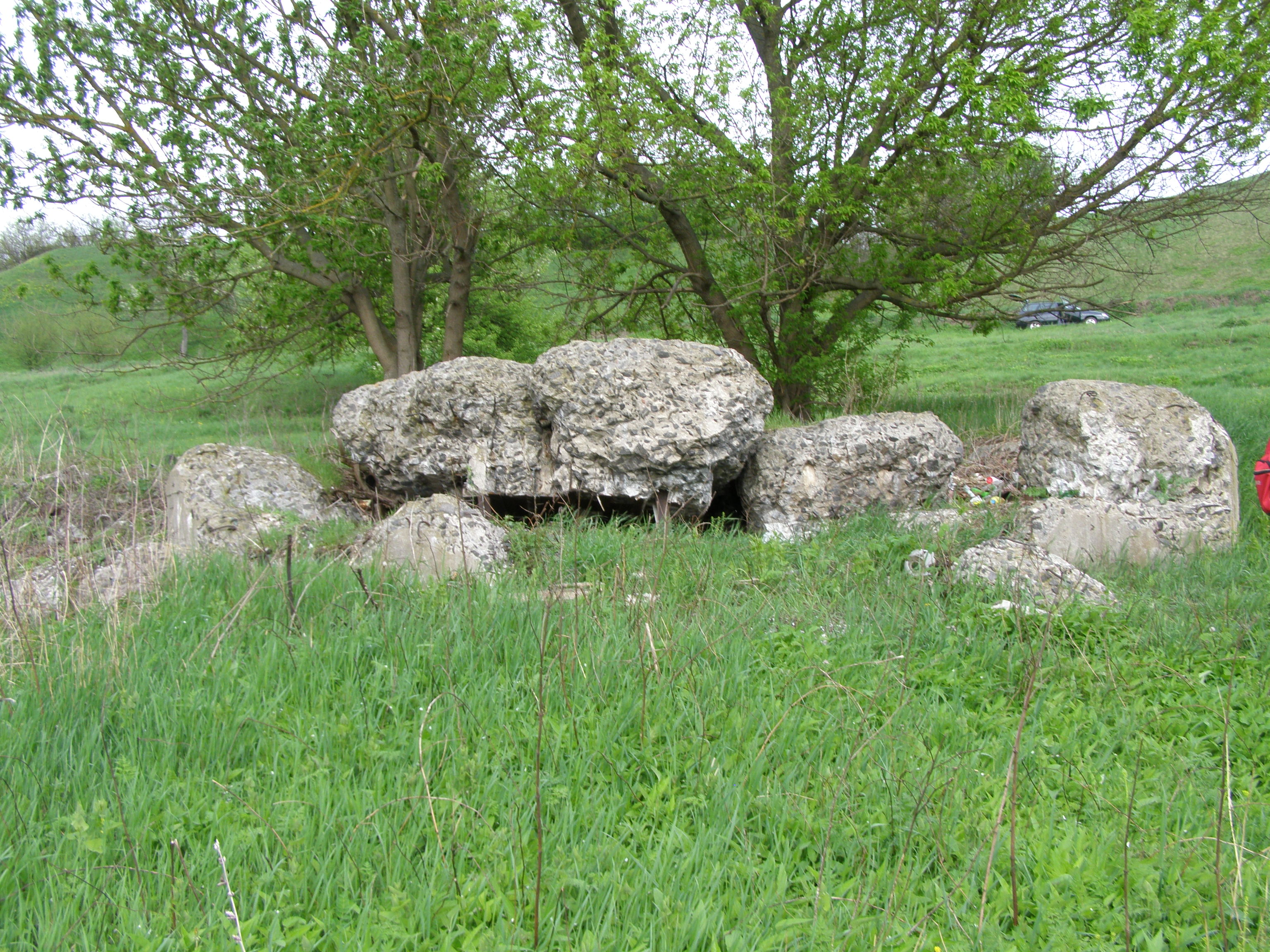
ДОТ № 379
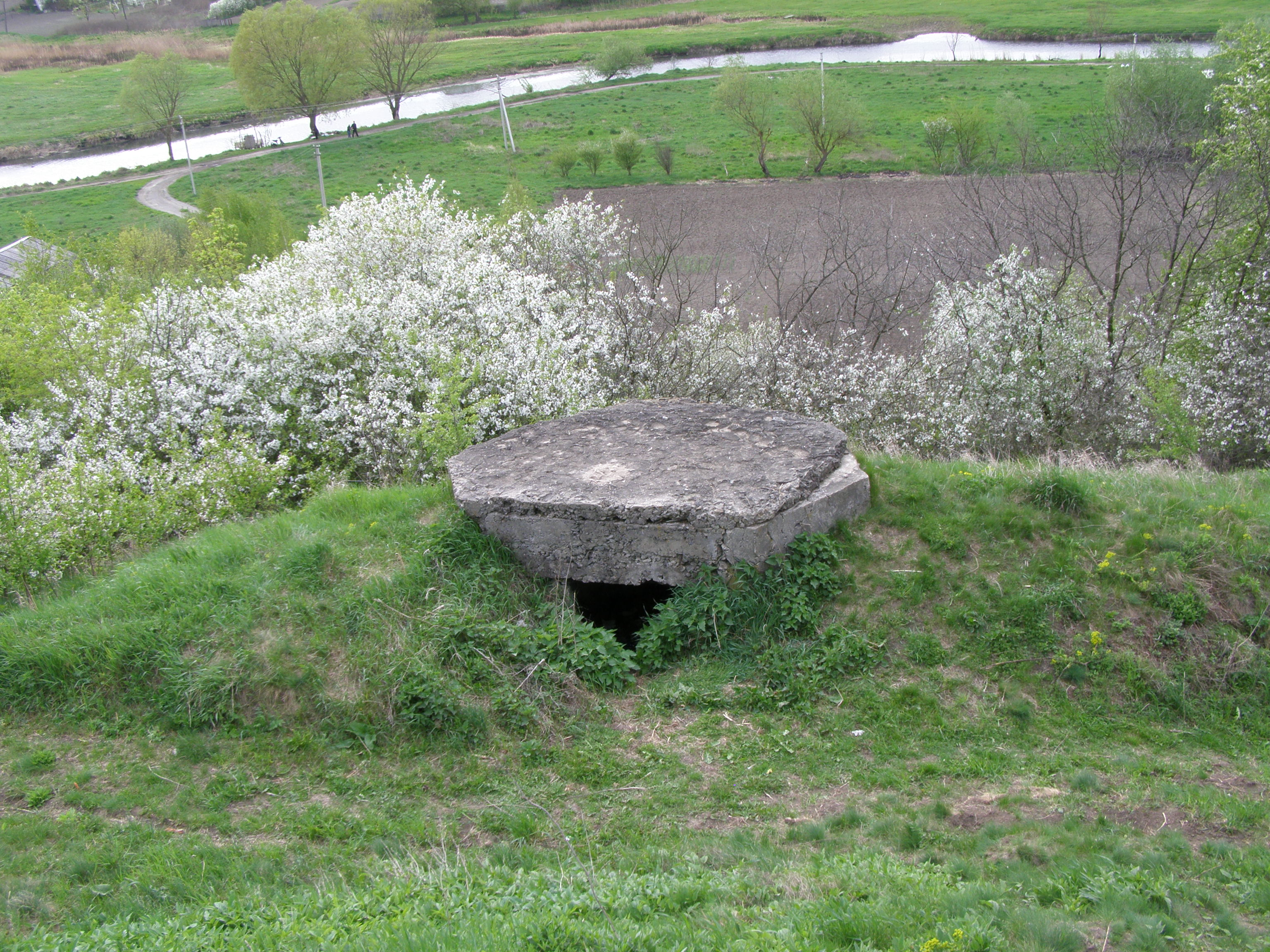
ДОТ №380
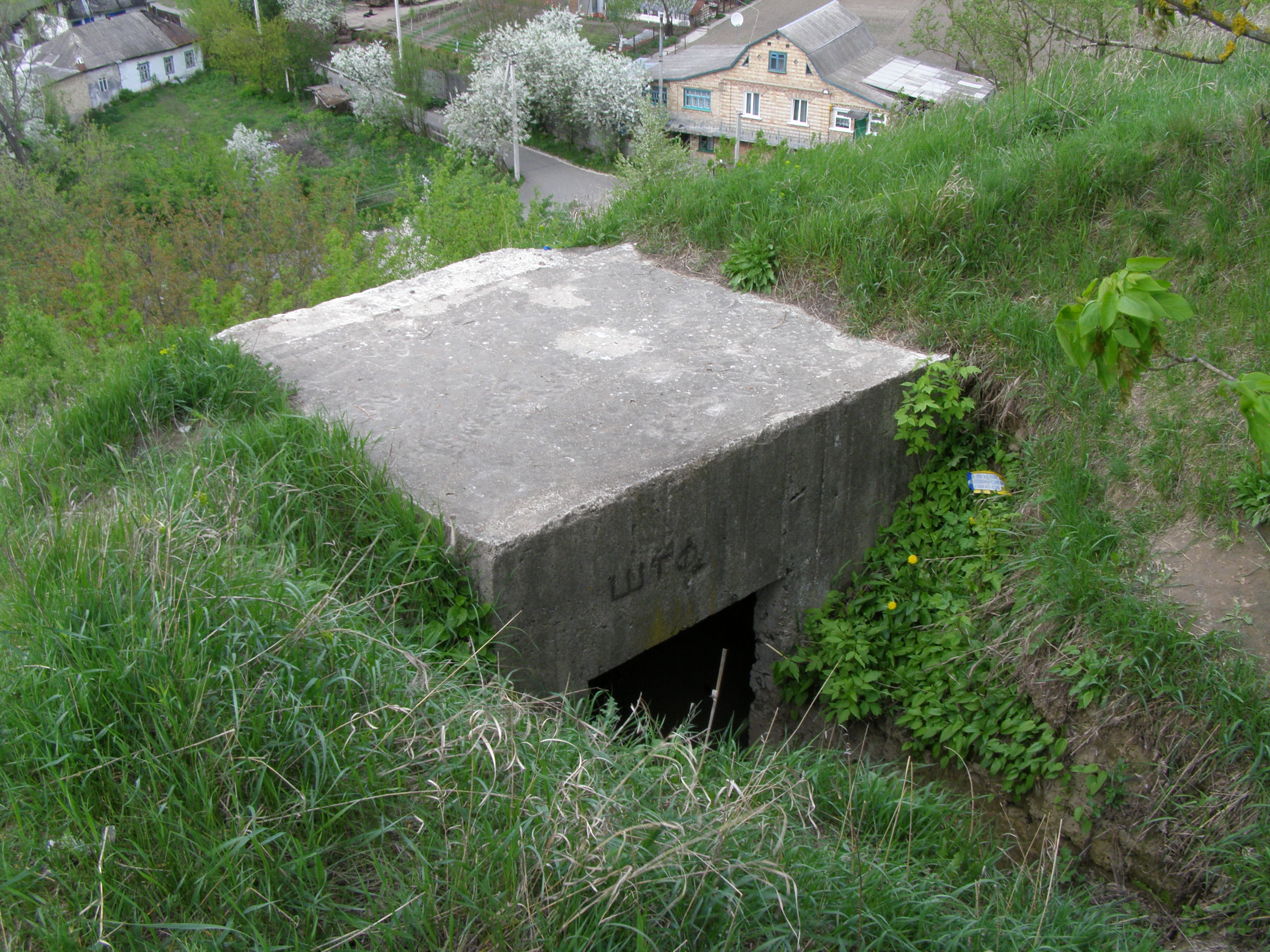
ДОТ №381
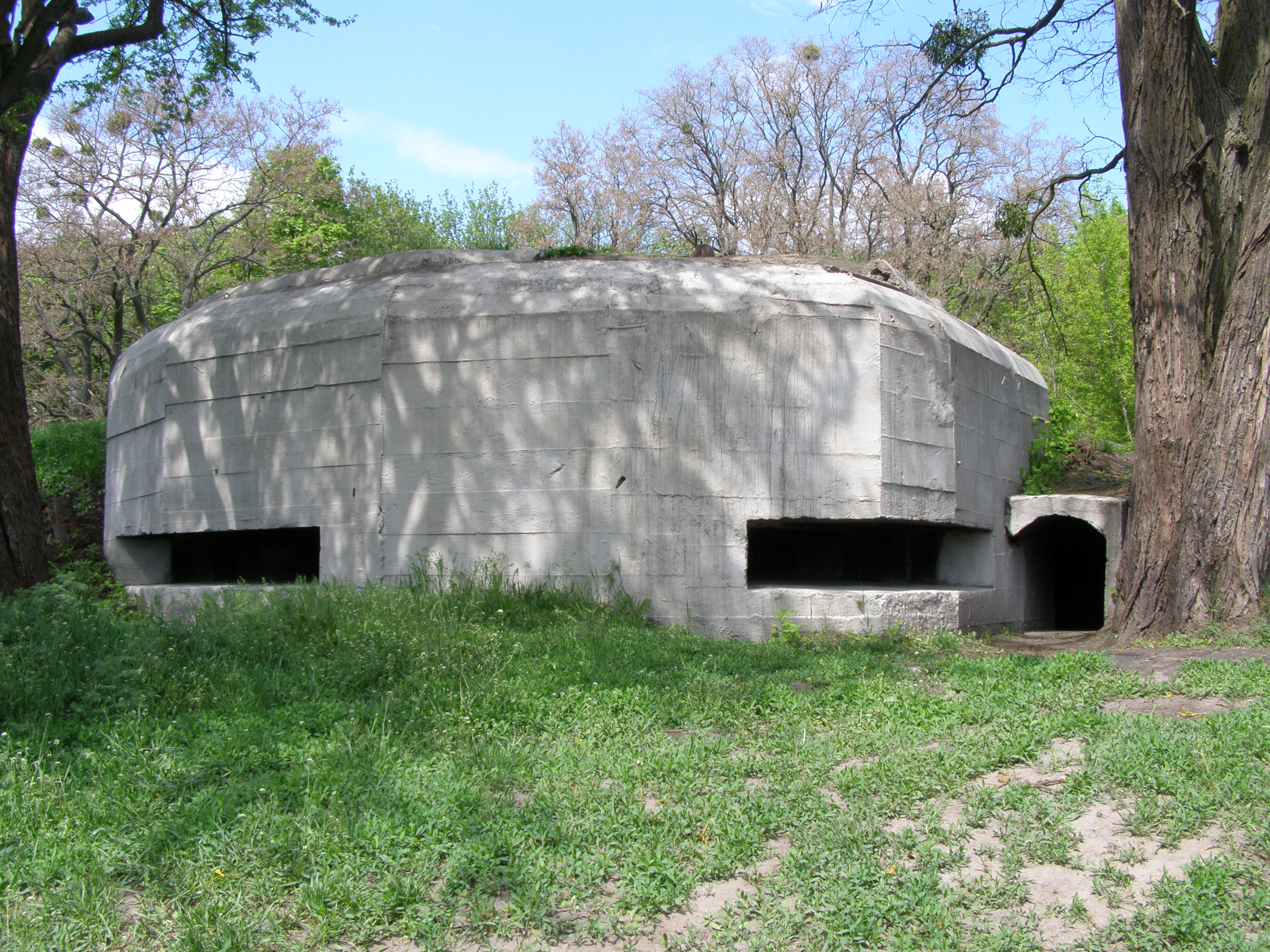
ДОТ №401, надземна частина
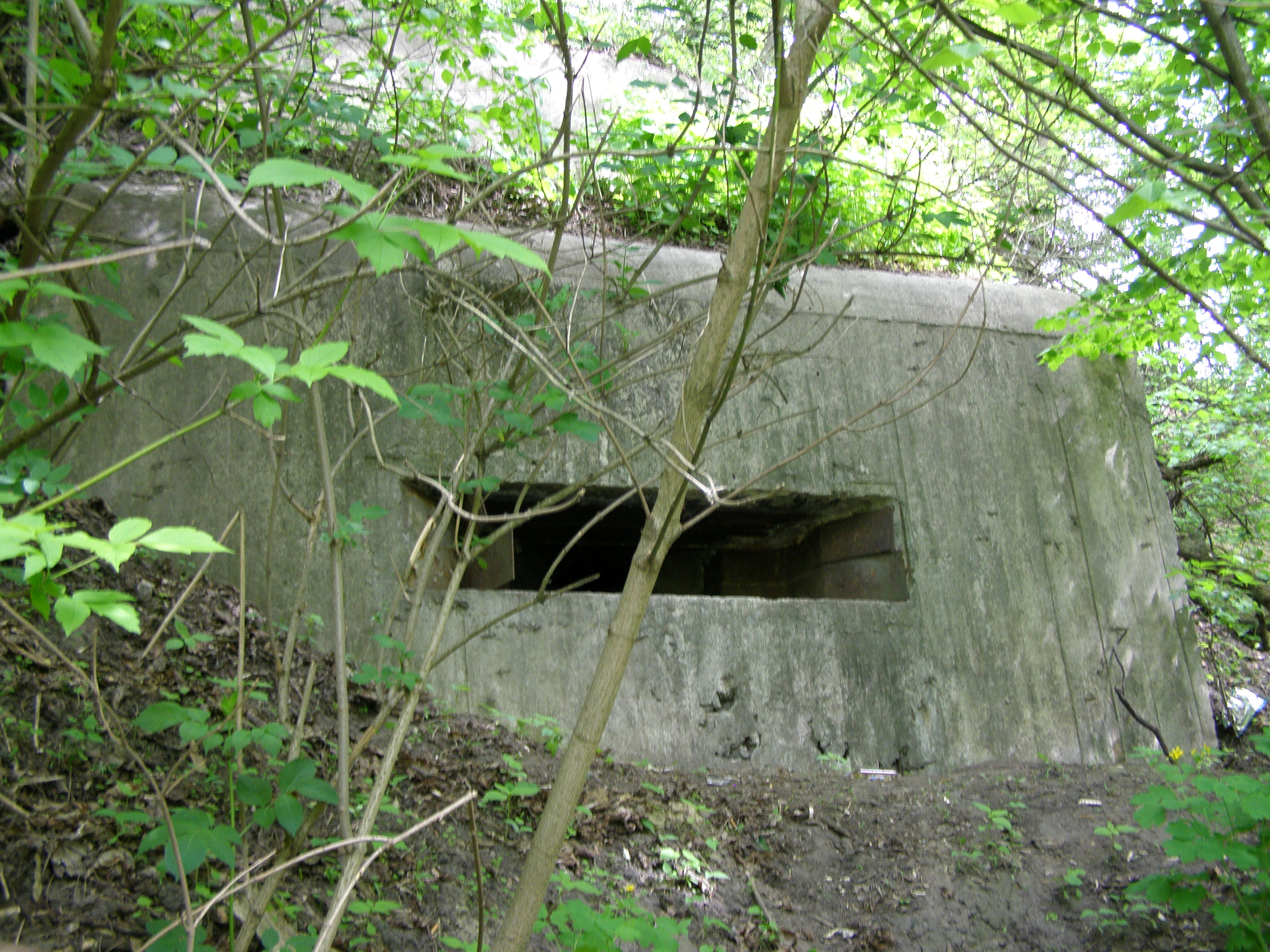
ДОТ №401, південний каземат
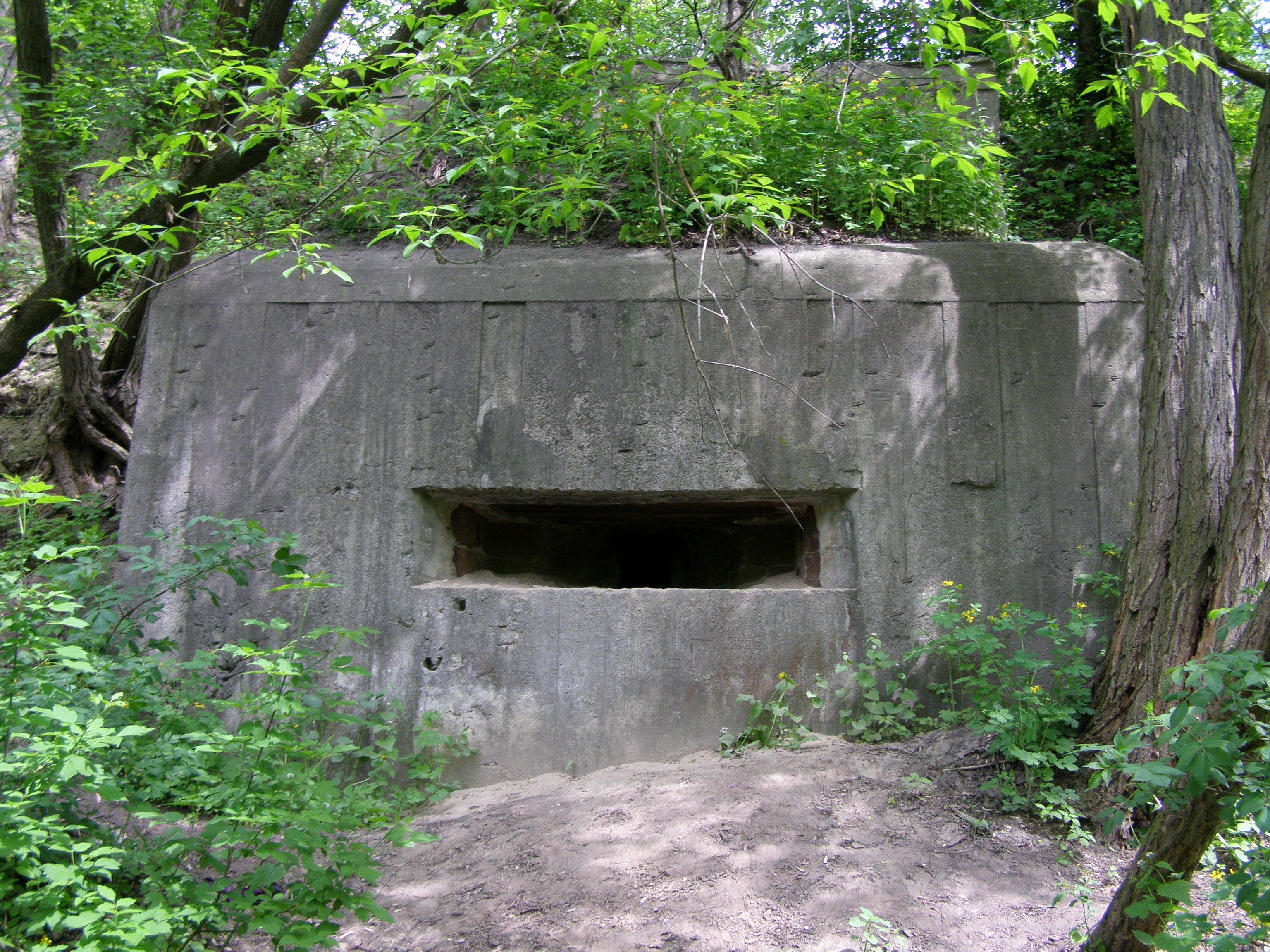
ДОТ №401, північний каземат
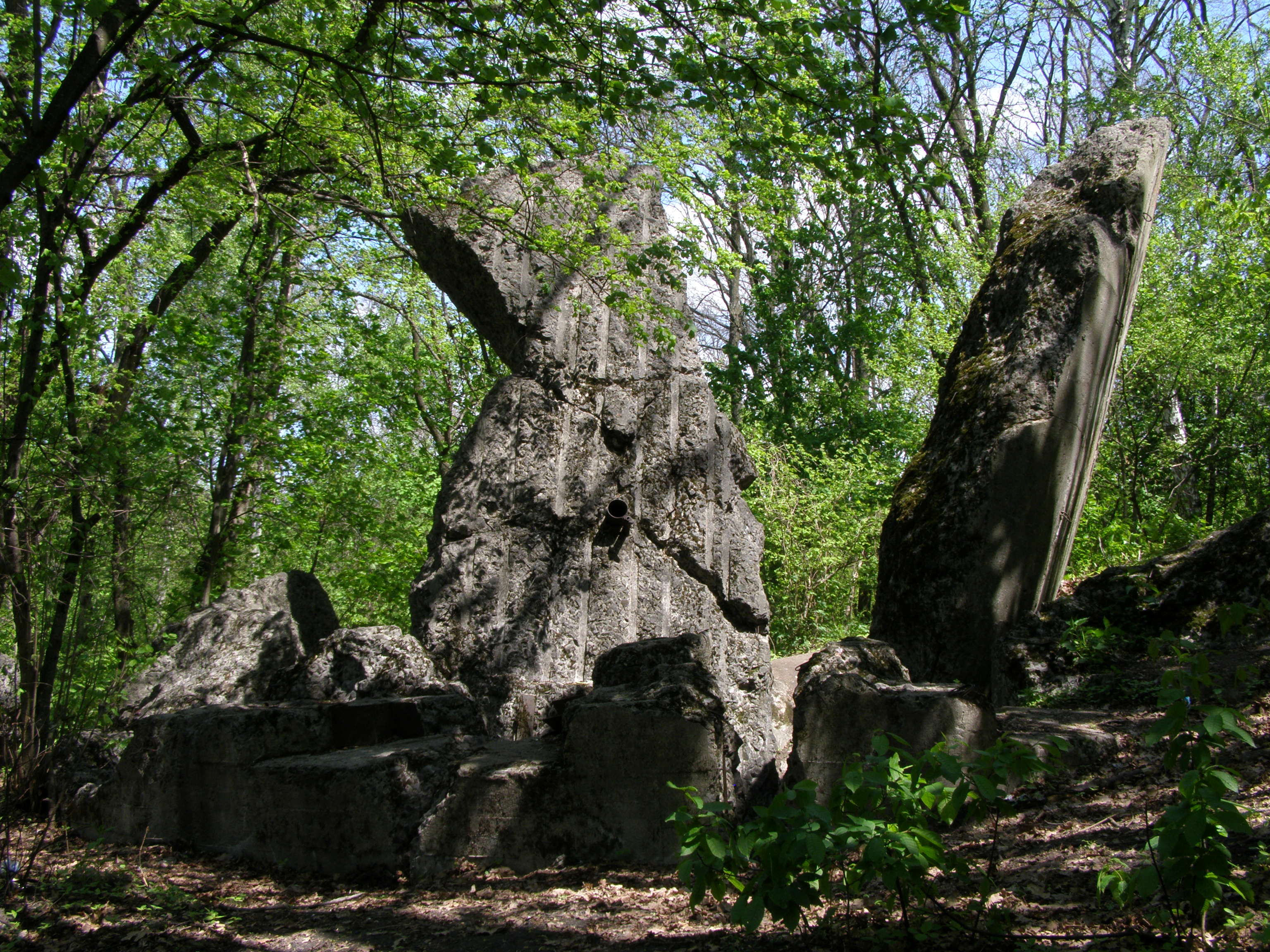
ДОТ №402
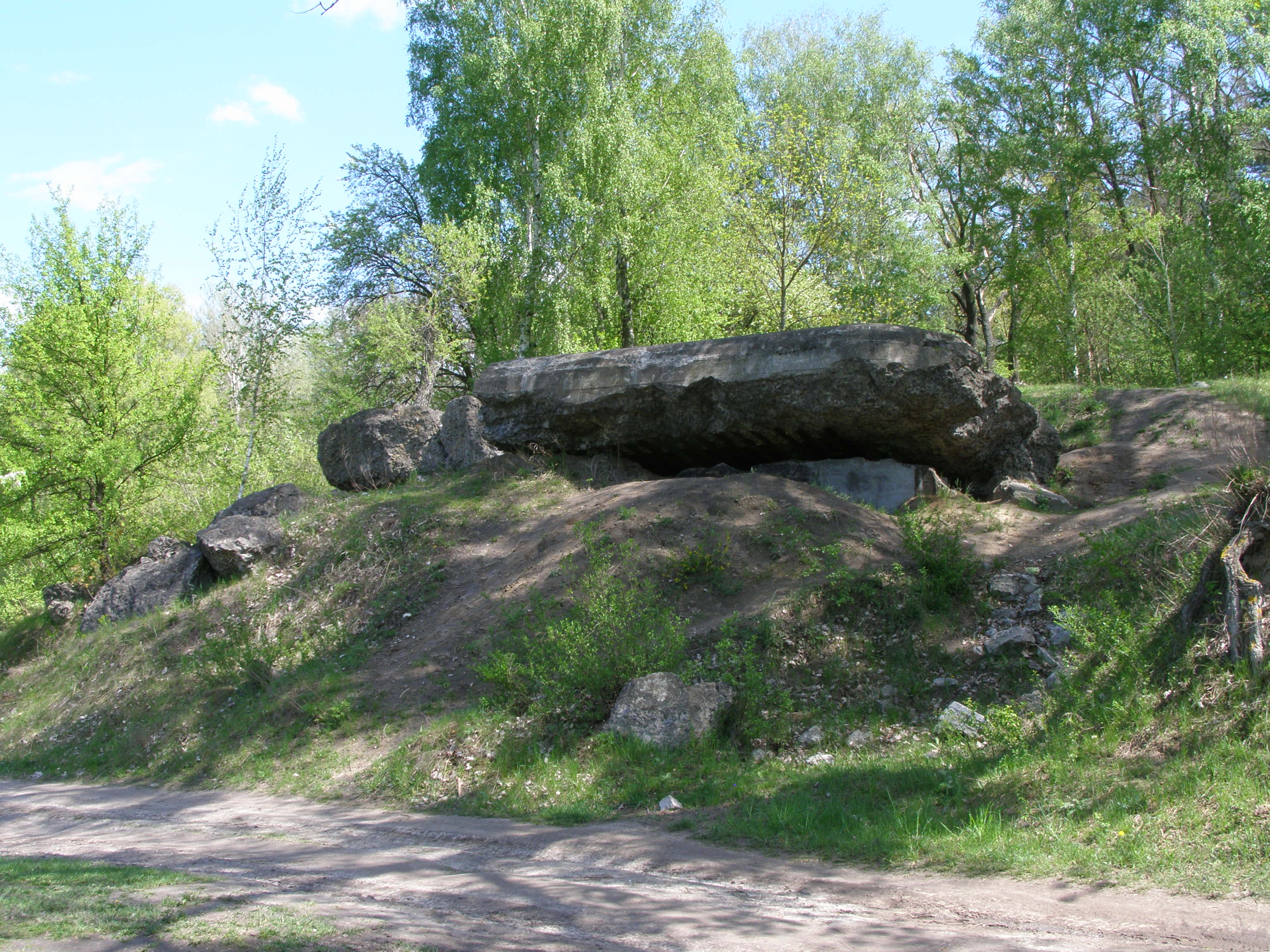
ДОТ № 403
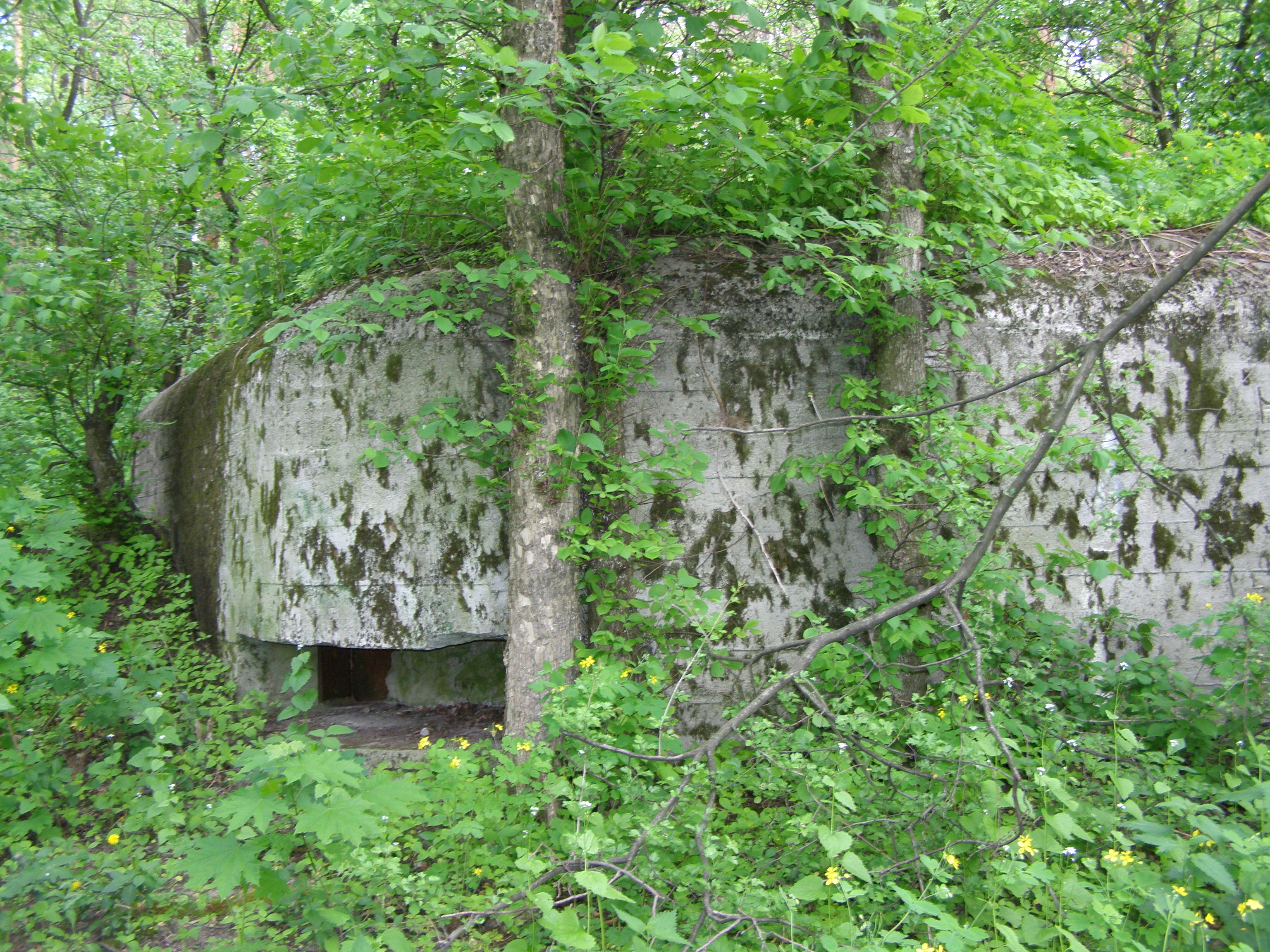
ДОТ № 404
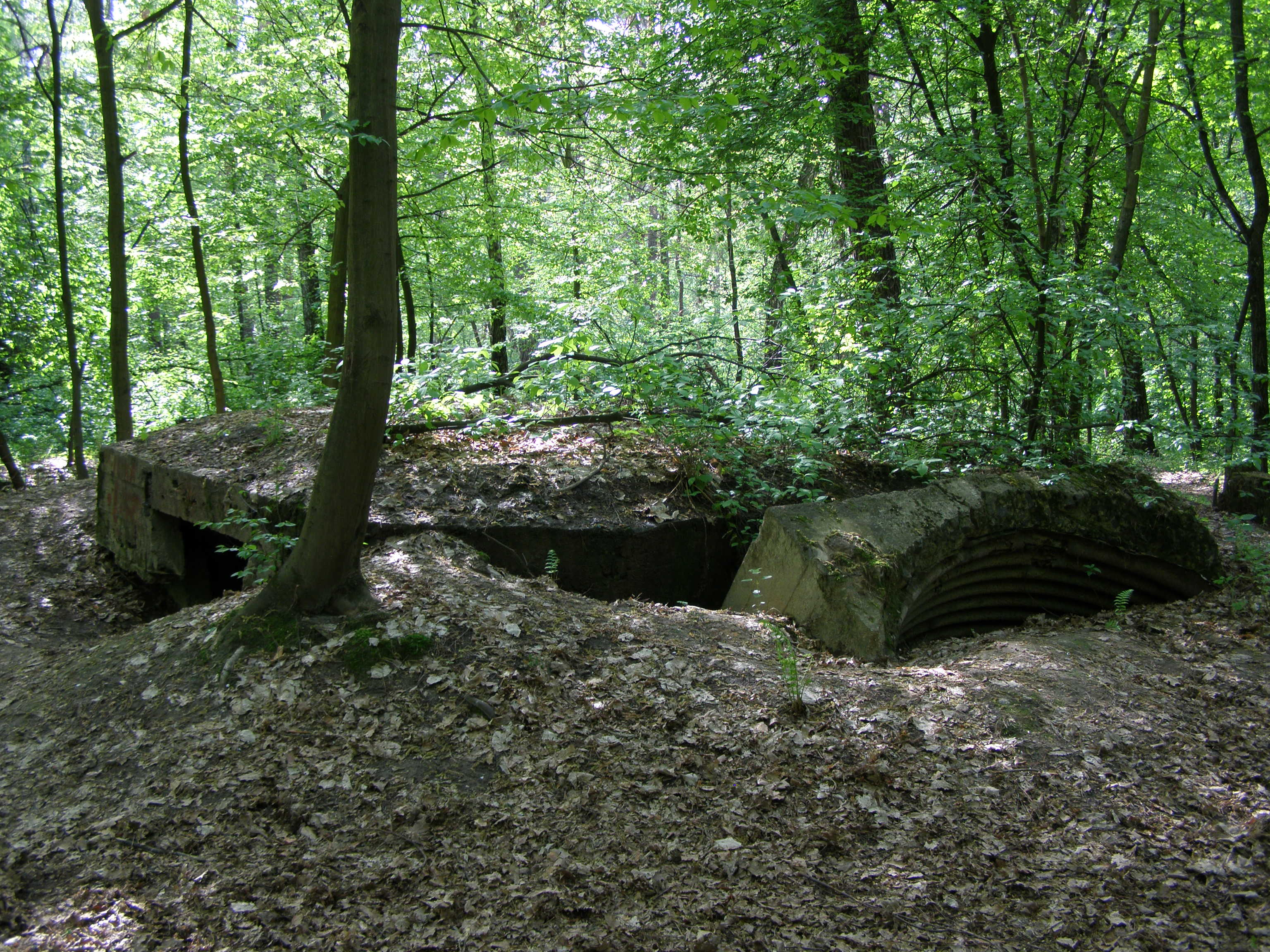
ДОТ № 405
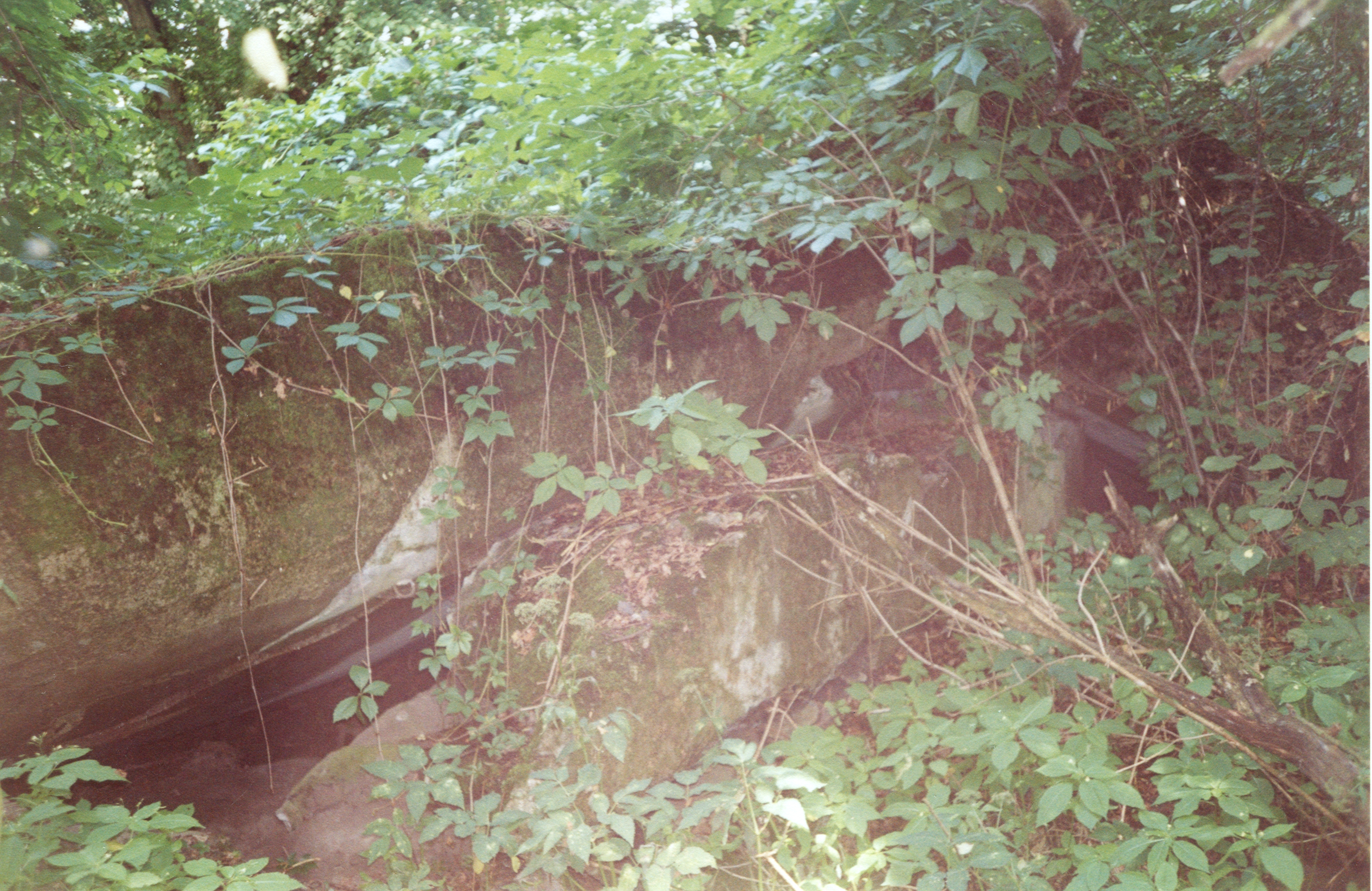
ДОТ №407
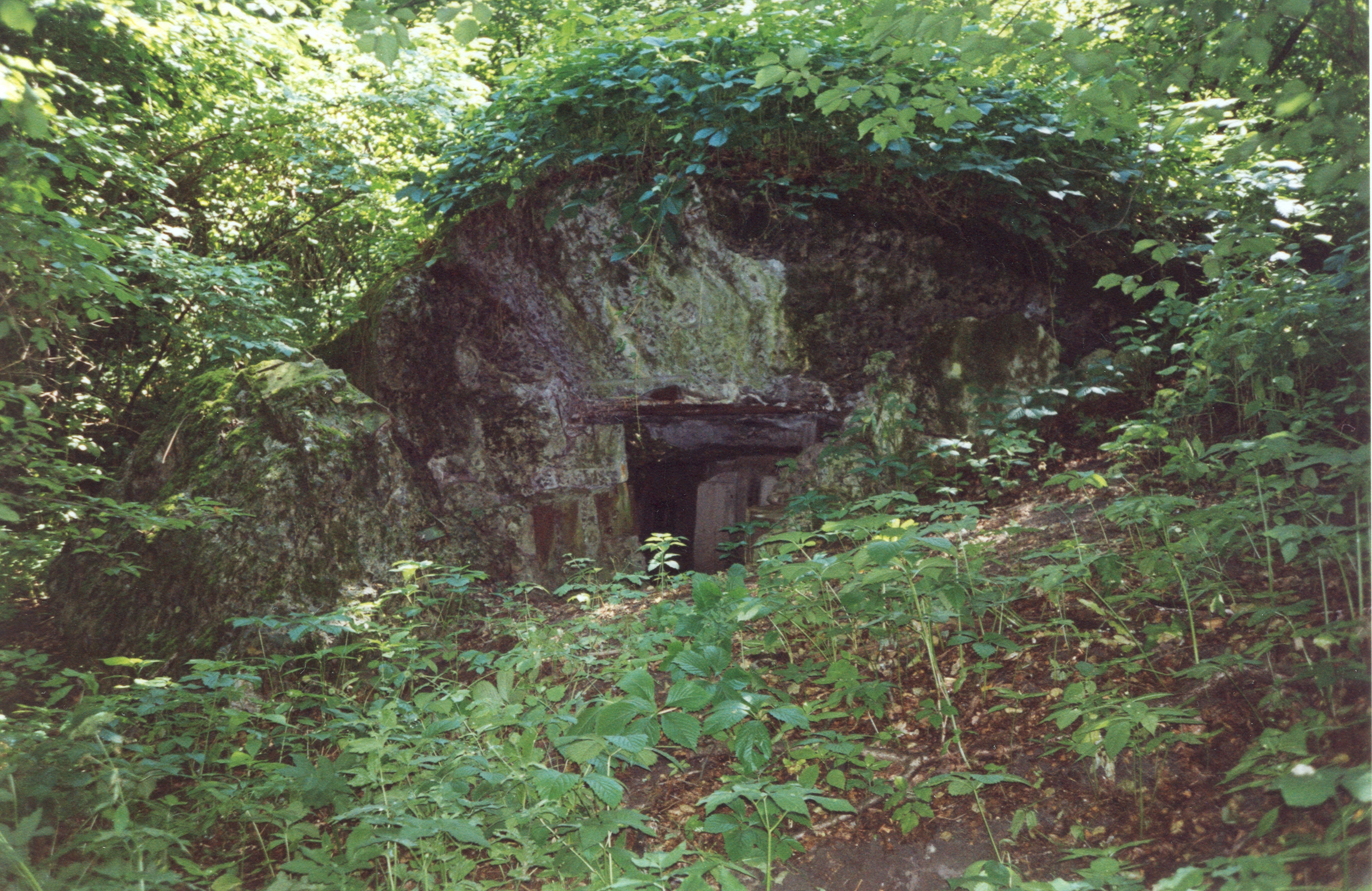
ДОТ № 408
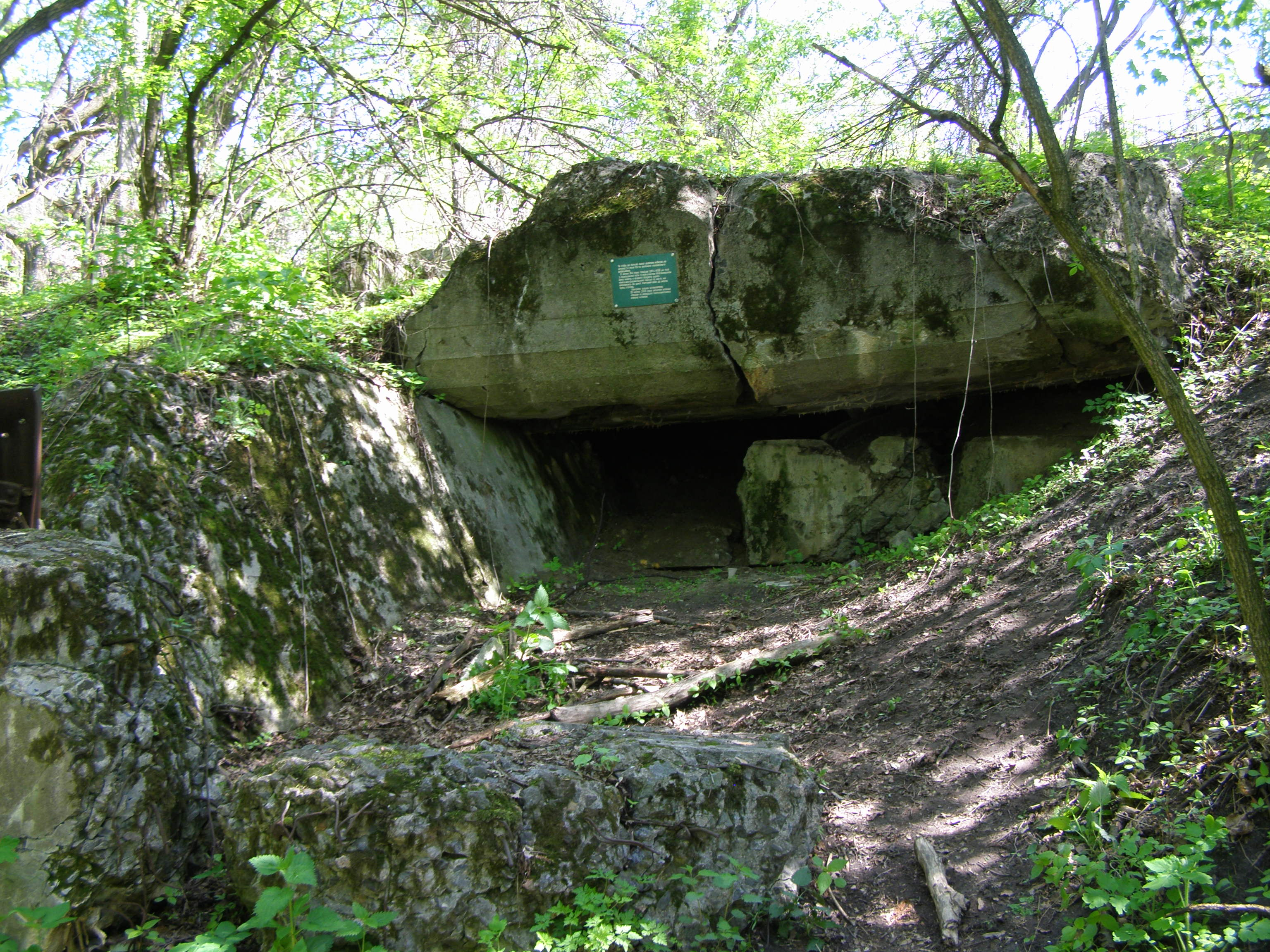
ДОТ №409
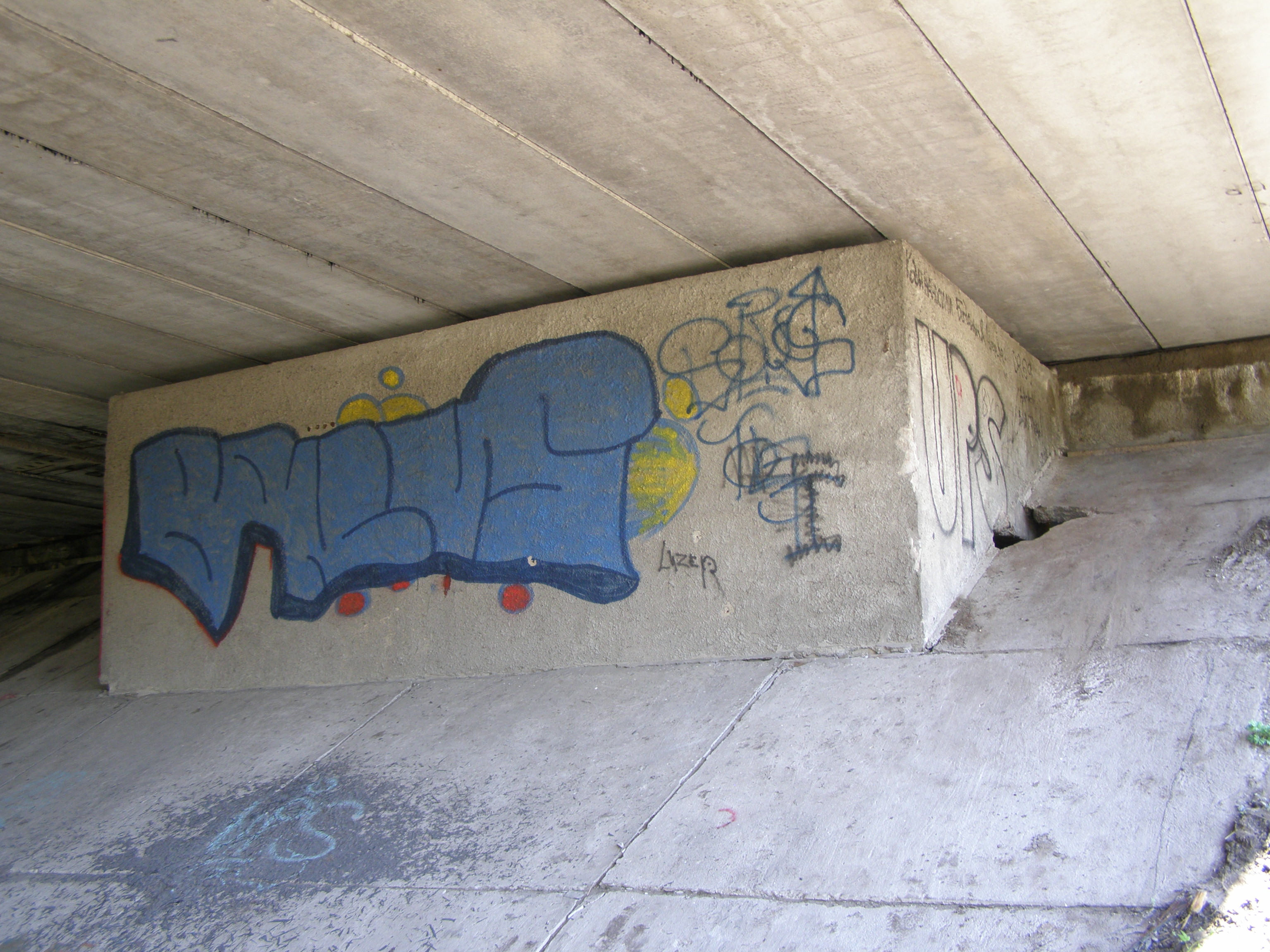
ДОТ №410 (вбудований в опору мосту)
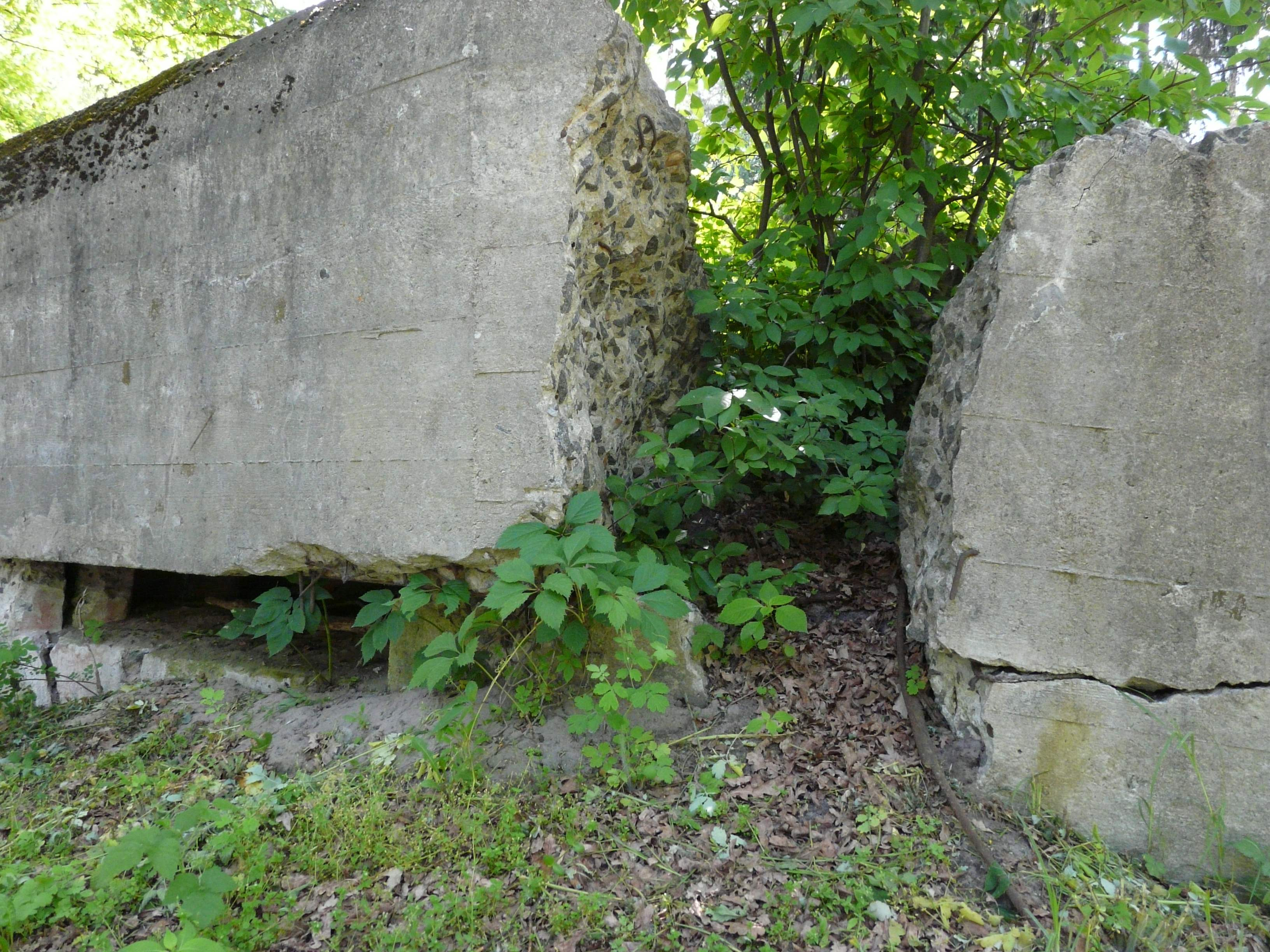
ДОТ № 412
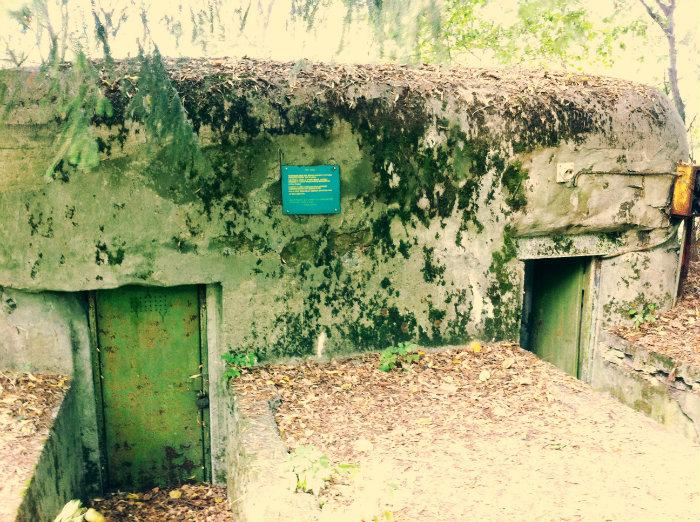
ДОТ № 413
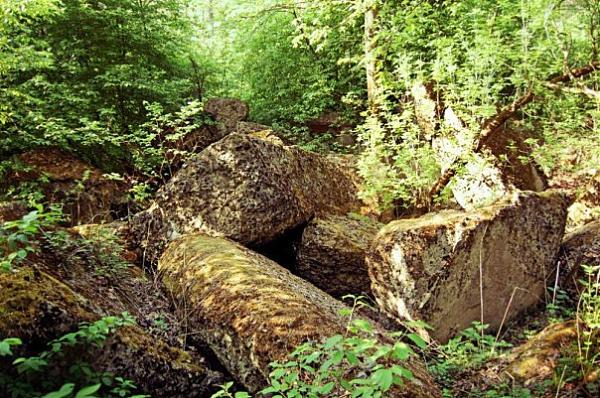
ДОТ № 416
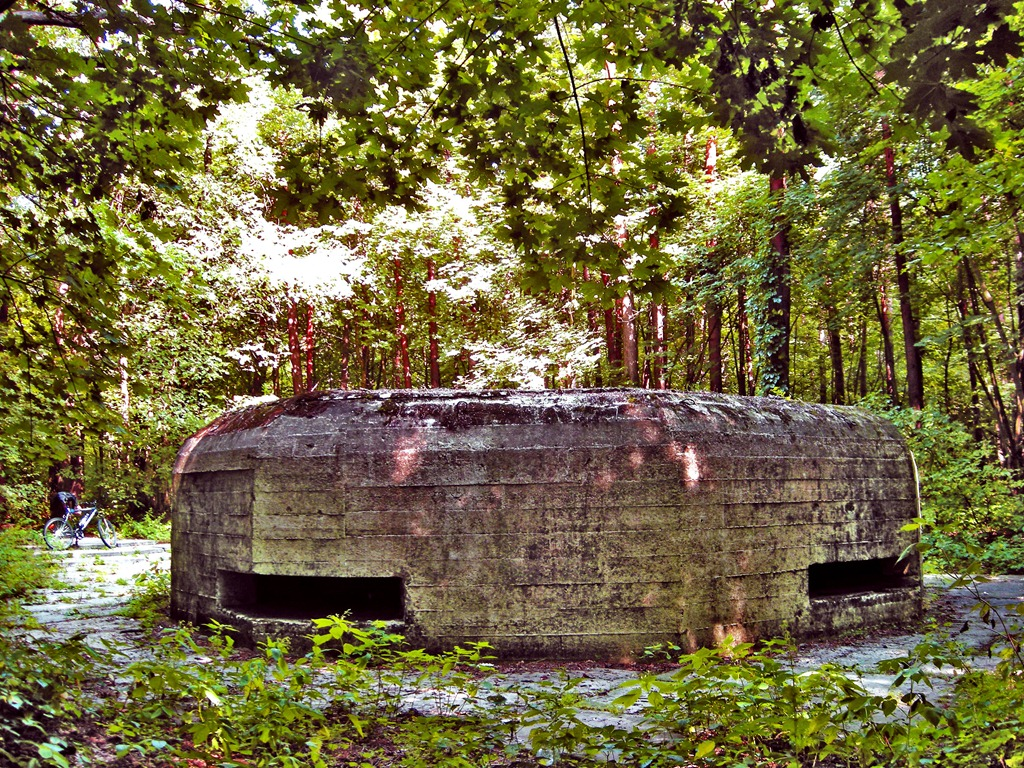
ДОТ №417
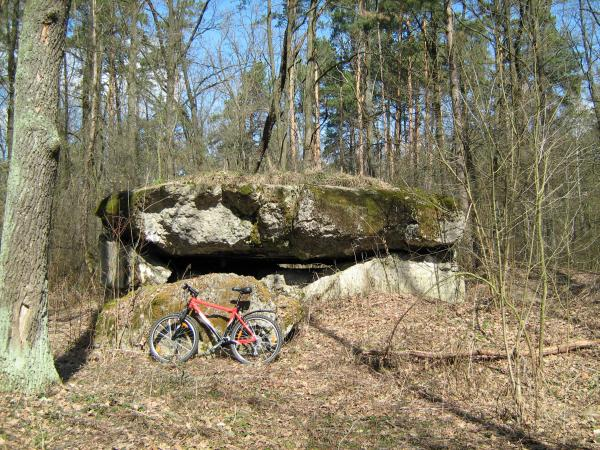
ДОТ № 418
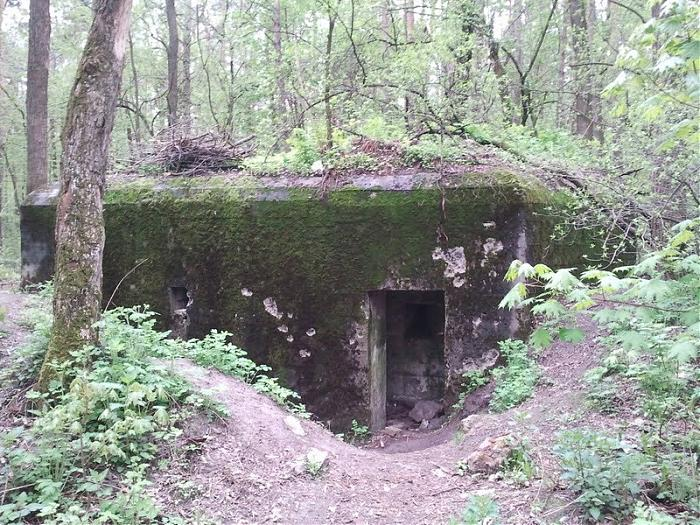
ДОТ № 419
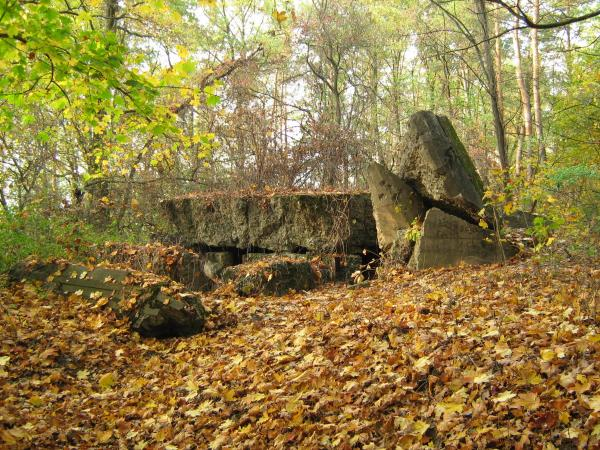
ДОТ № 426
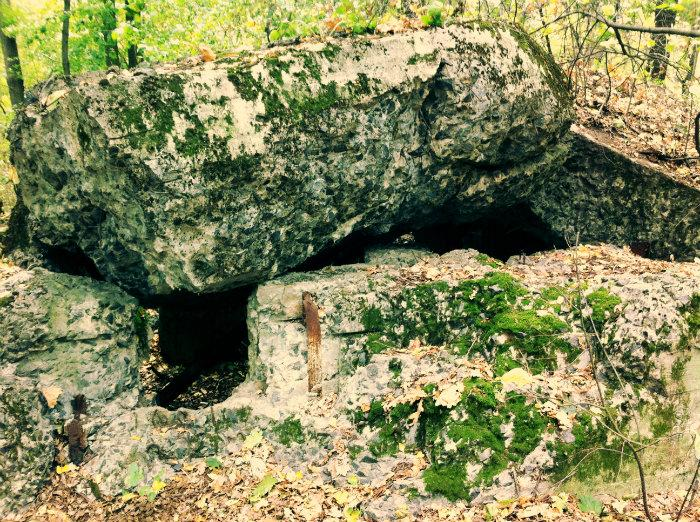
ДОТ № 427
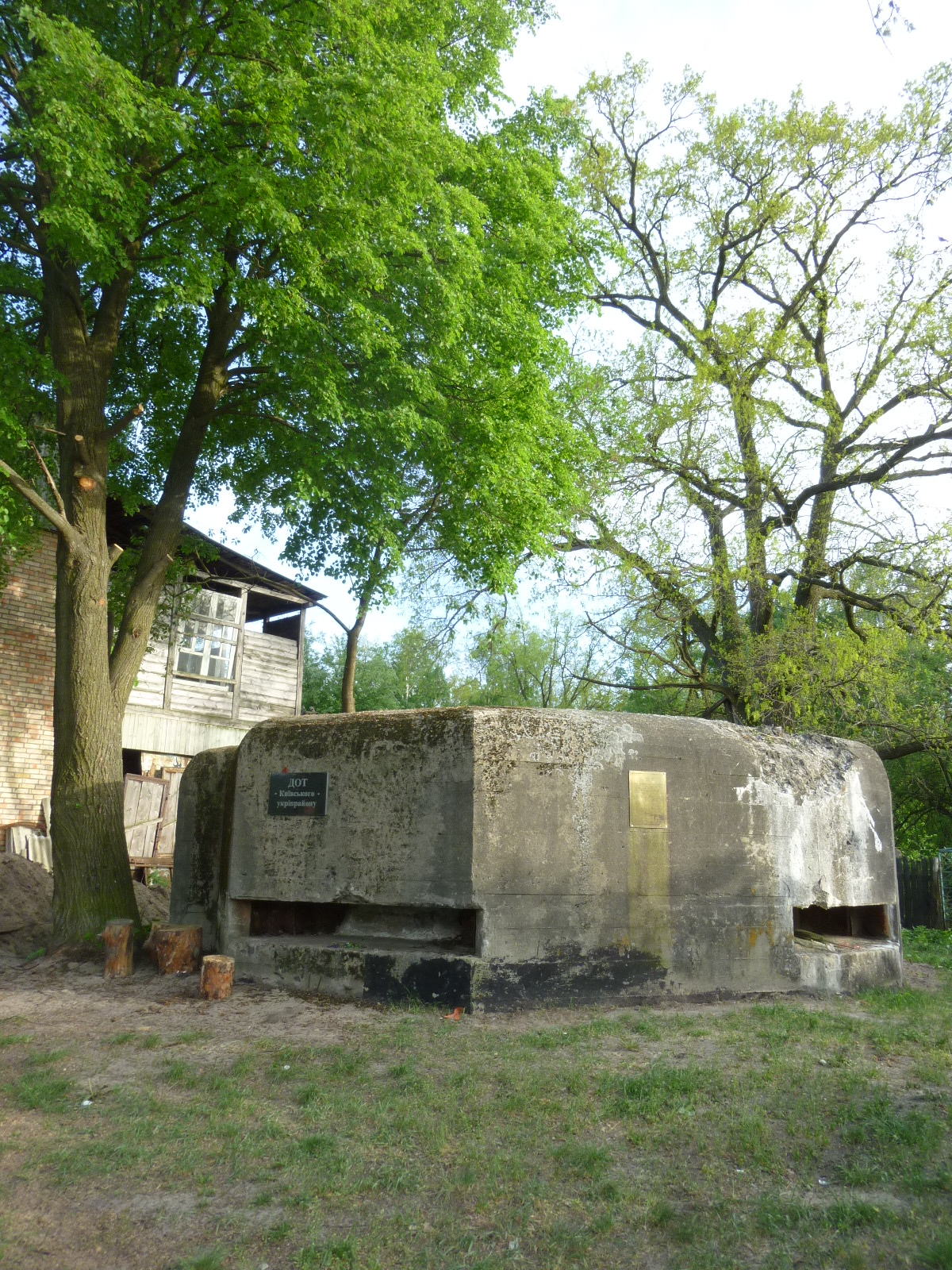
ДОТ №428
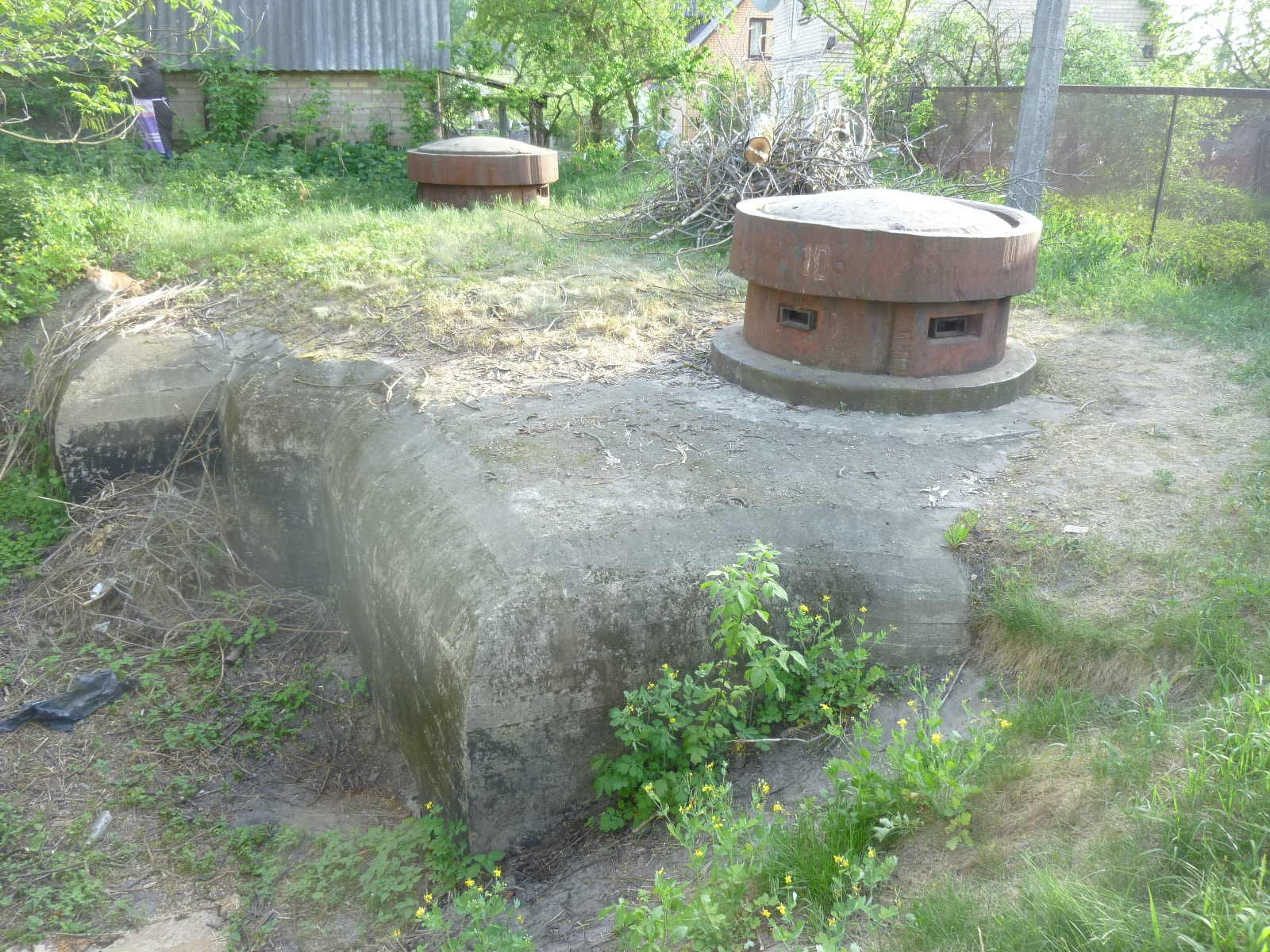
АНП №429
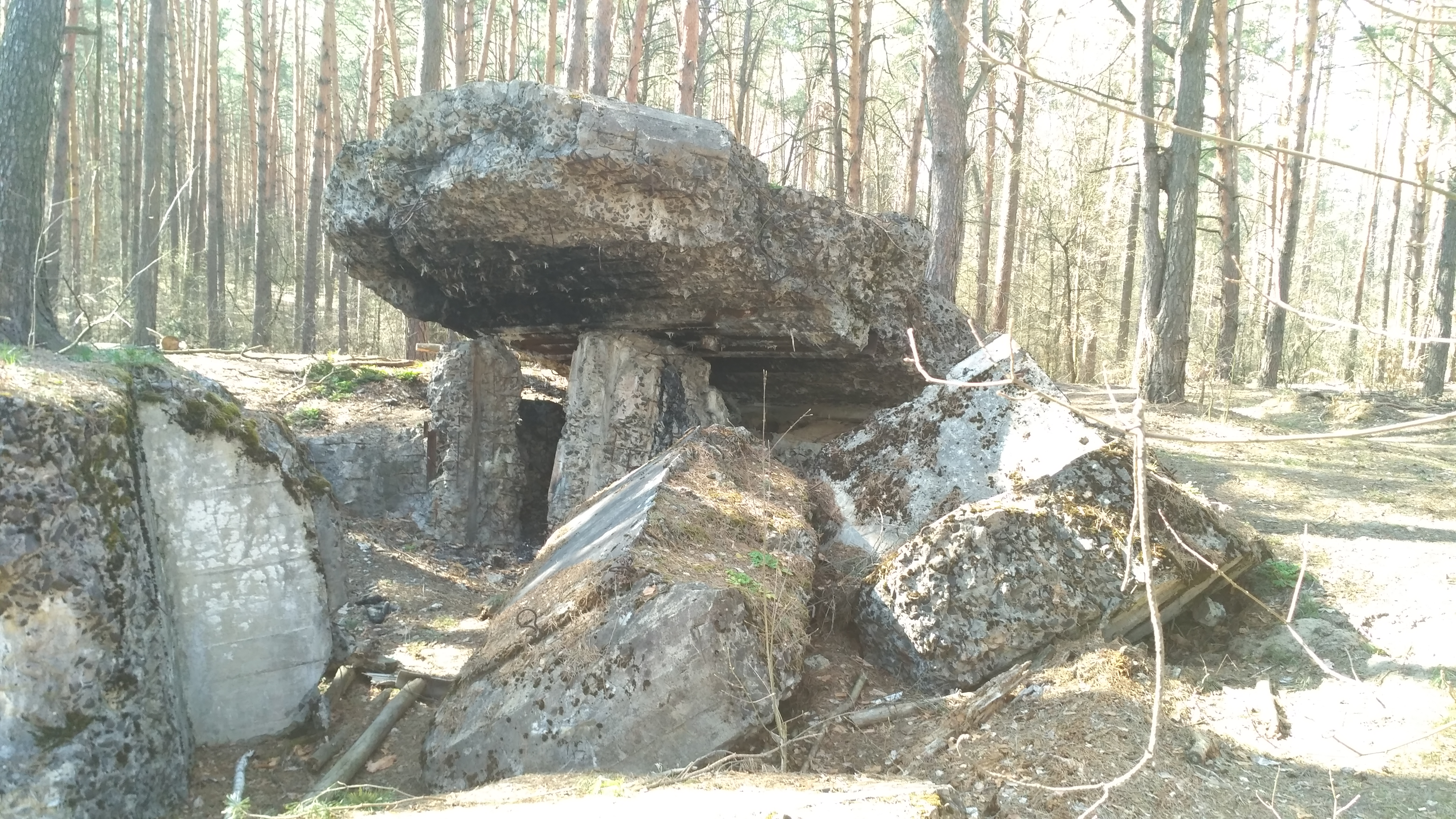
ДОТ № 434 КиУР
ДОТ № 435 КиУР
ДОТ № 436 КиУР
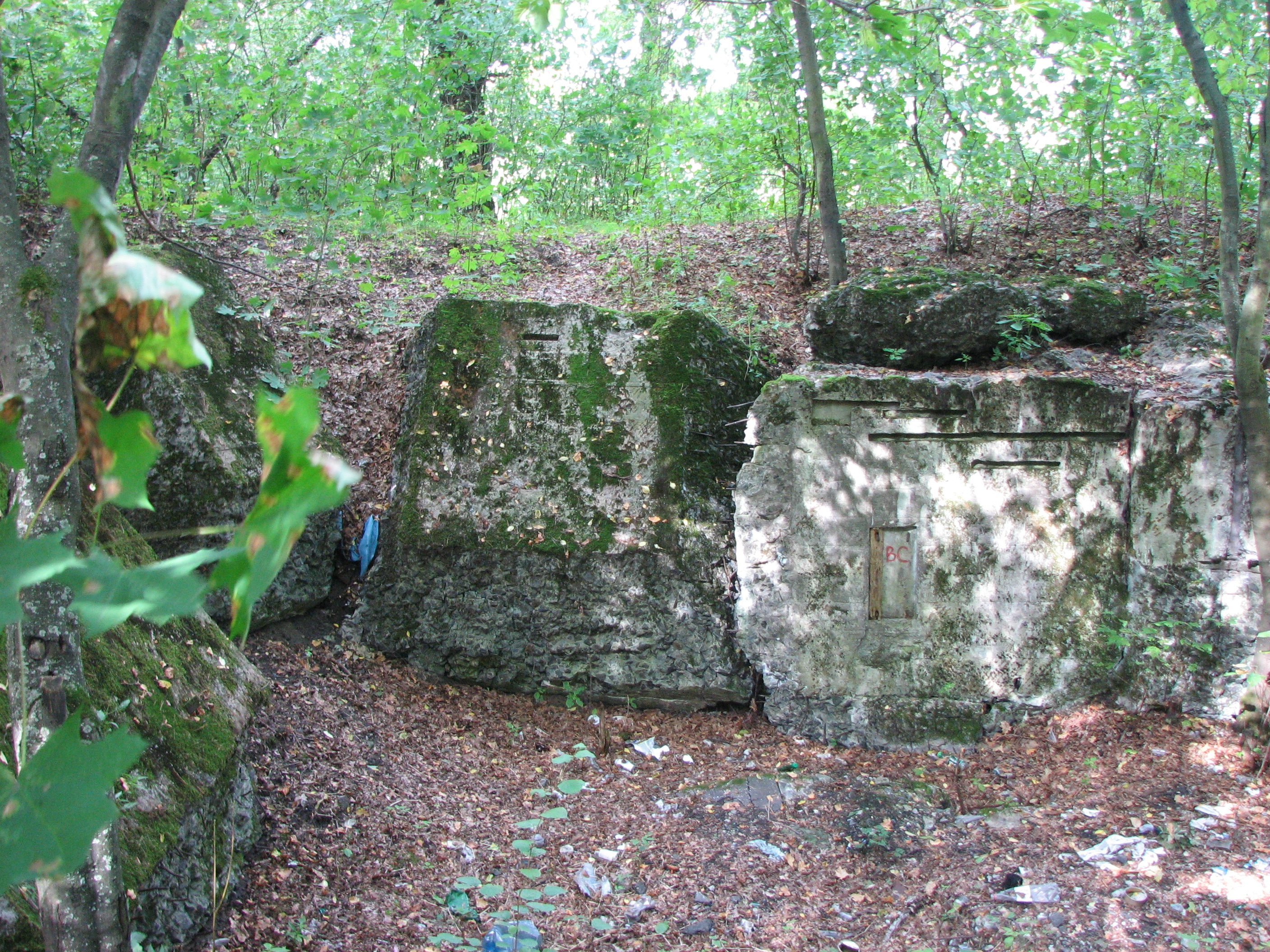
ДОТ №453
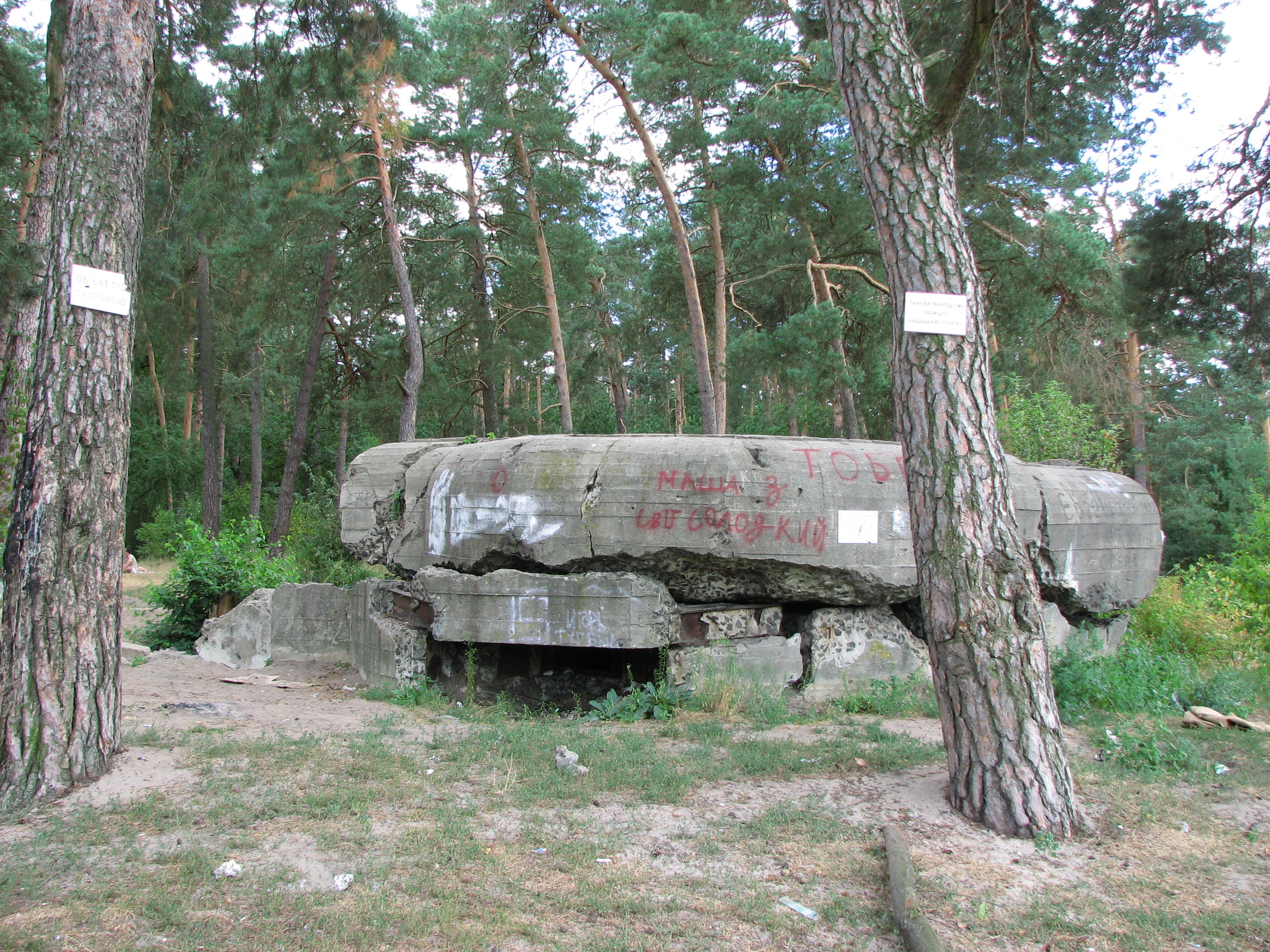
ДОТ №456
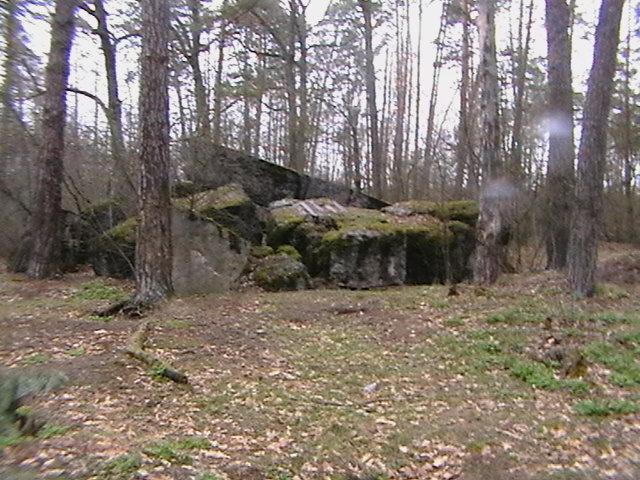
ДОТ №457
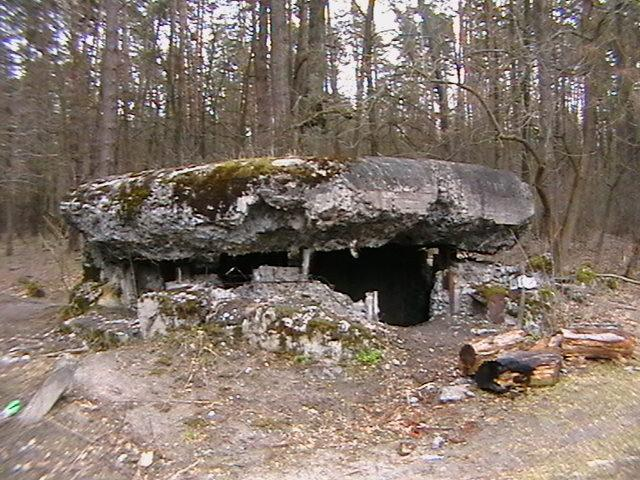
ДОТ № 458
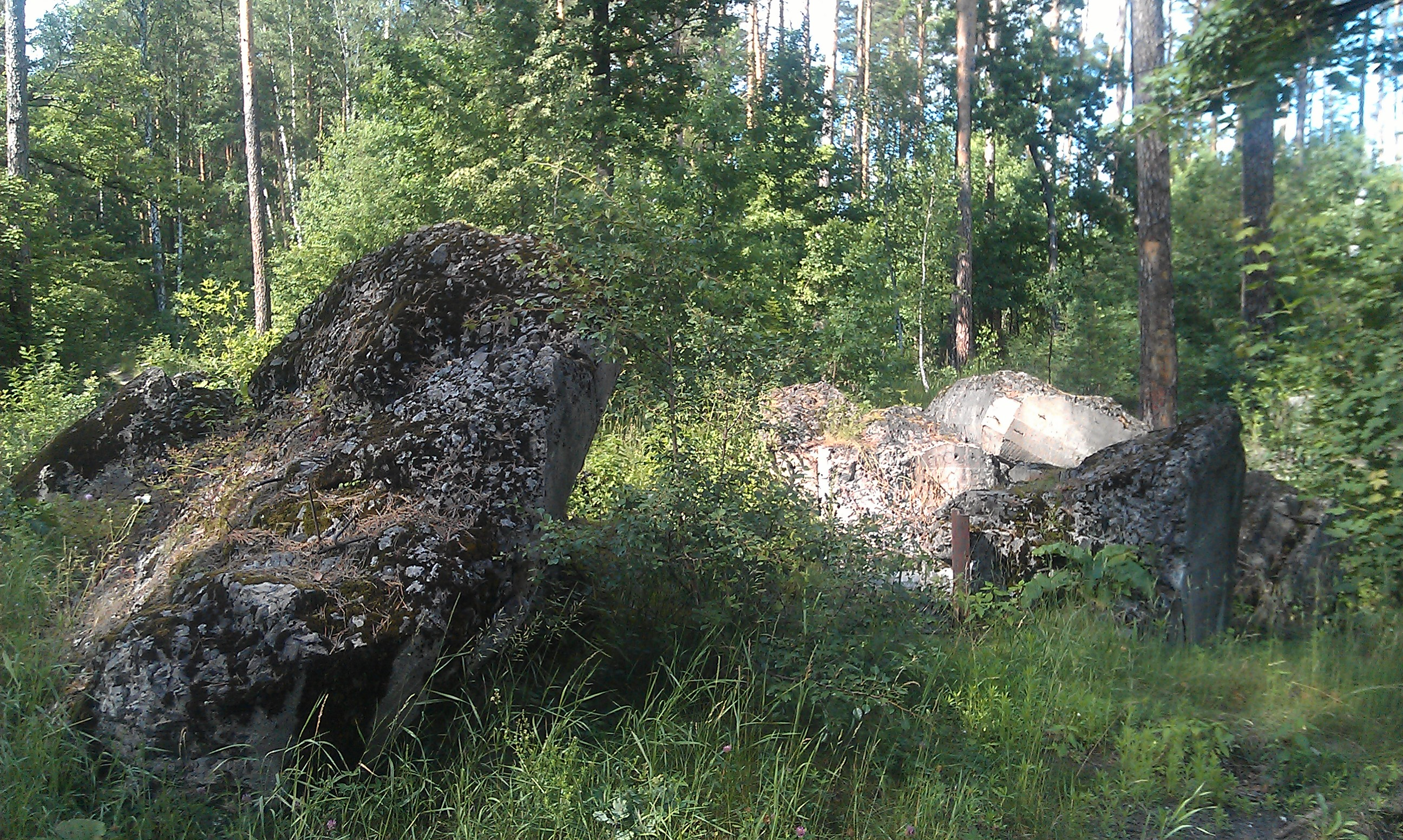
ДОТ № 459
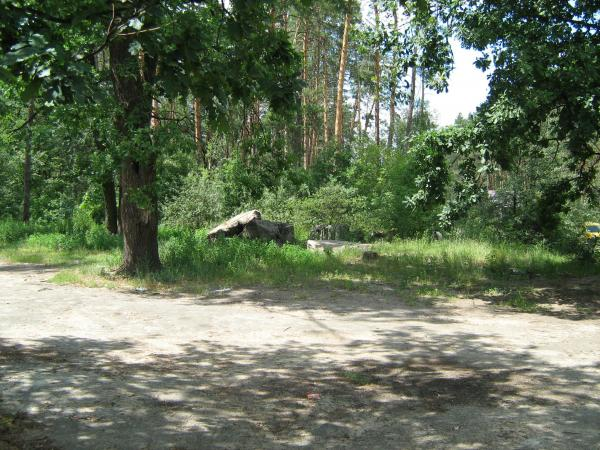
ДОТ №478
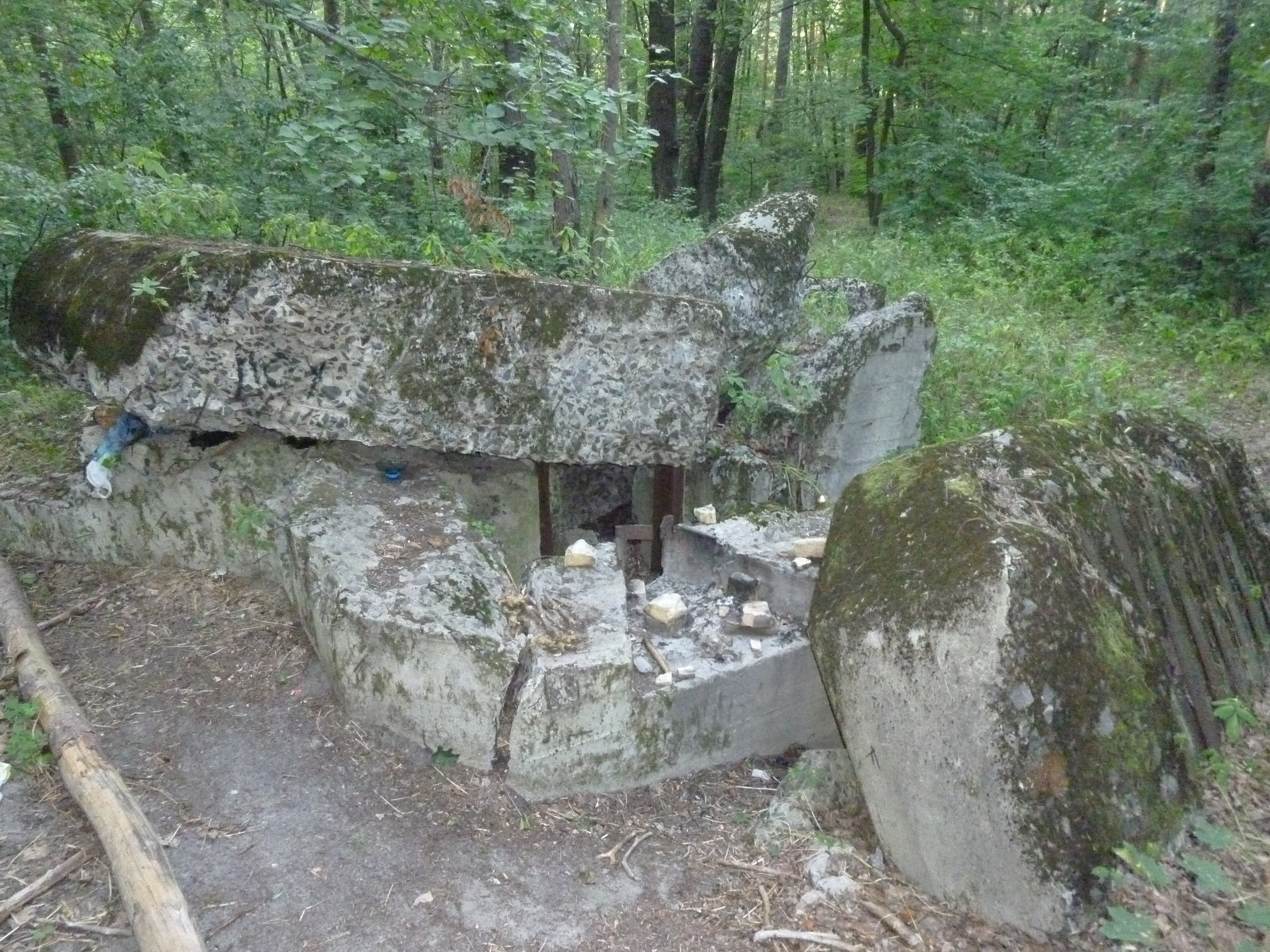
ДОТ №479
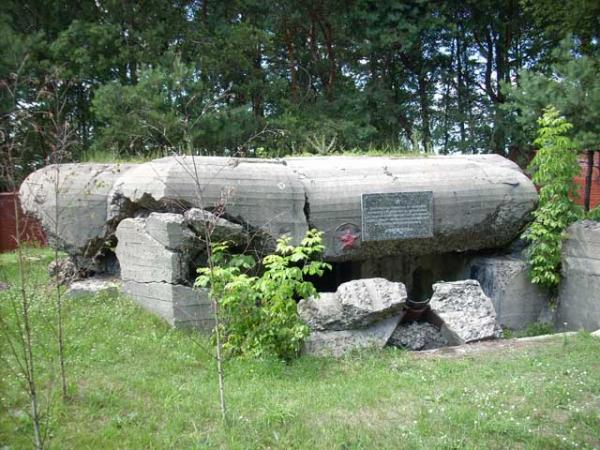
ДОТ №480
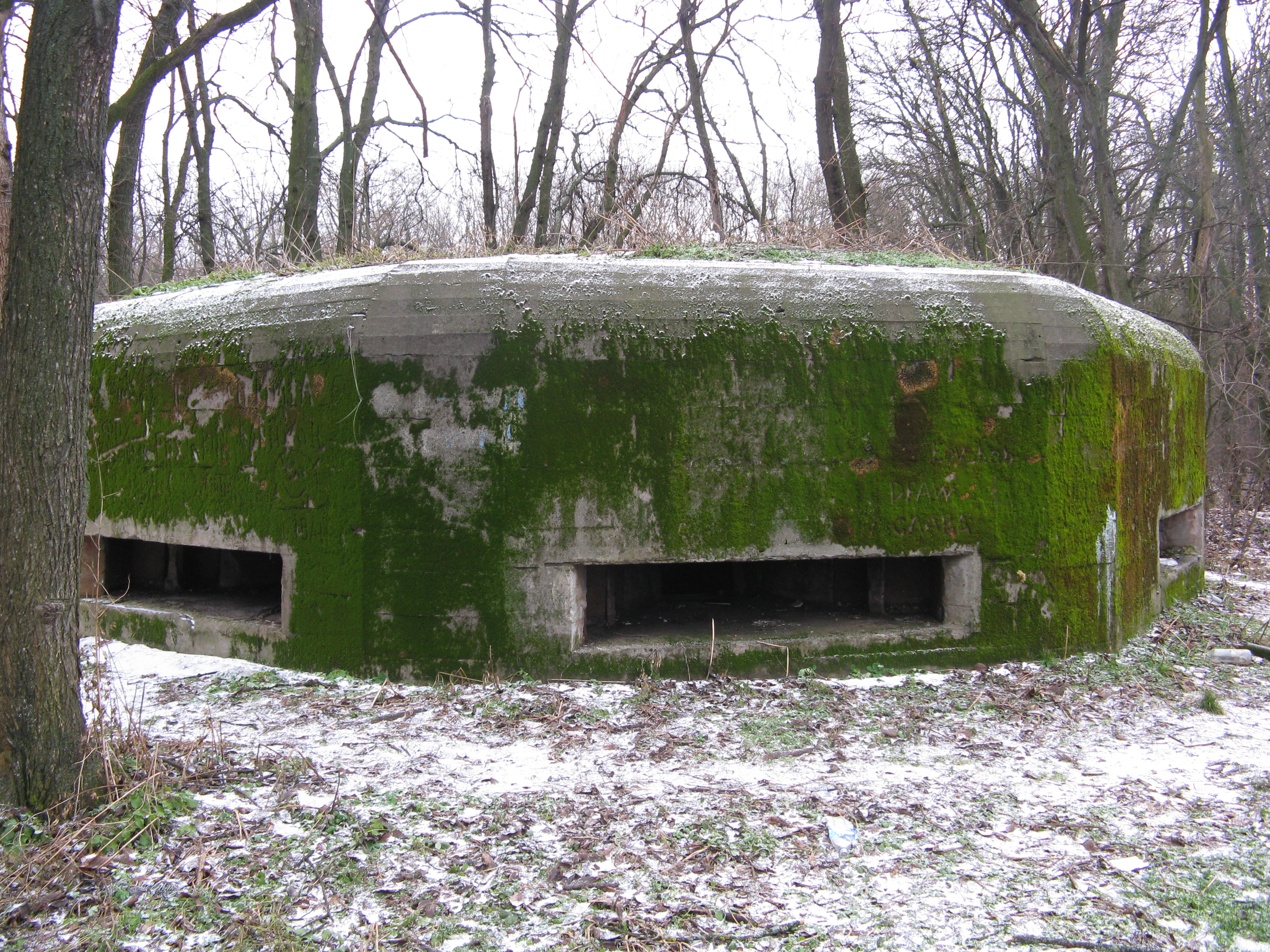
ДОТ №481
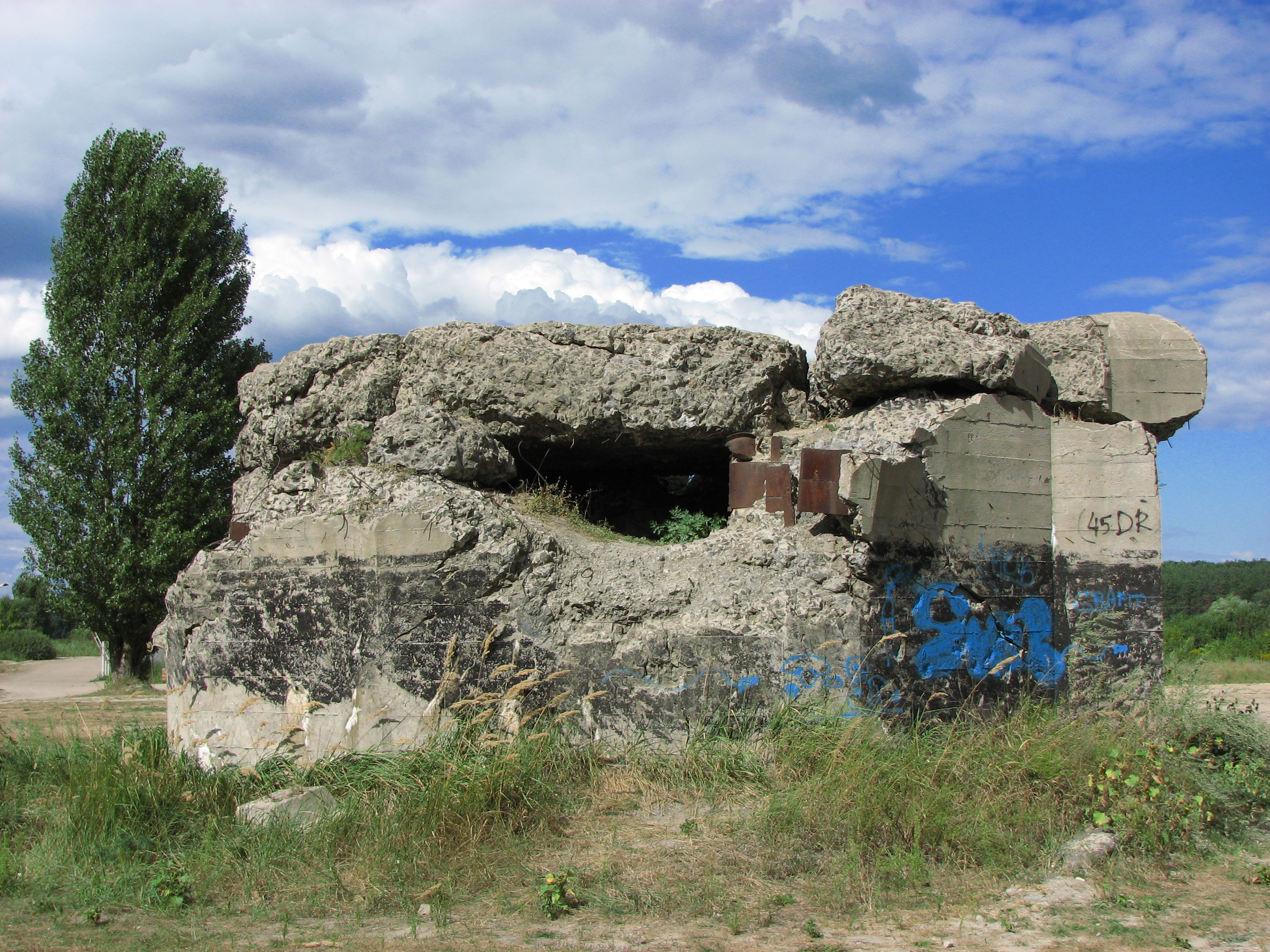
ДОТ №484
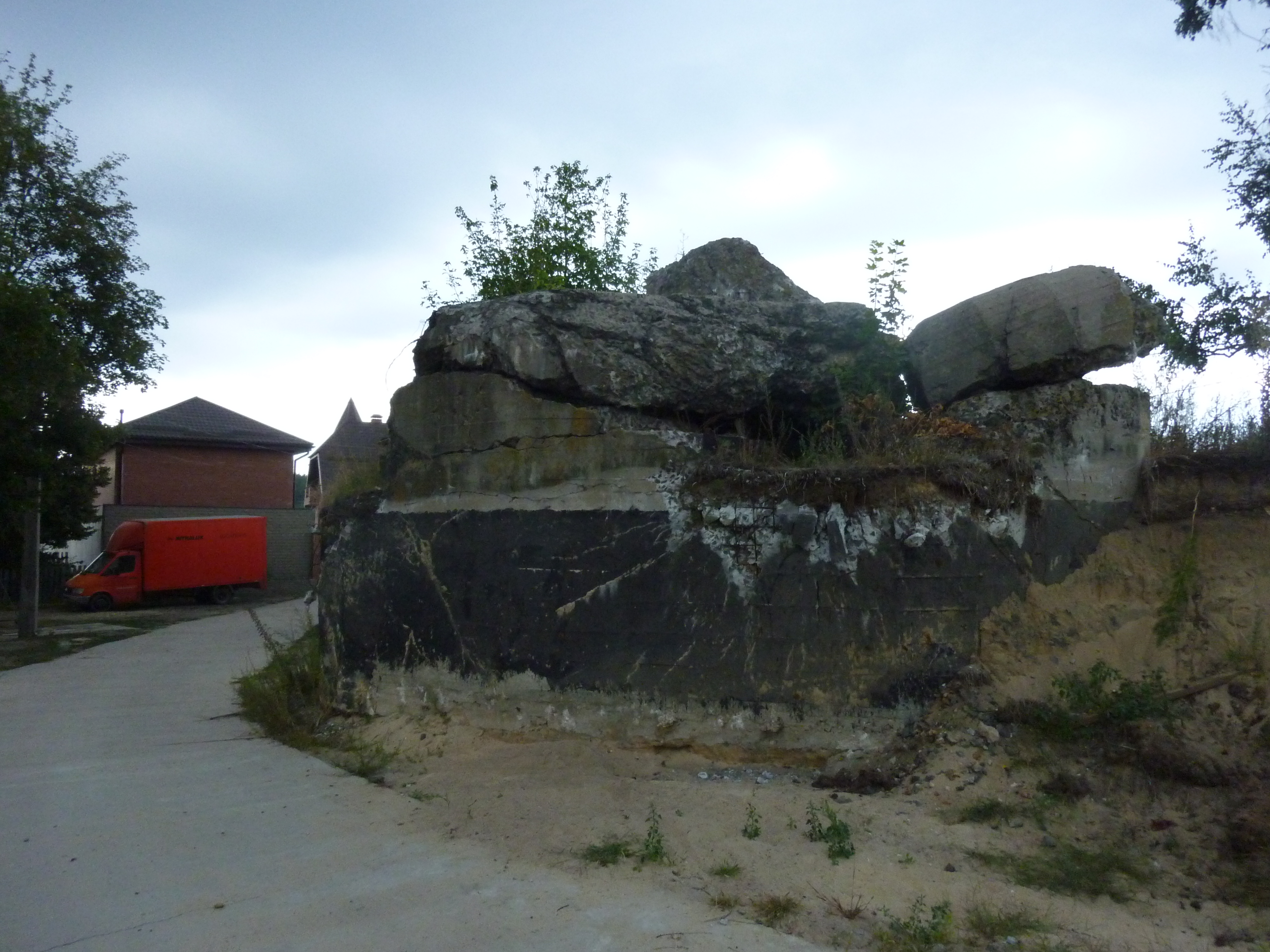
ДОТ №485
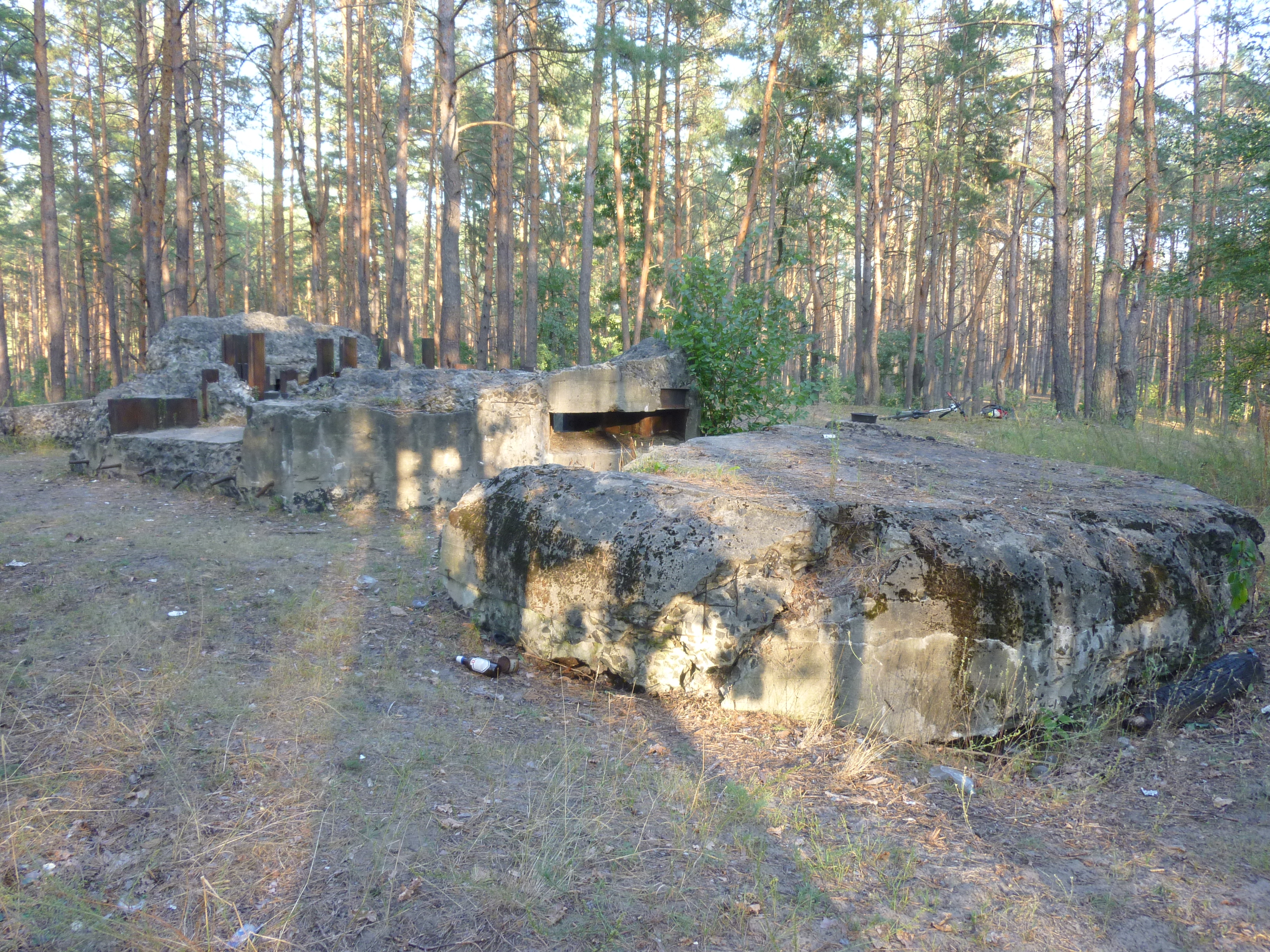
ДОТ №486
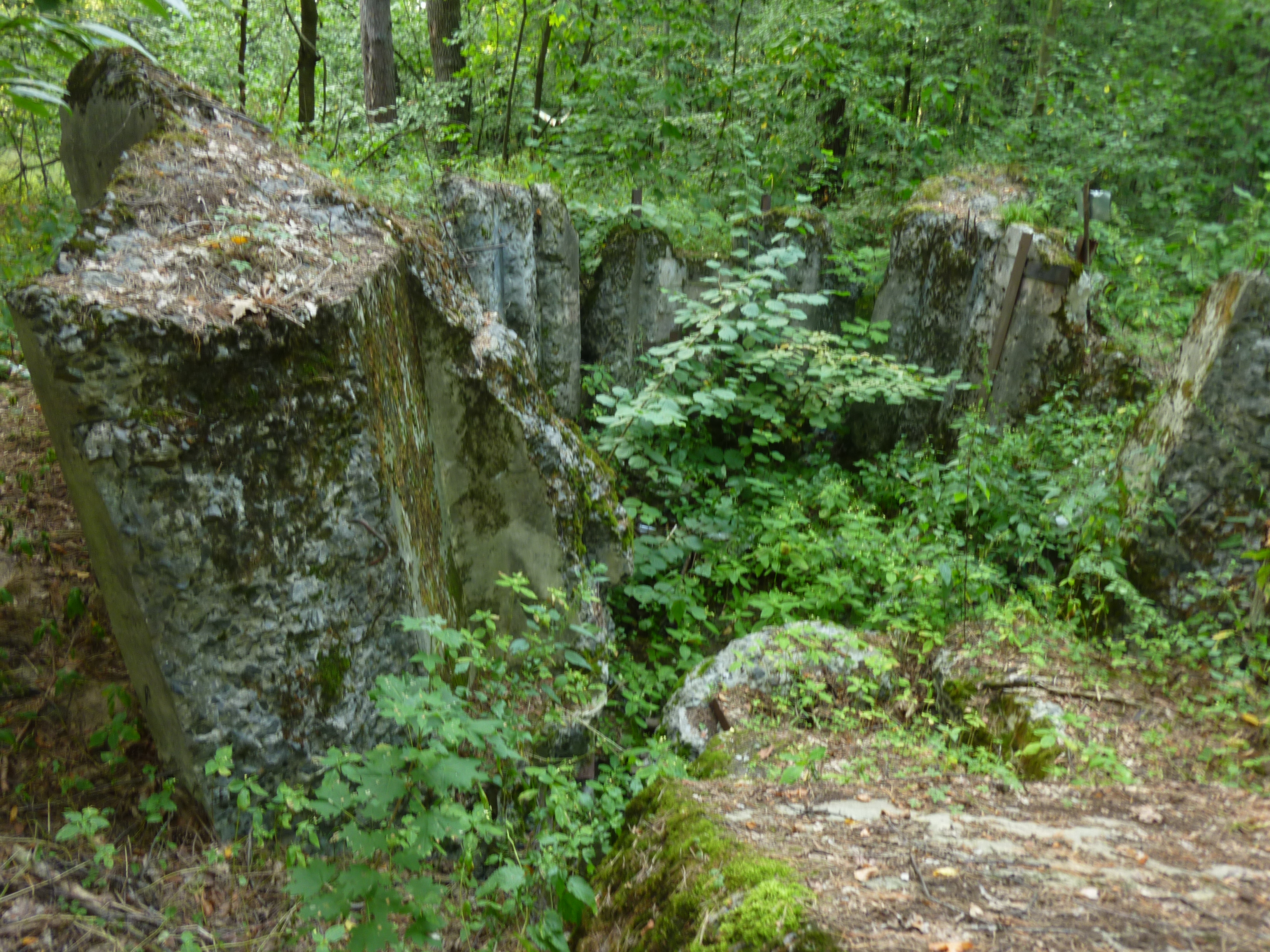
ДОТ №487
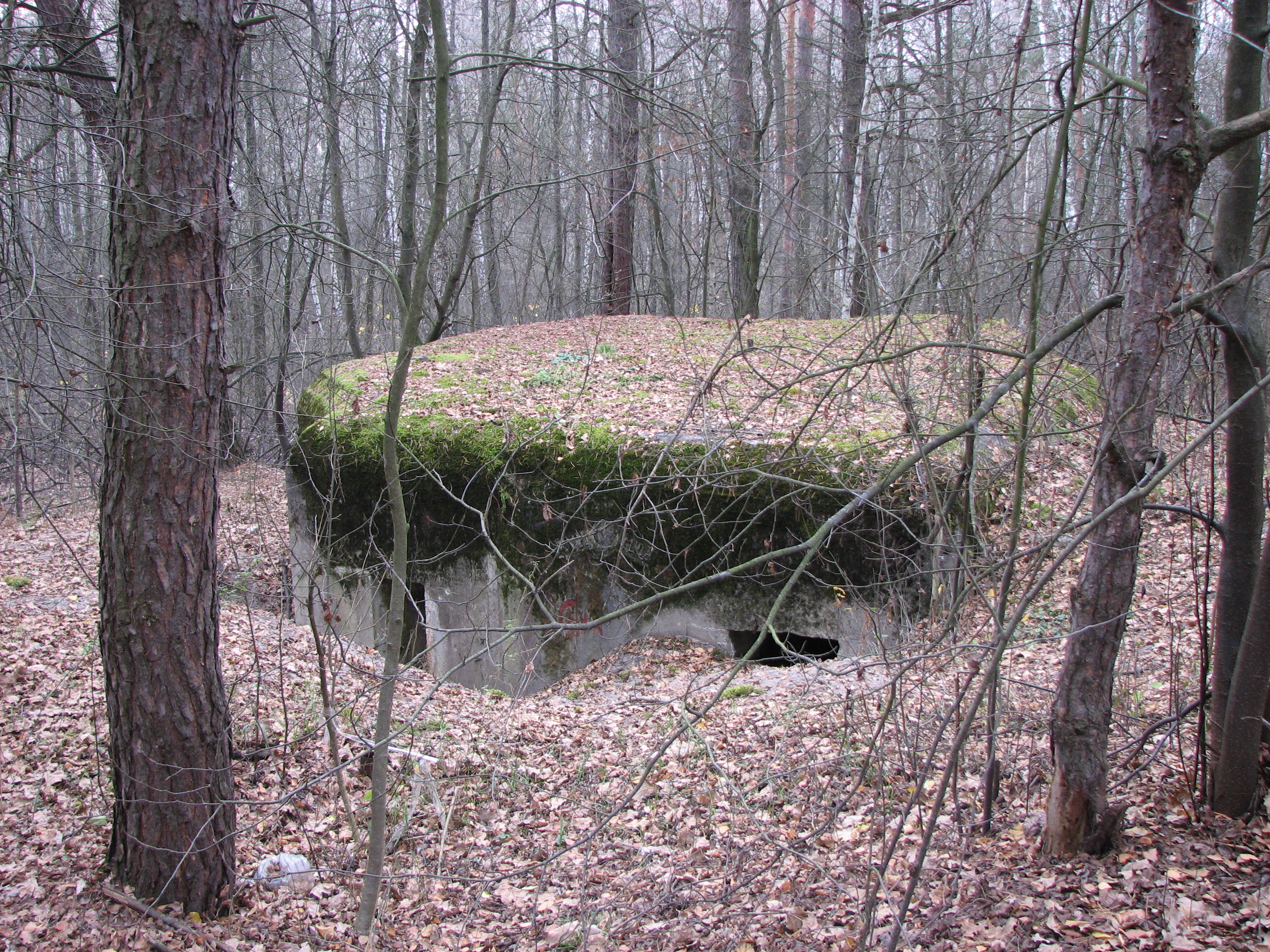
ДОТ №502
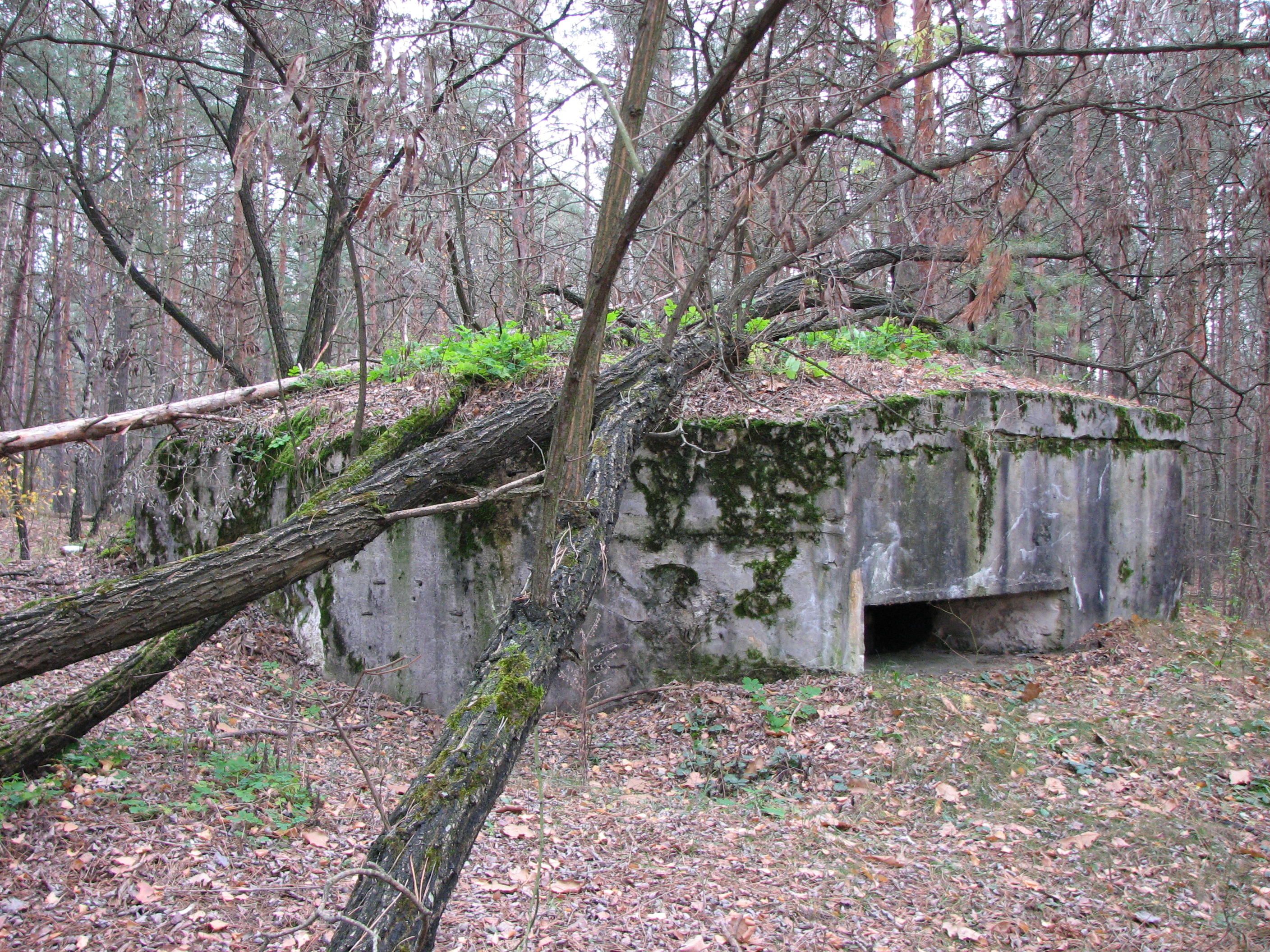
ДОТ №503
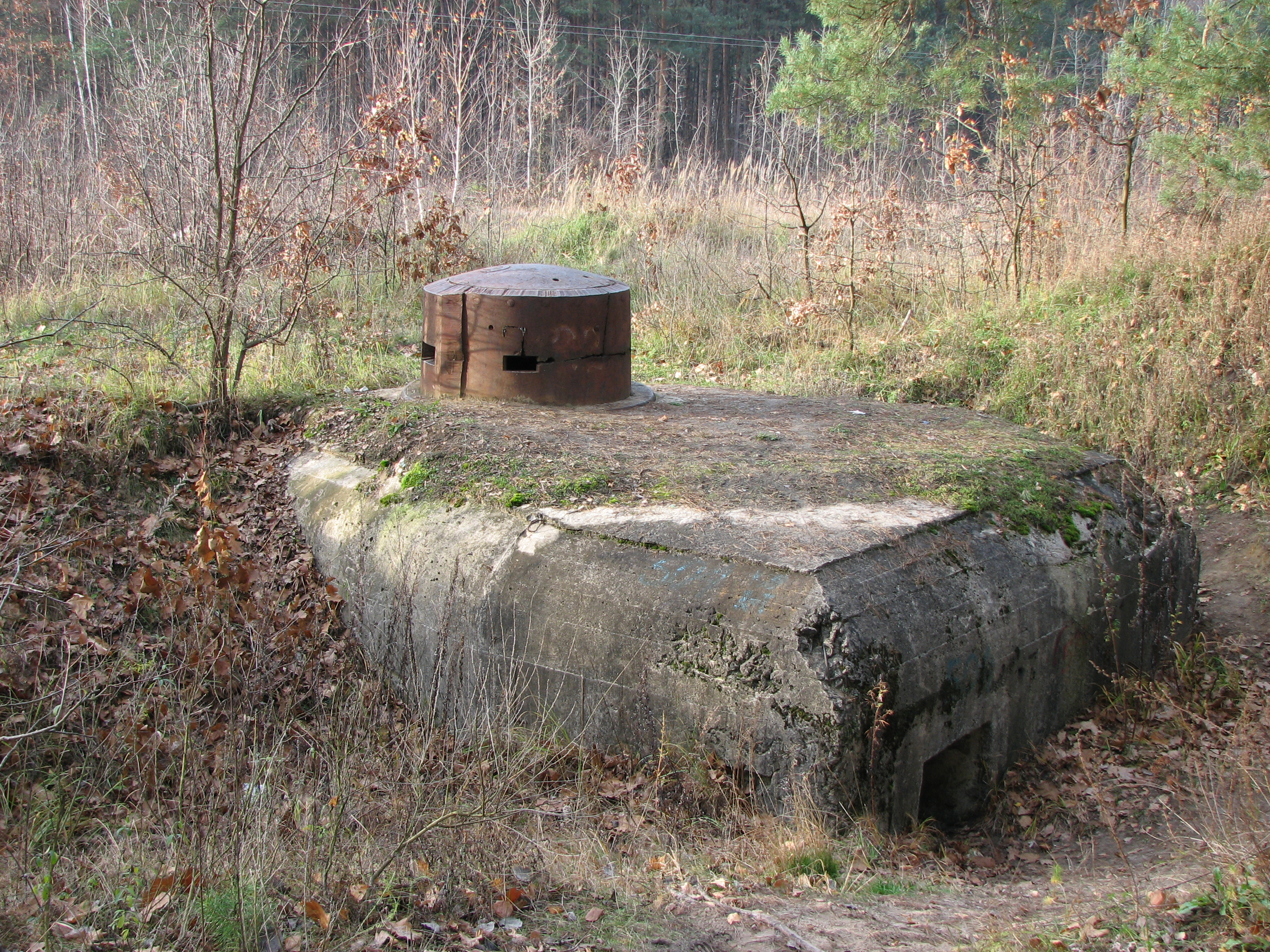
ДОТ №504
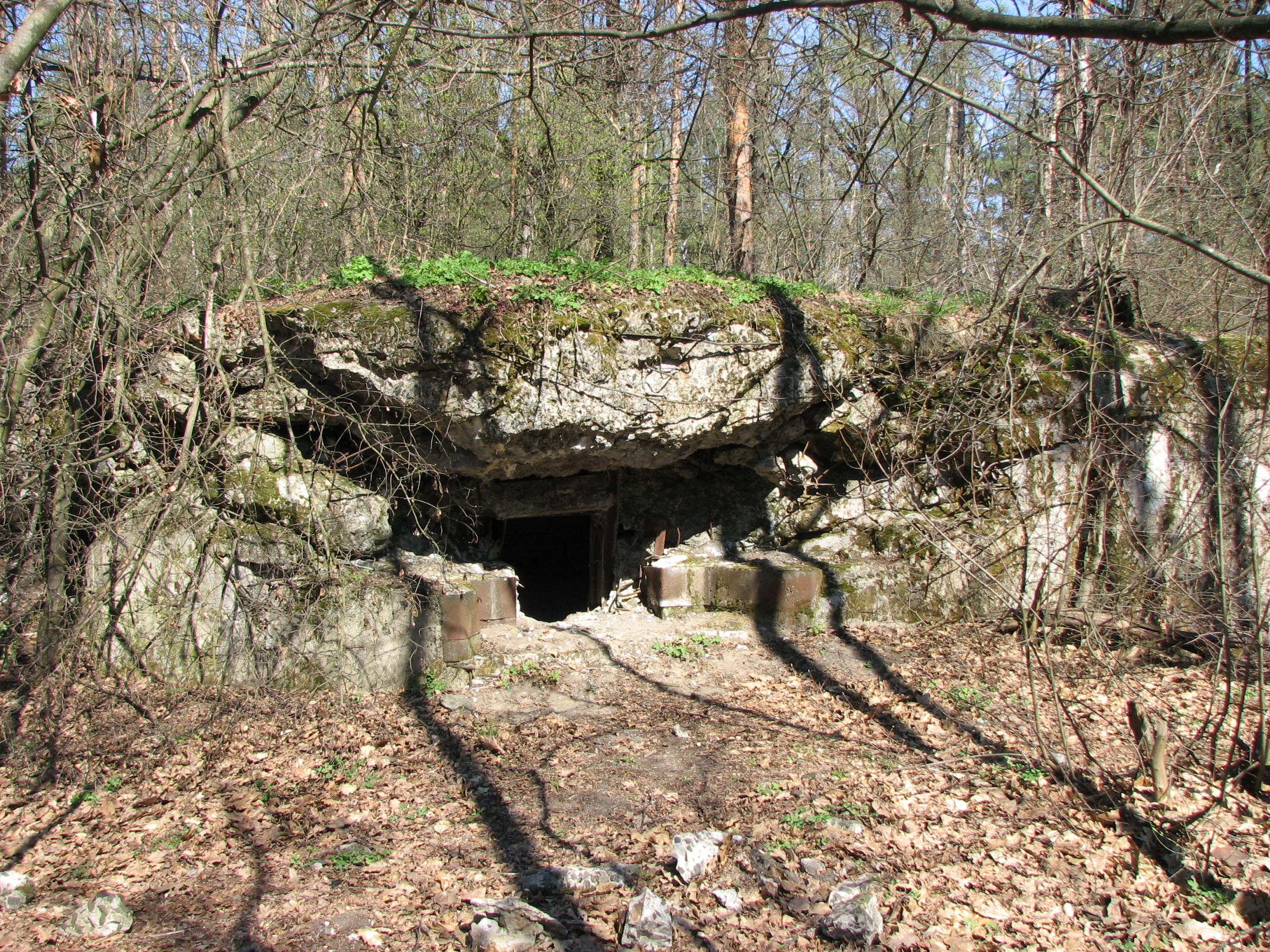
ДОТ № 505
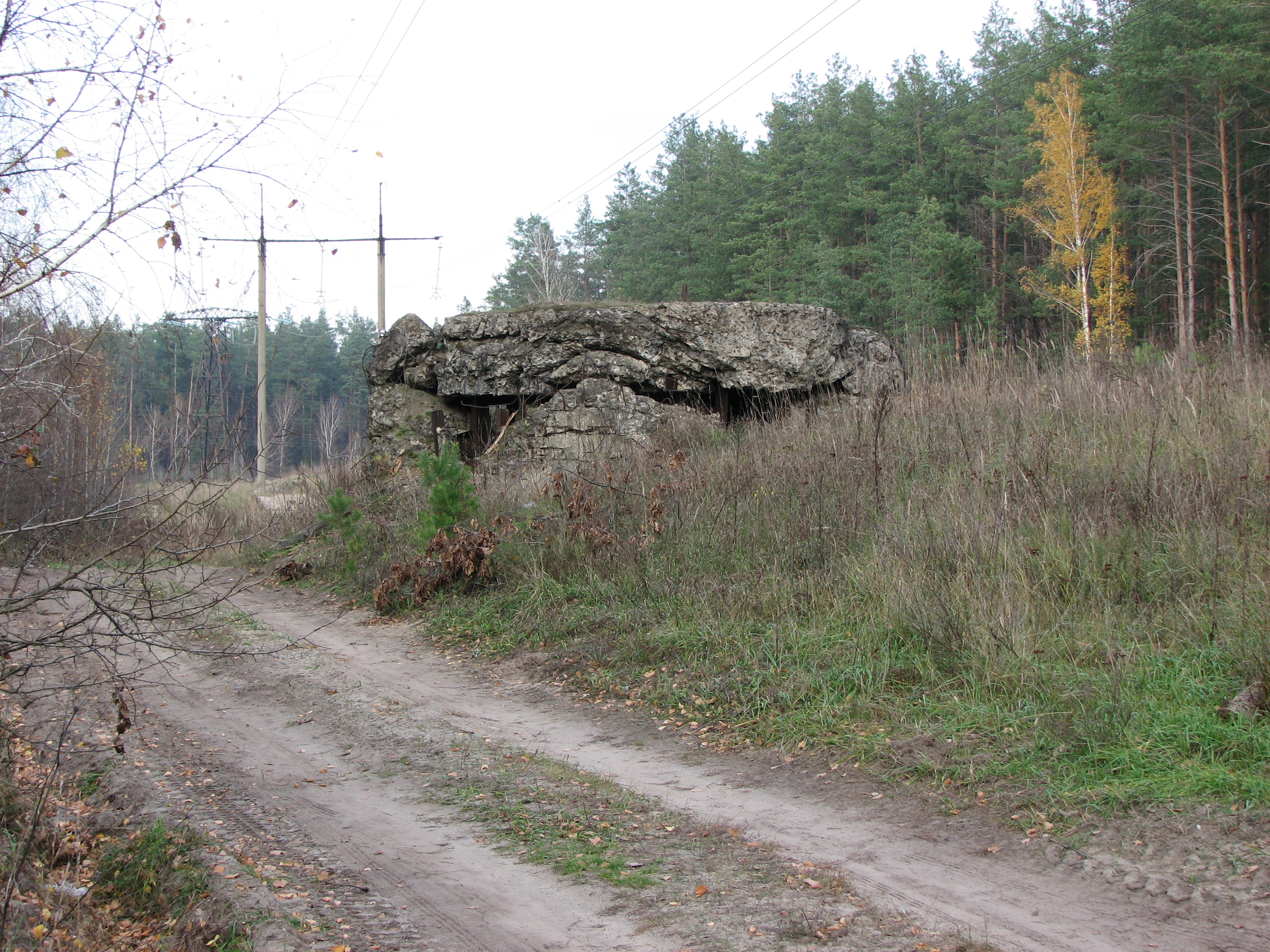
ДОТ № 506
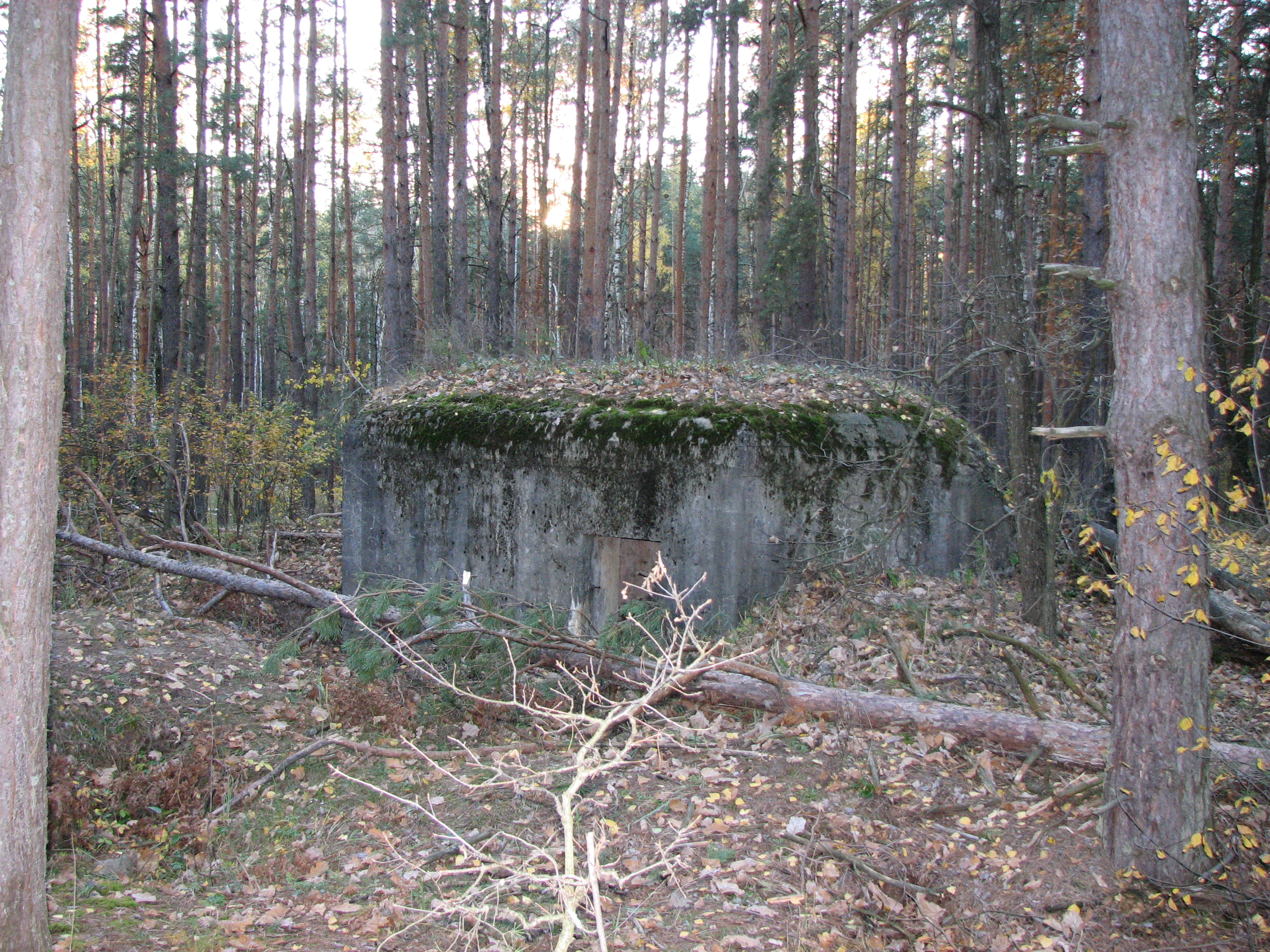
ДОТ №508
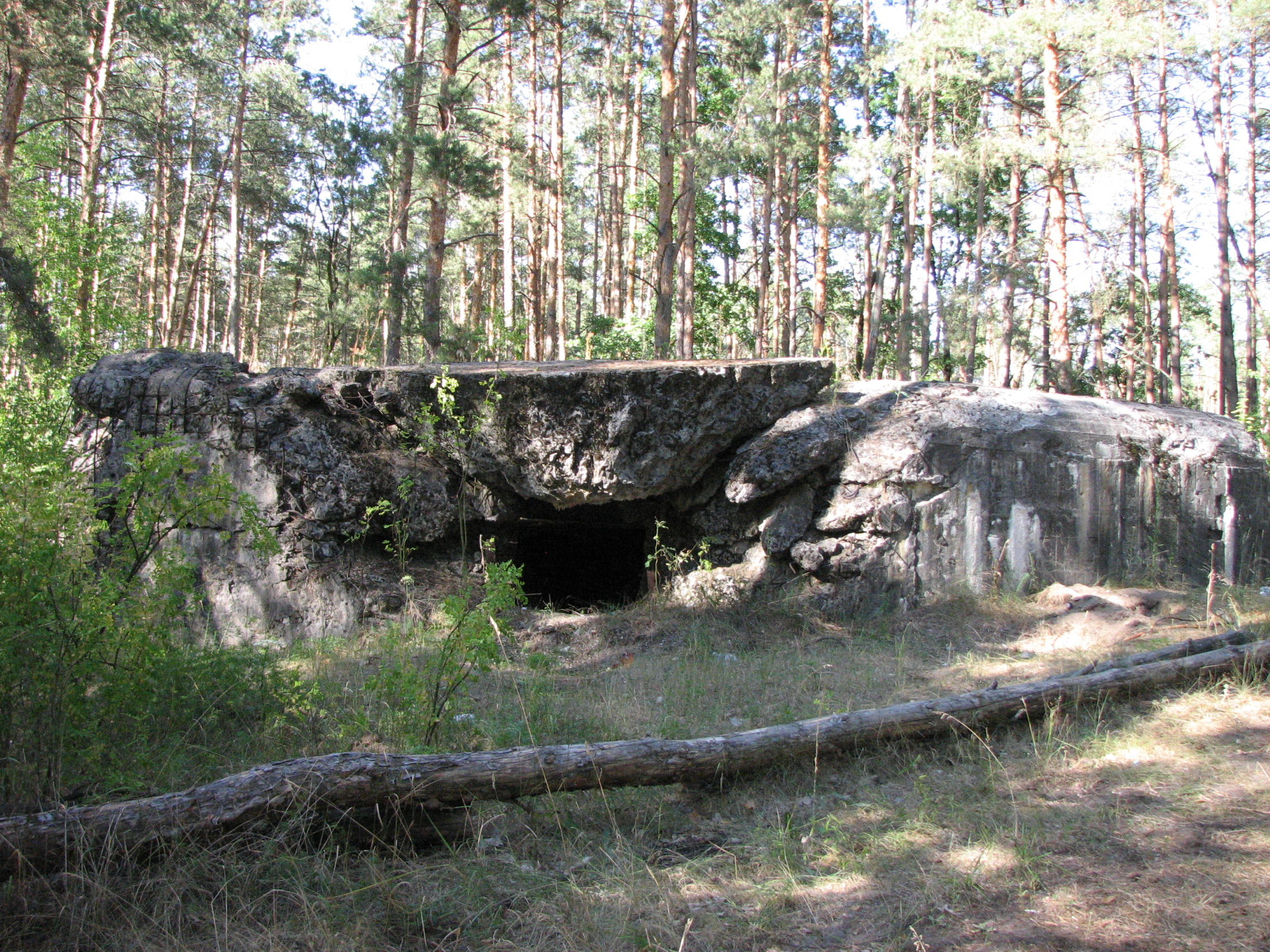
ДОТ № 510
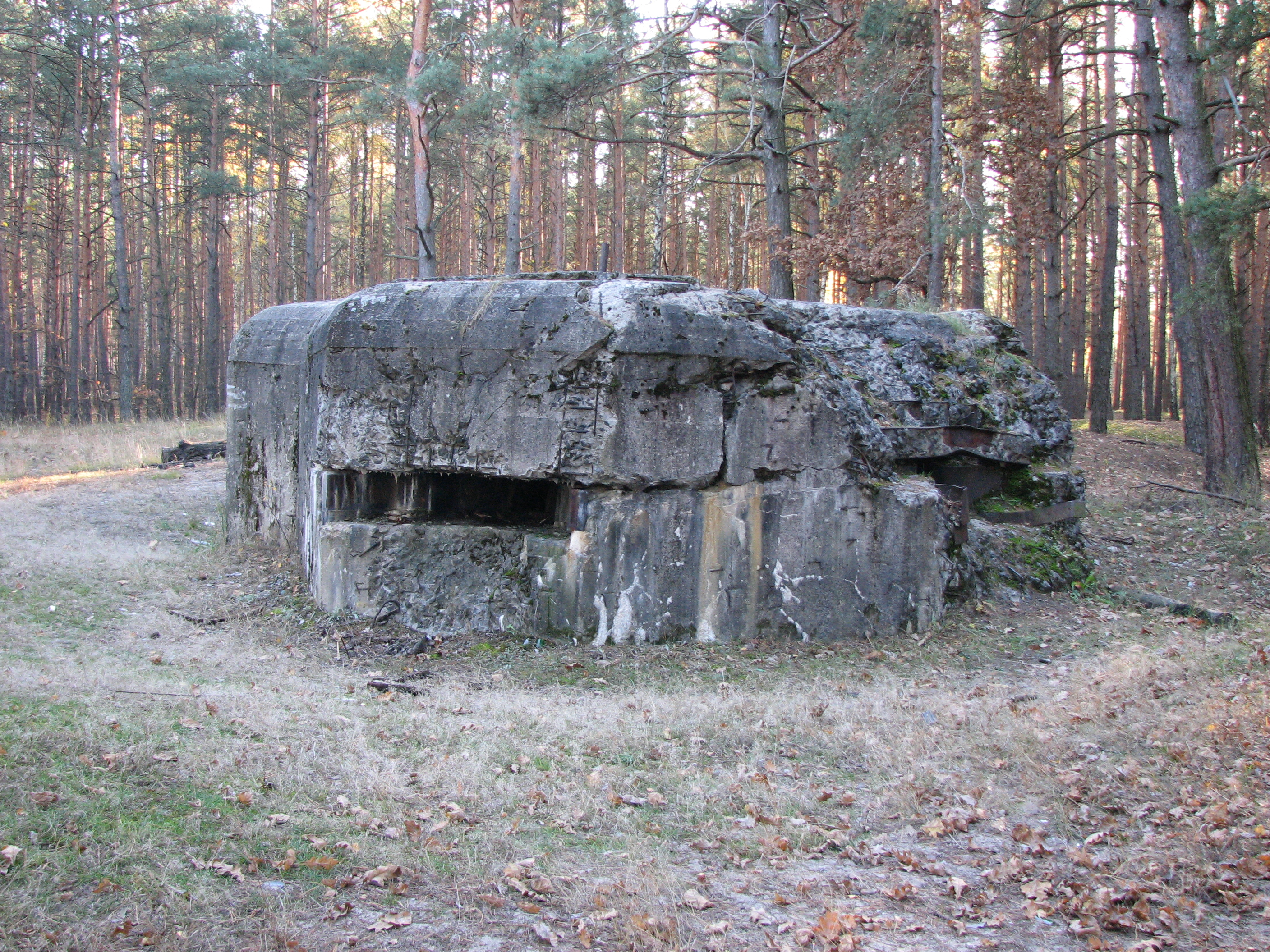
ДОТ №511
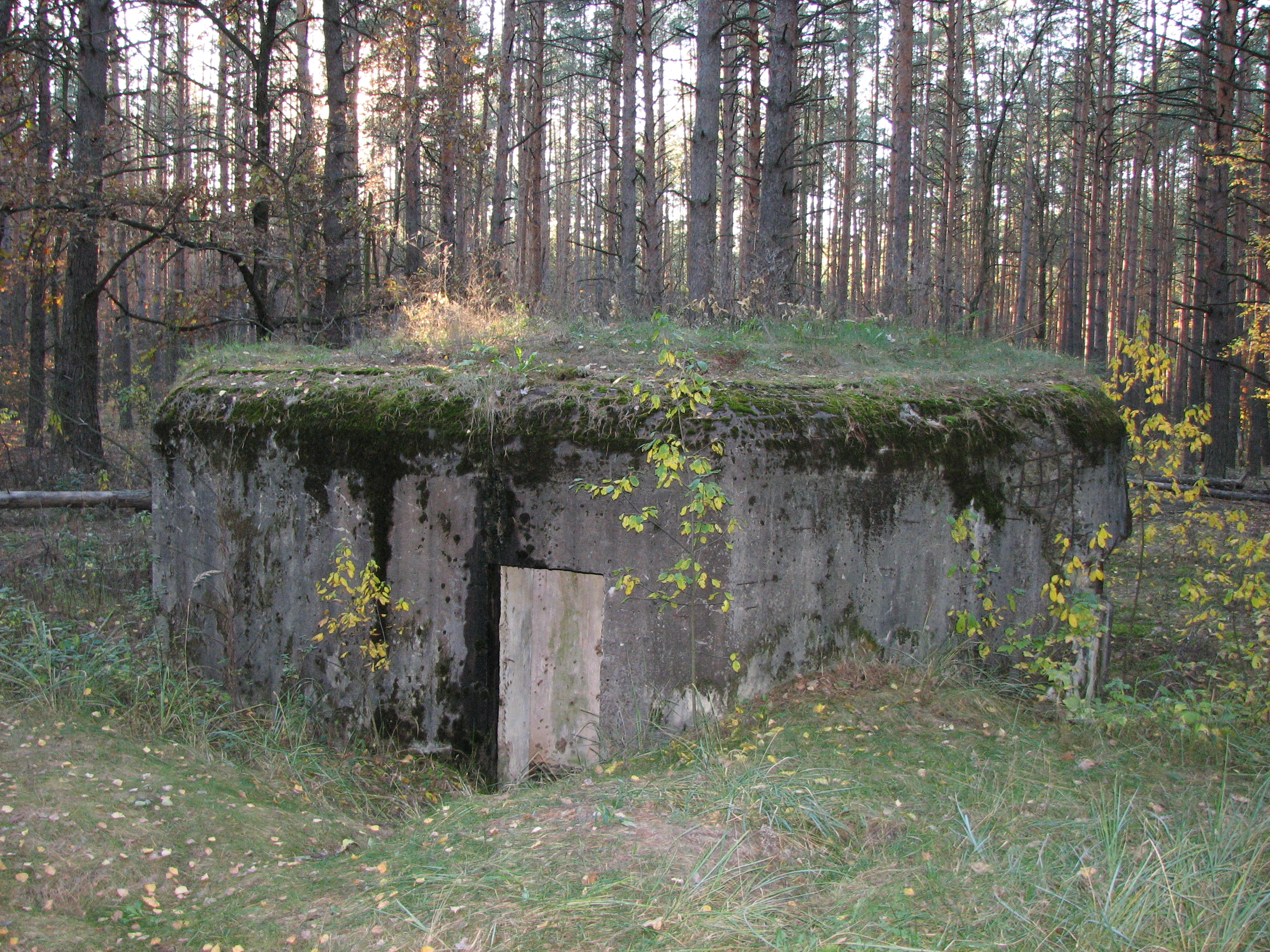
ДОТ №512
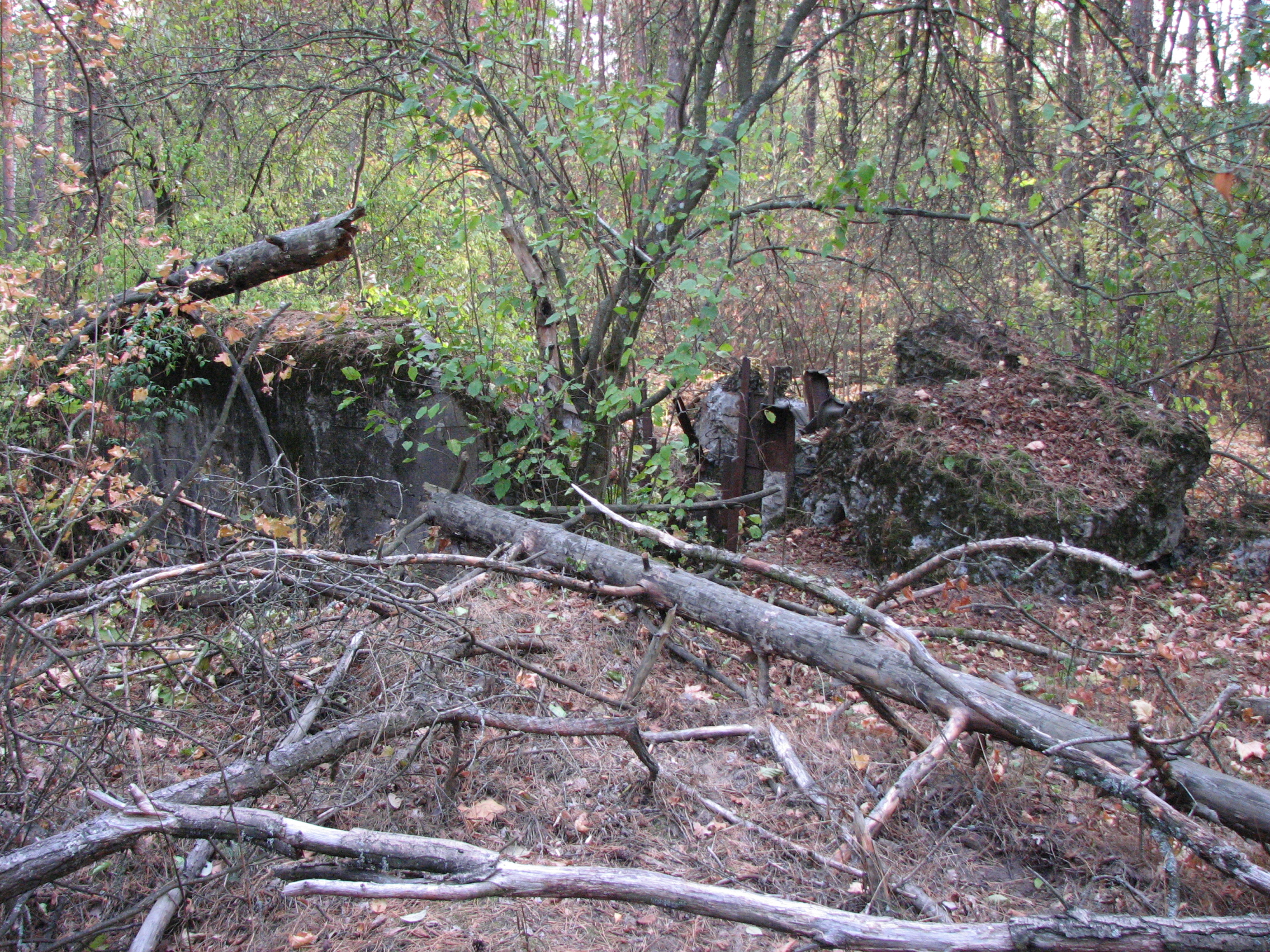
ДОТ № 527
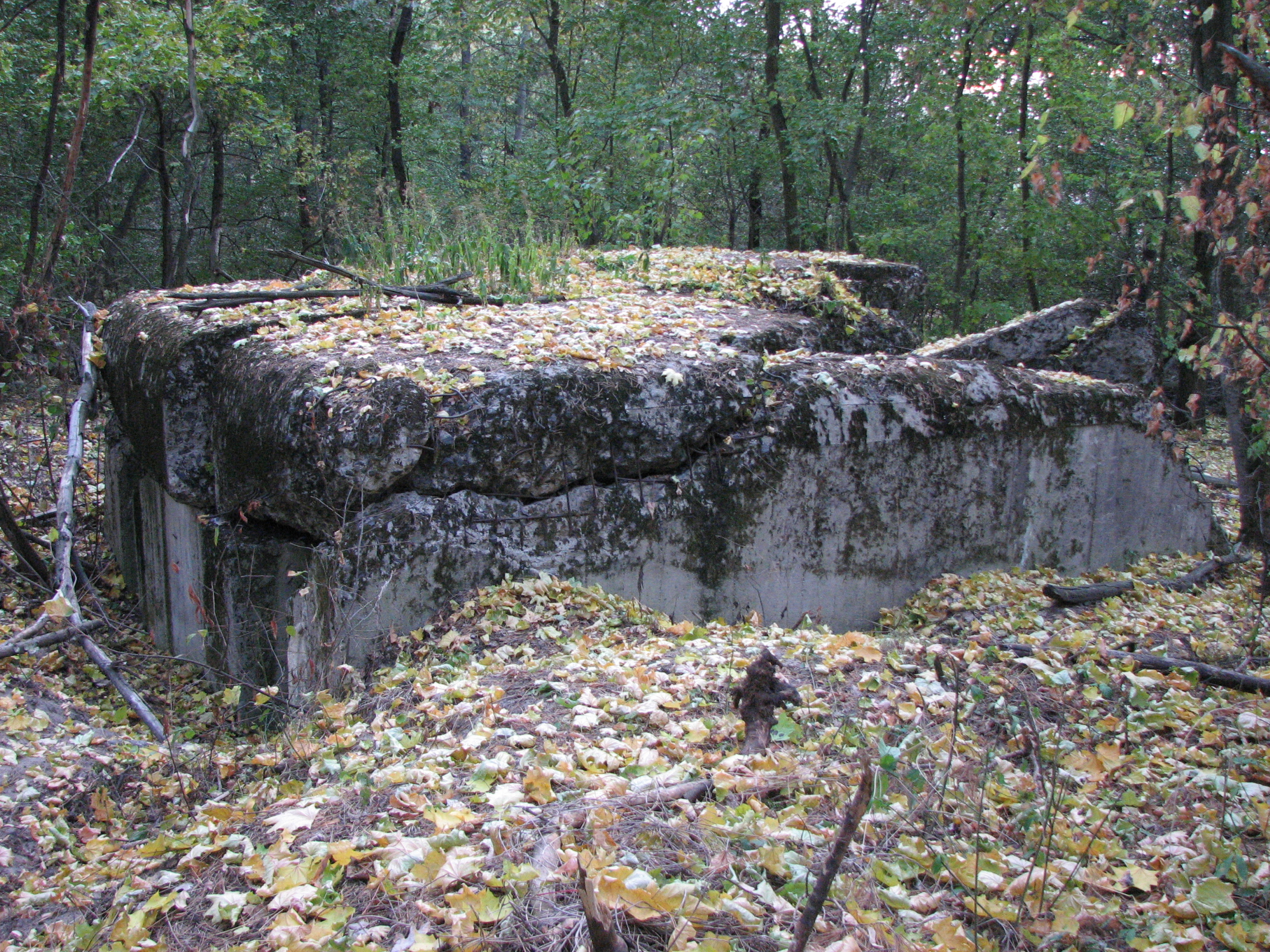
ДОТ № 528
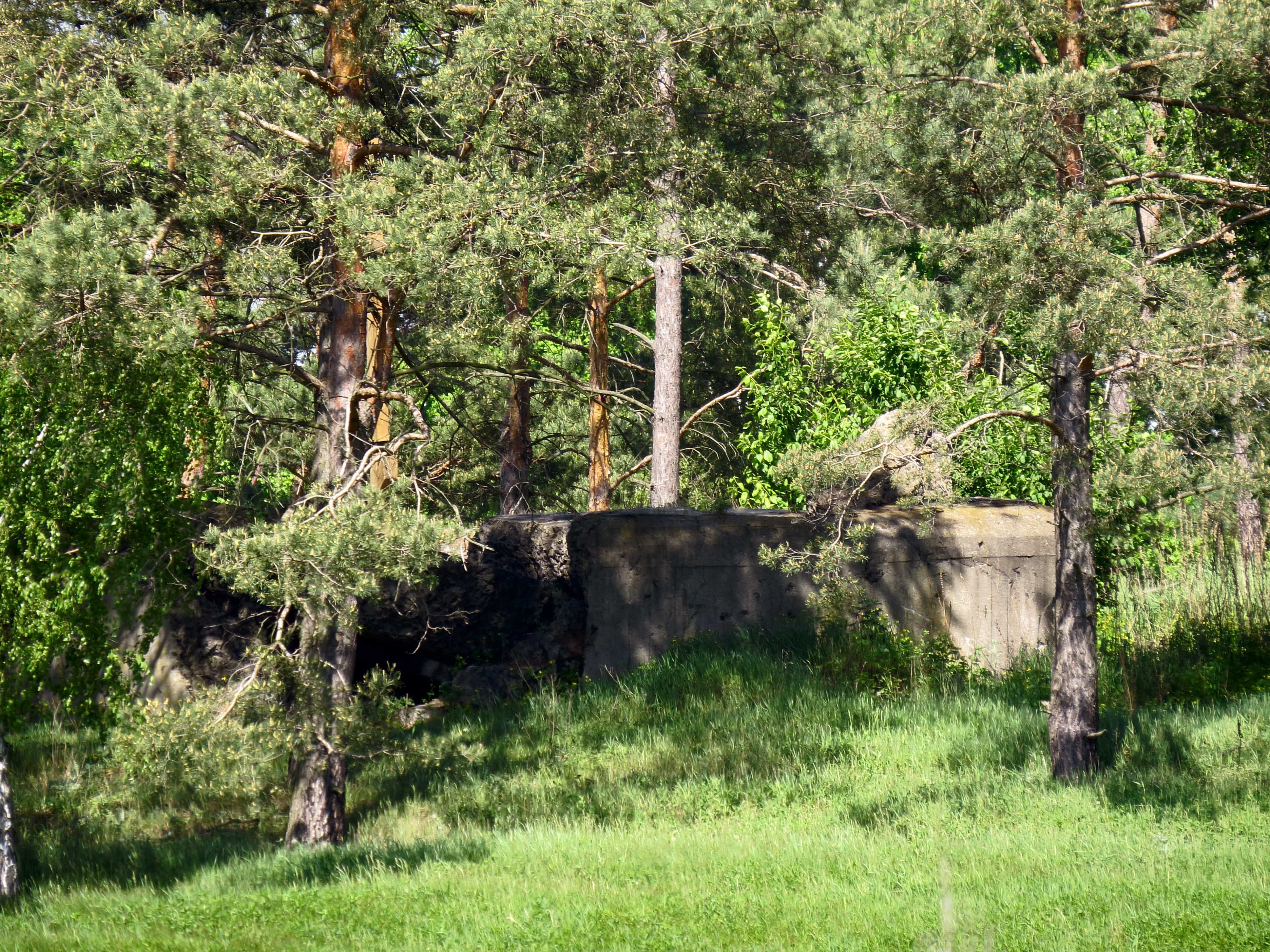
ДОТ № 529
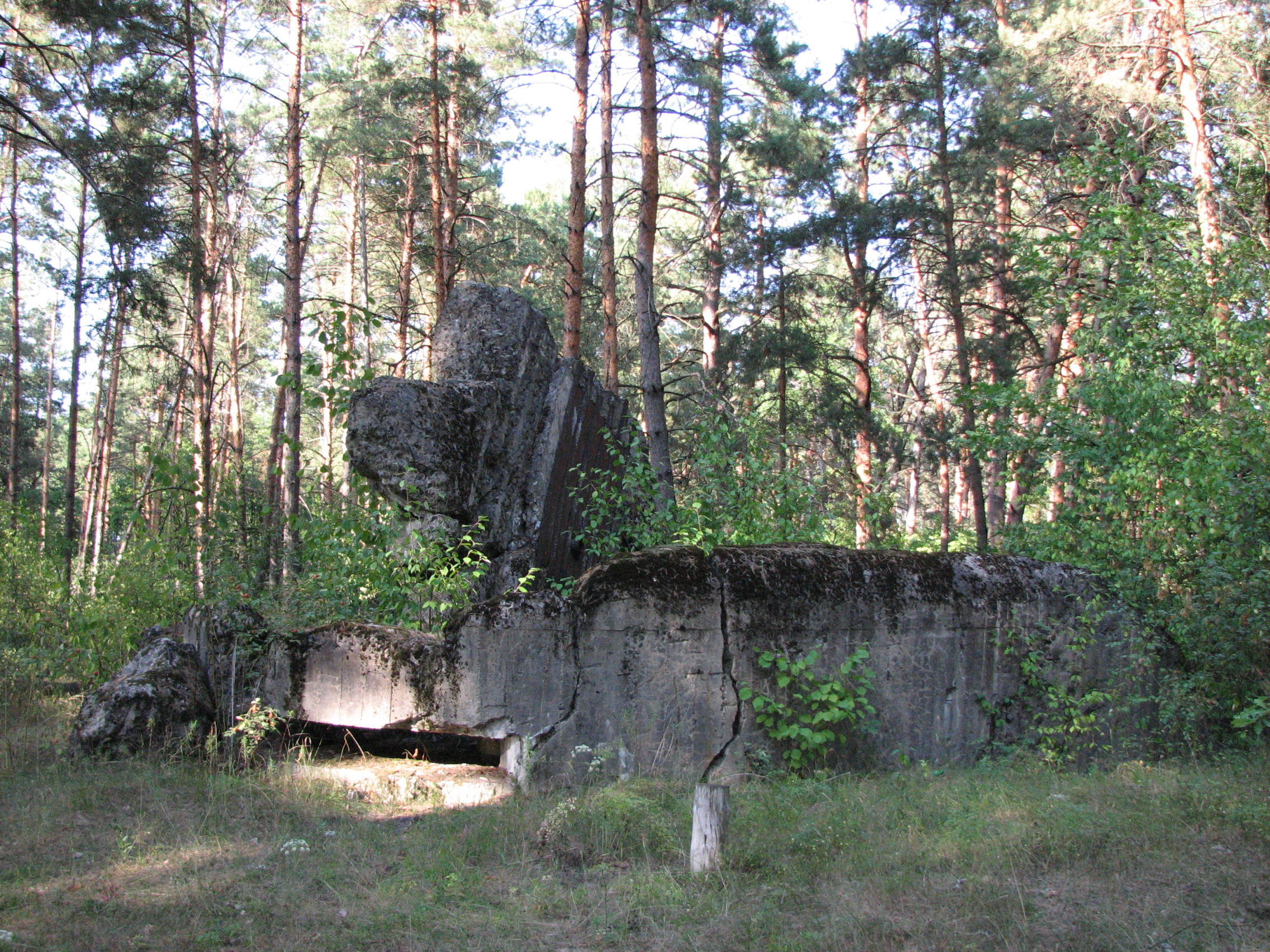
ДОТ №533
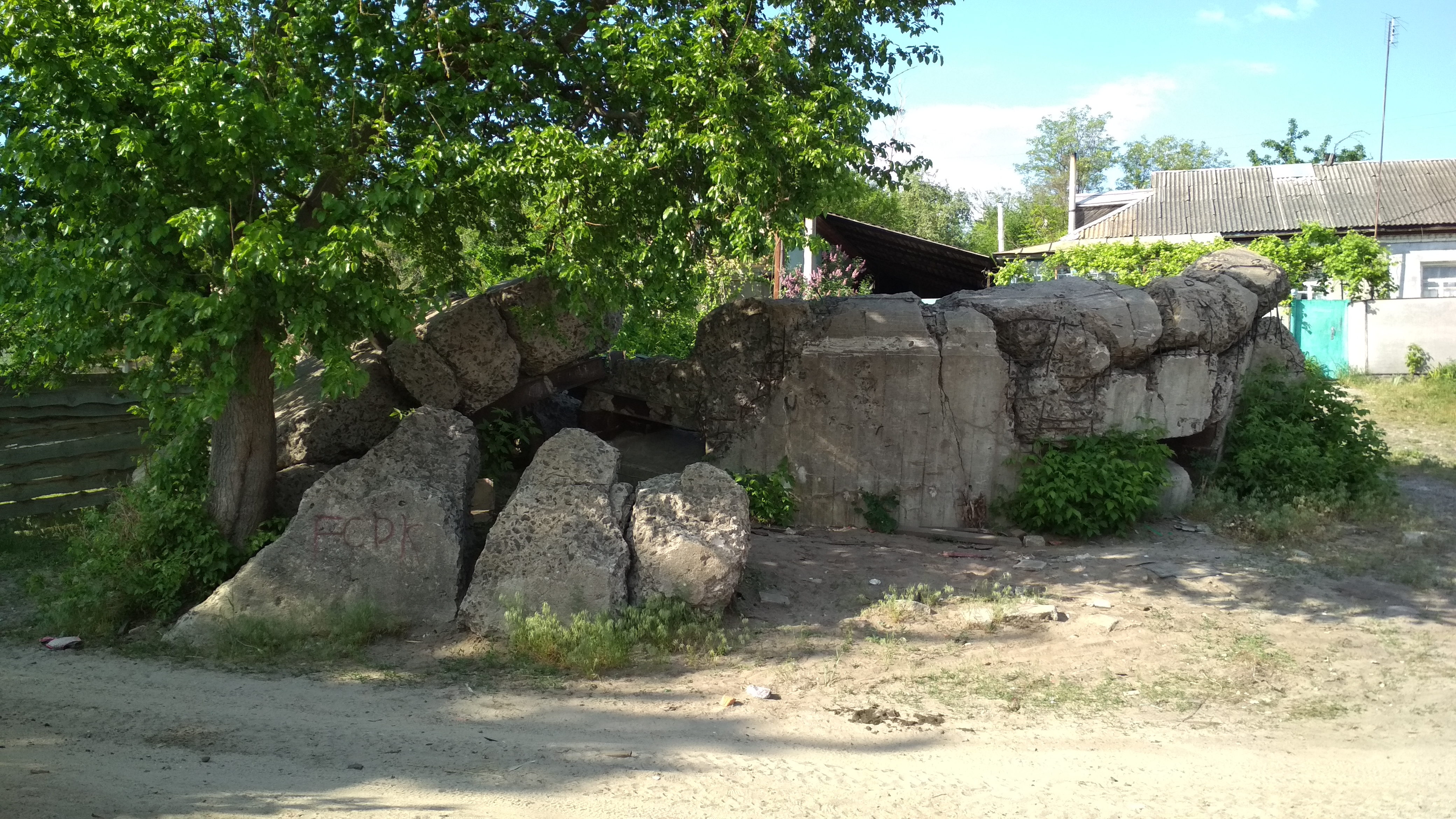
ДОТ № 551
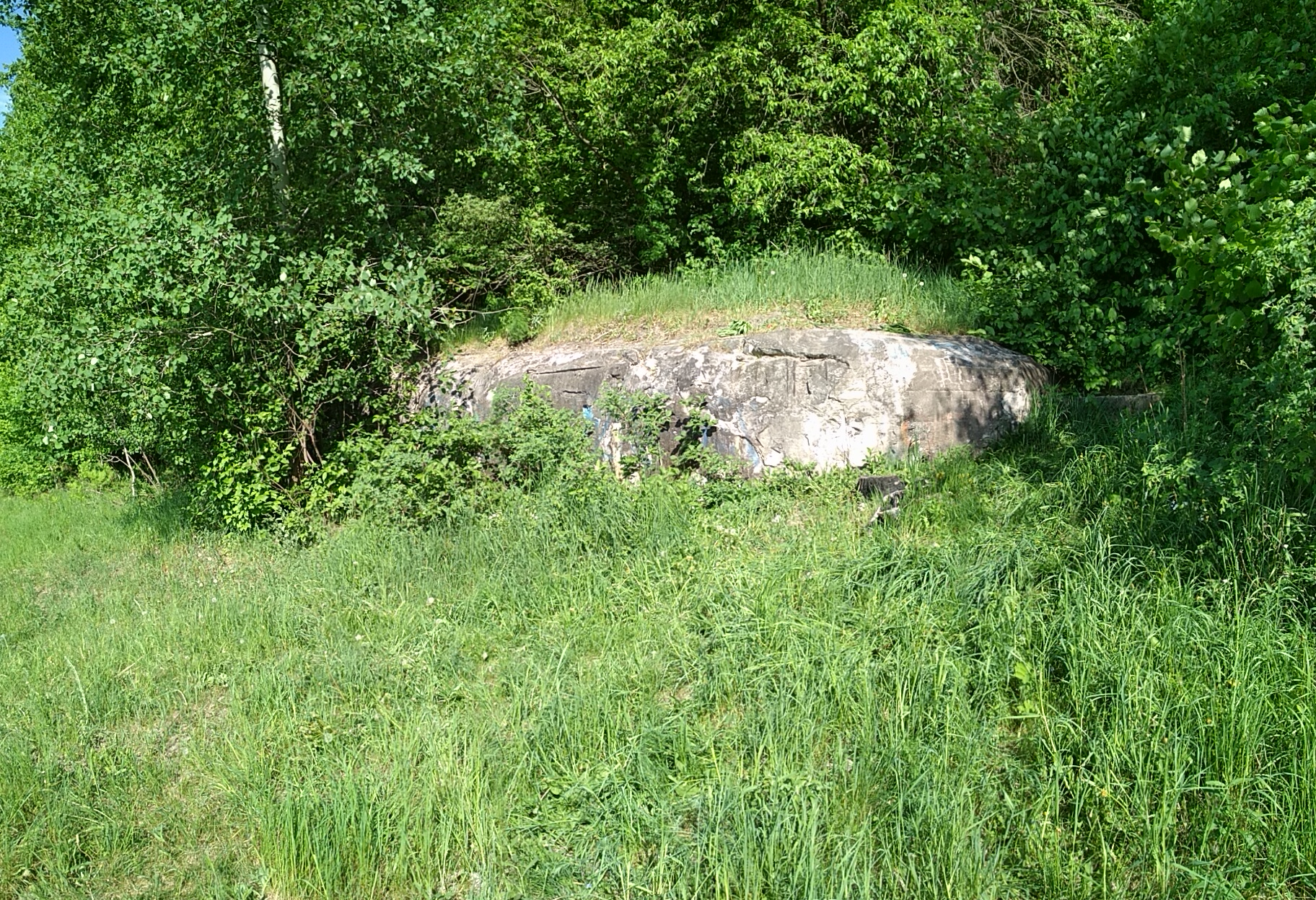
ДОТ №552
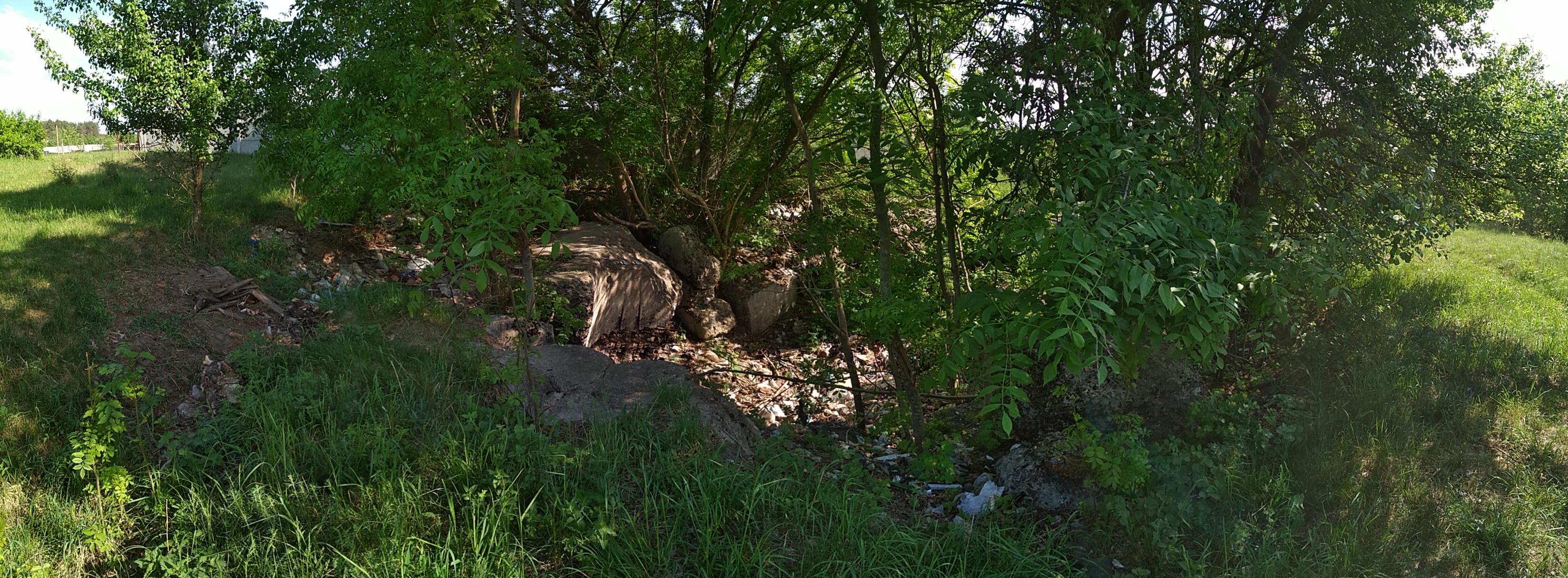
ДОТ №553
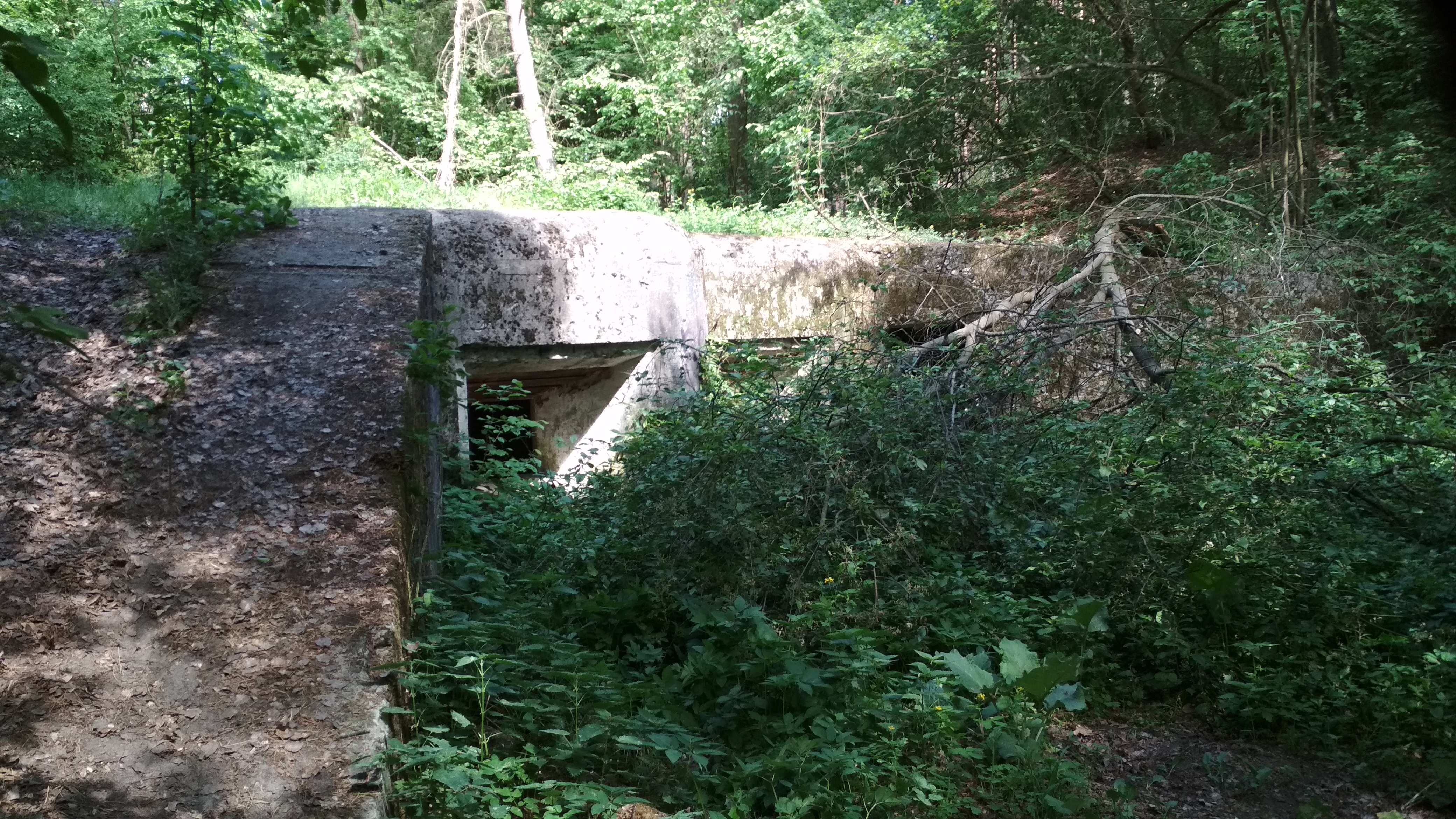
ДОТ №554
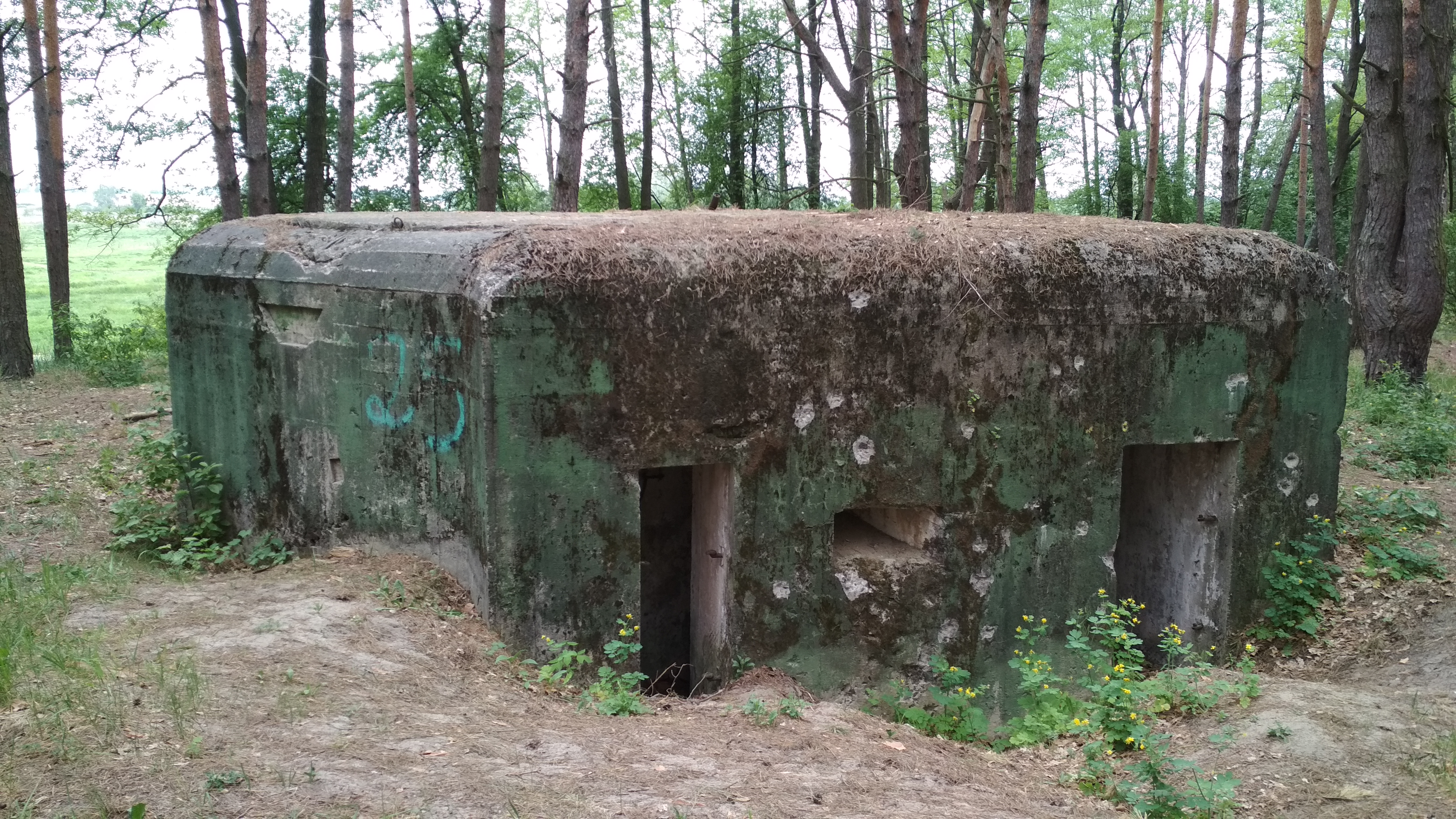
ДОТ № 555
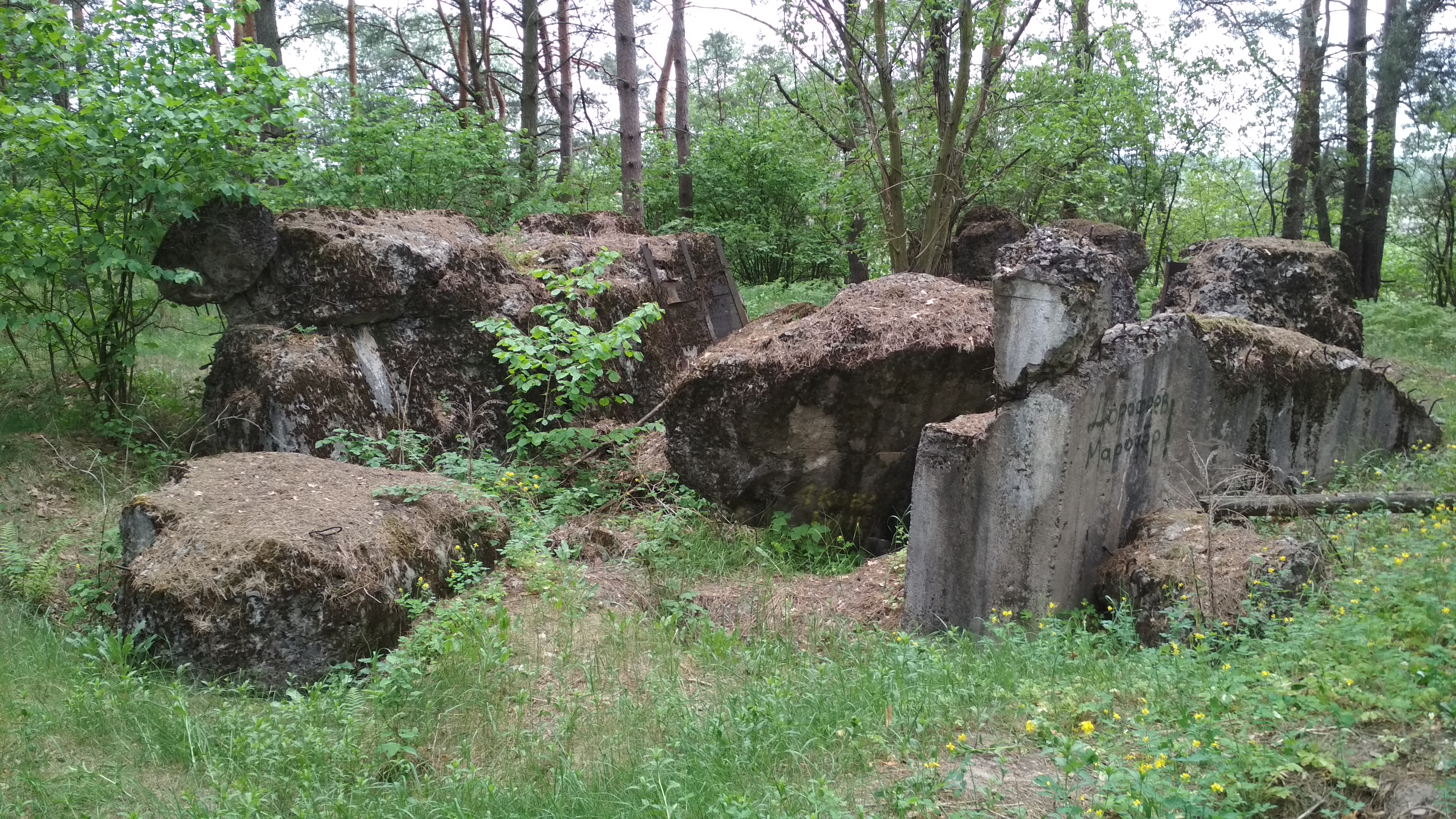
ДОТ № 556
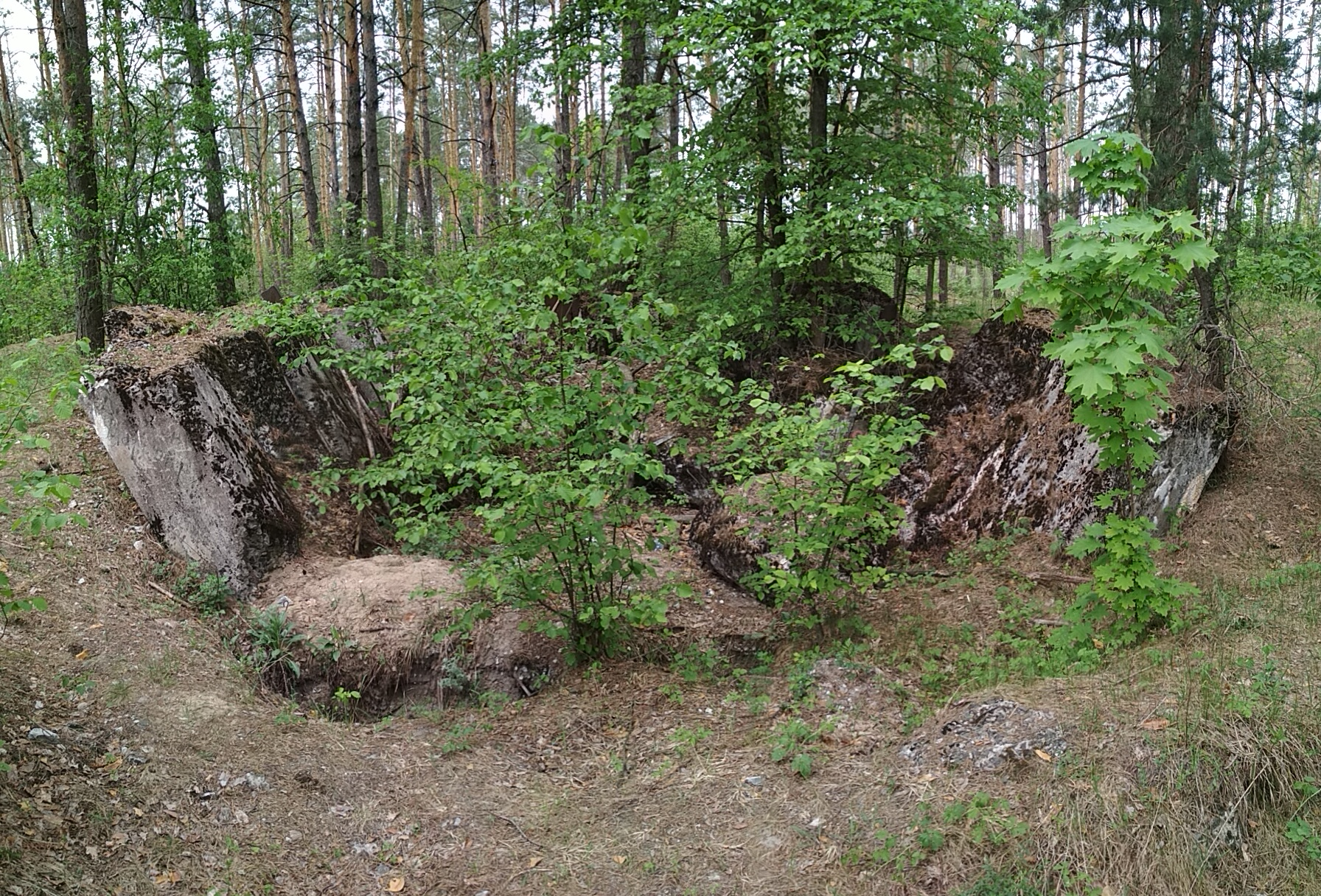
ДОТ № 557
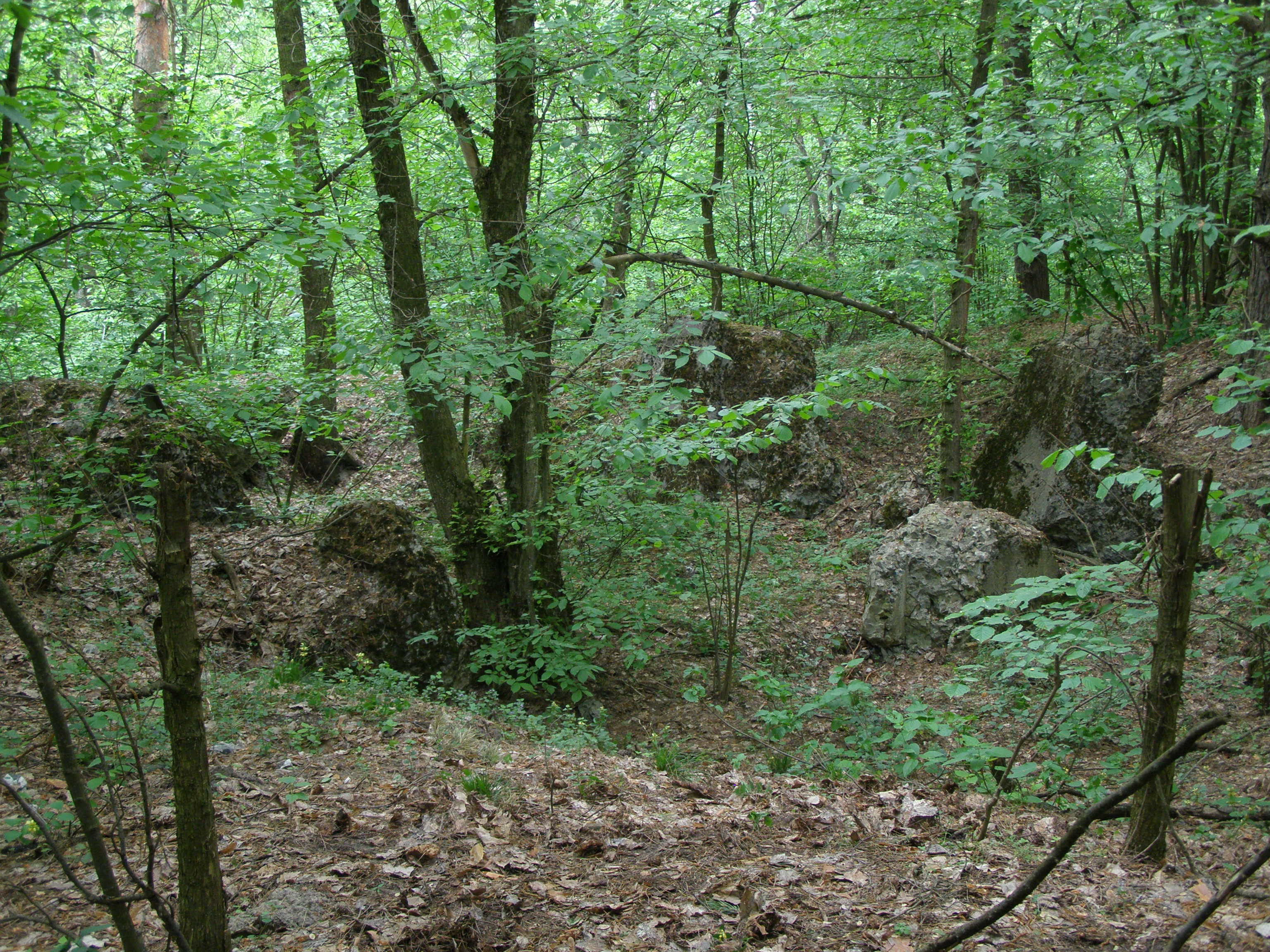
ДОТ № 558
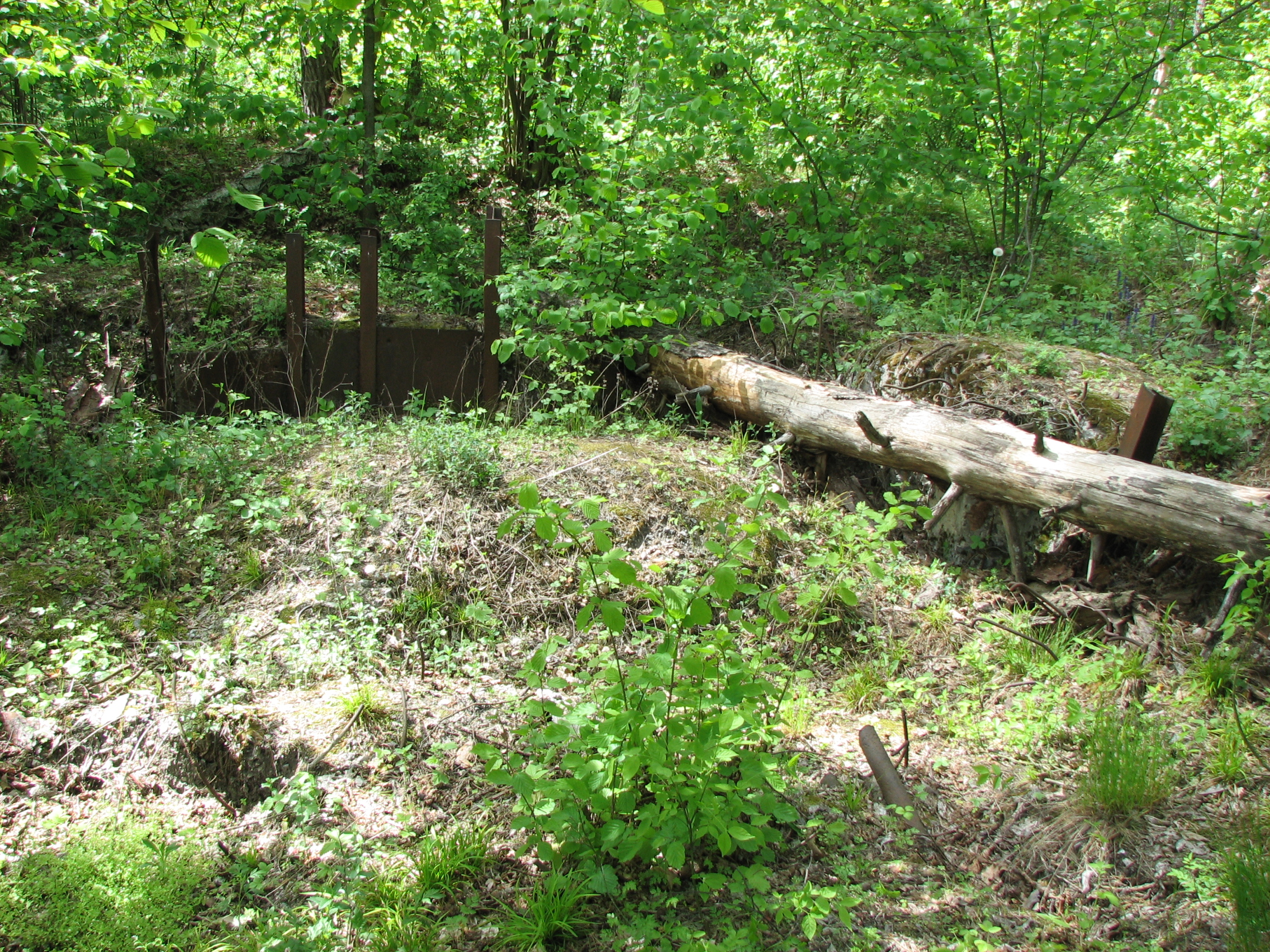
ДОТ № 559
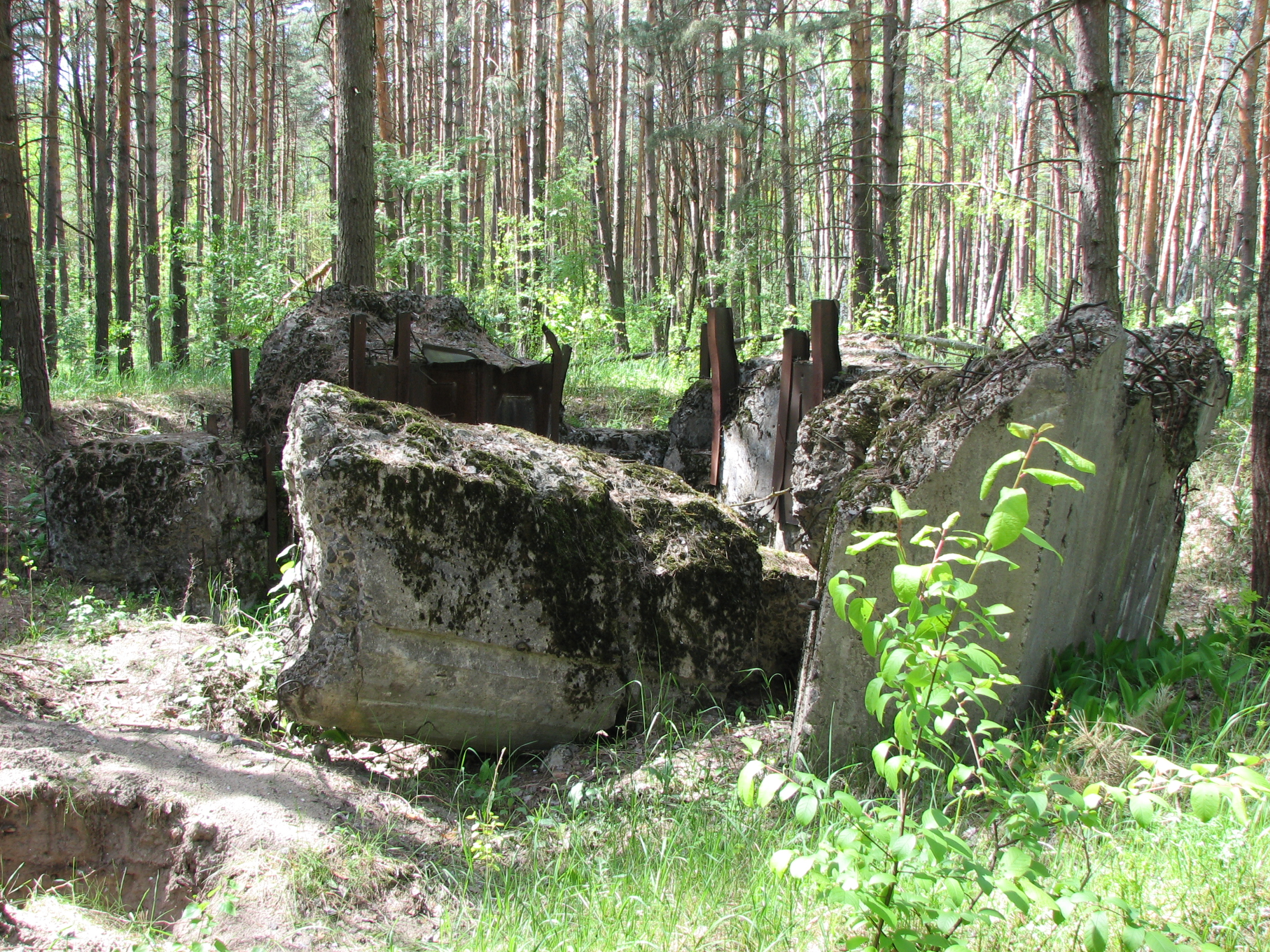
ДОТ № 560
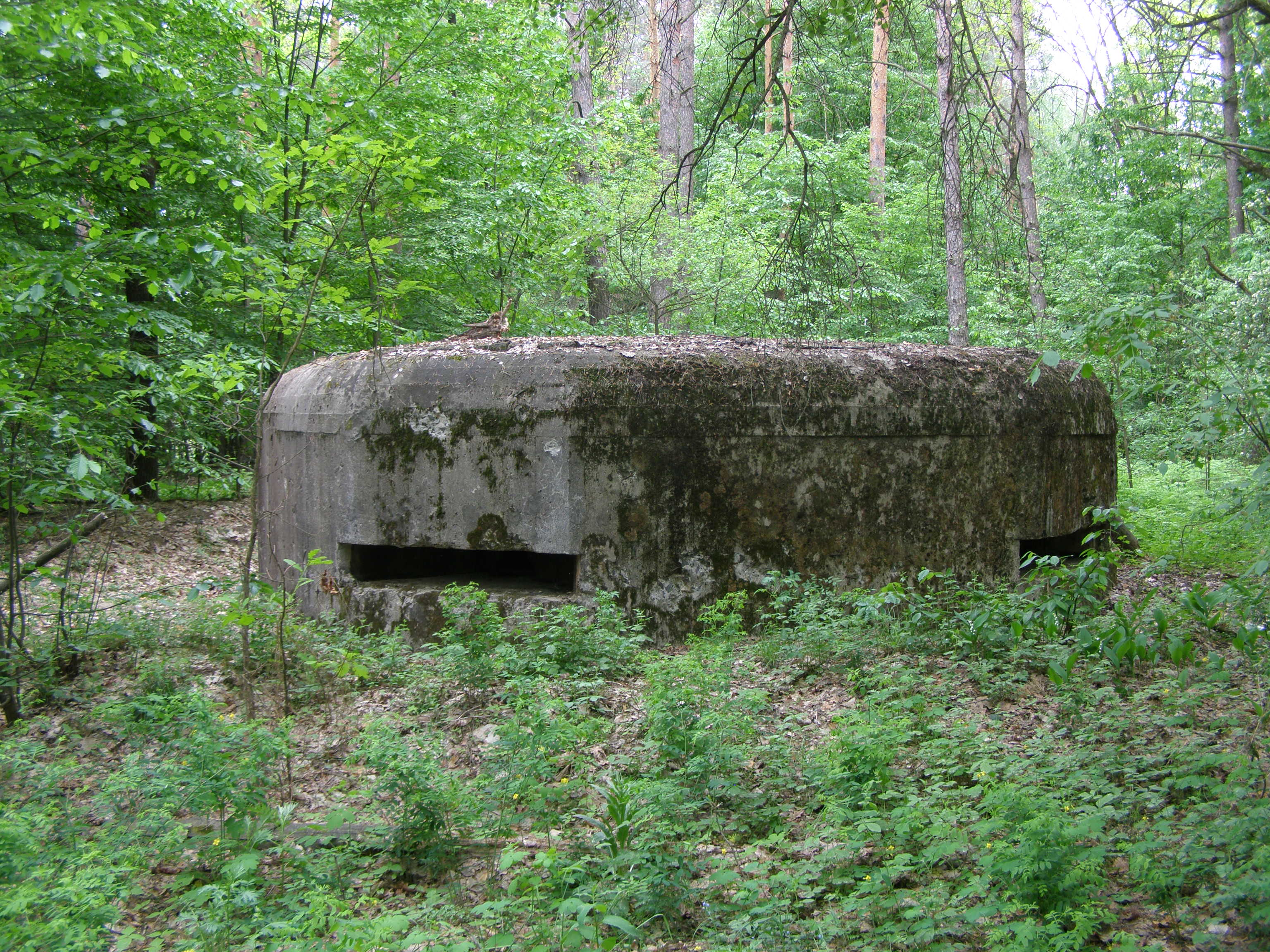
ДОТ № 561
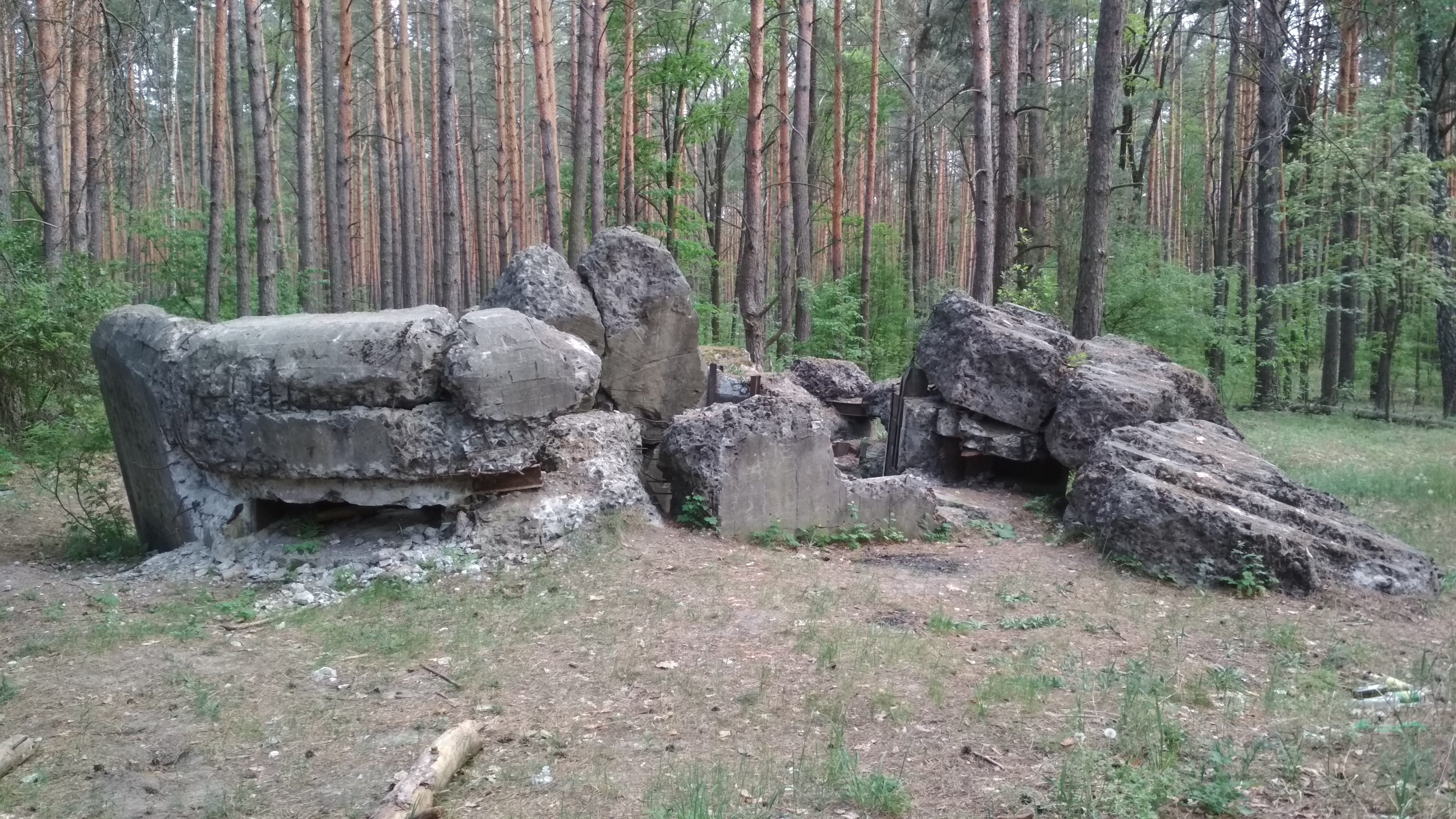
ДОТ № 565
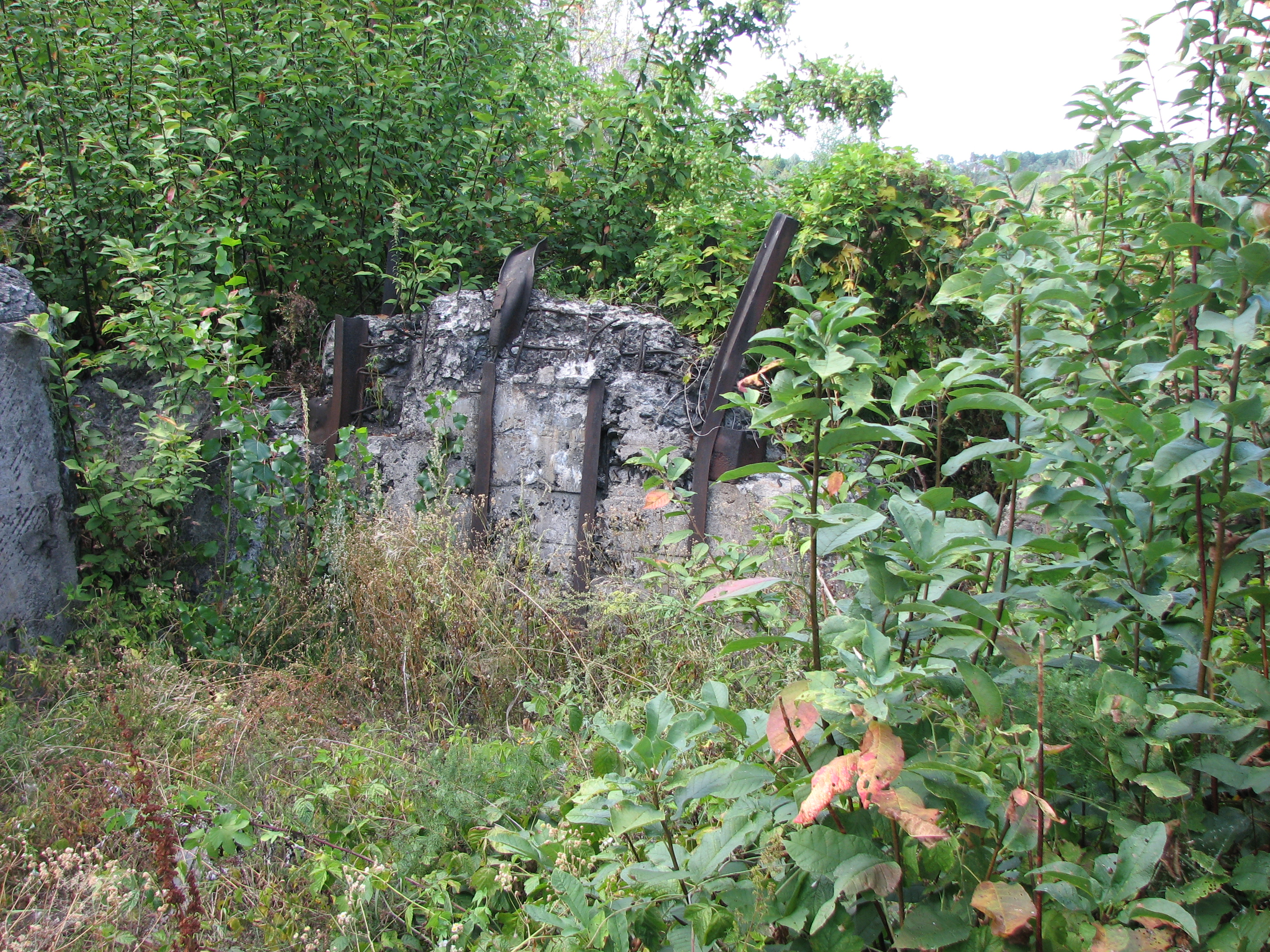
ДОТ № 576
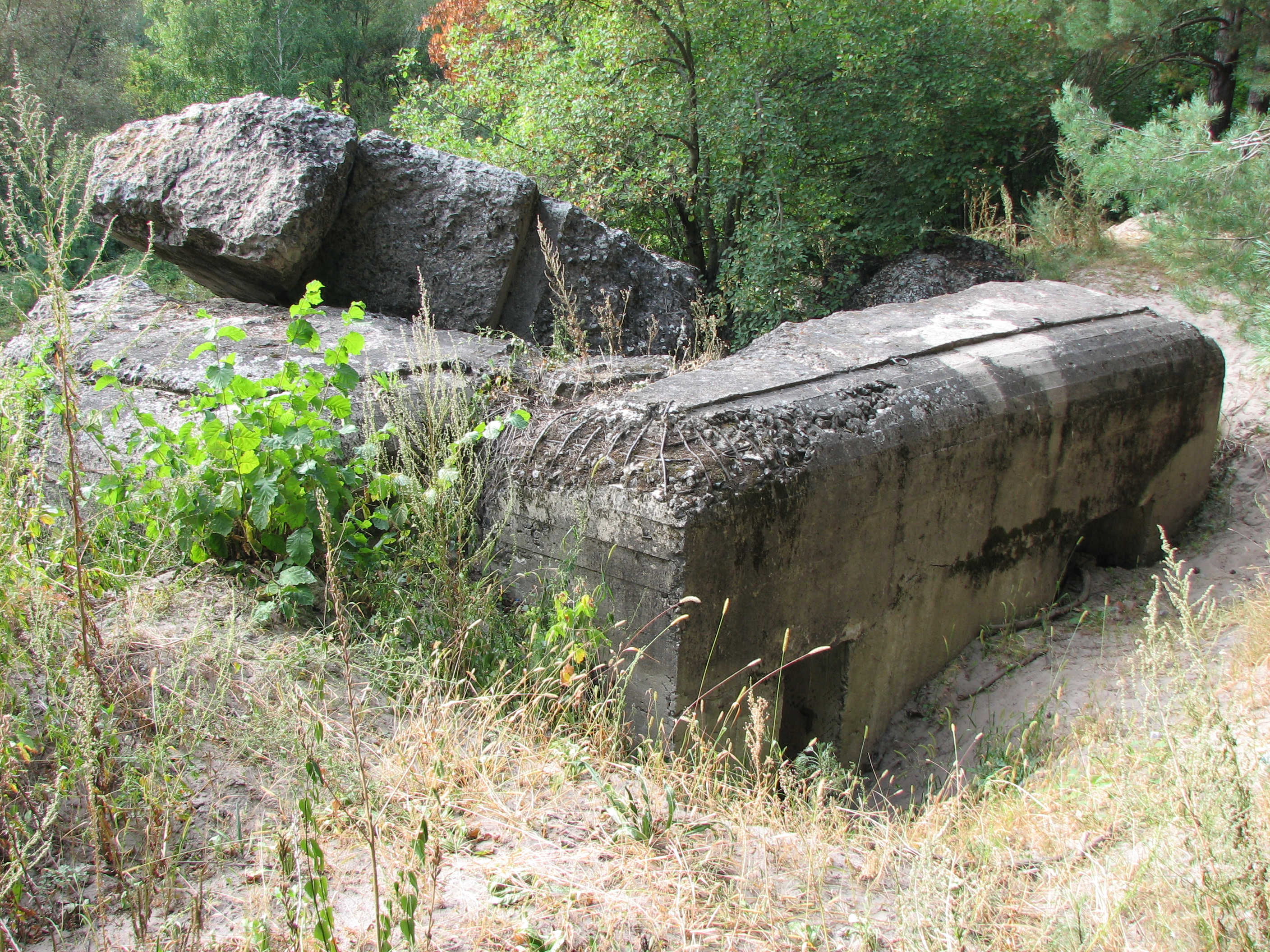
ДОТ № 577
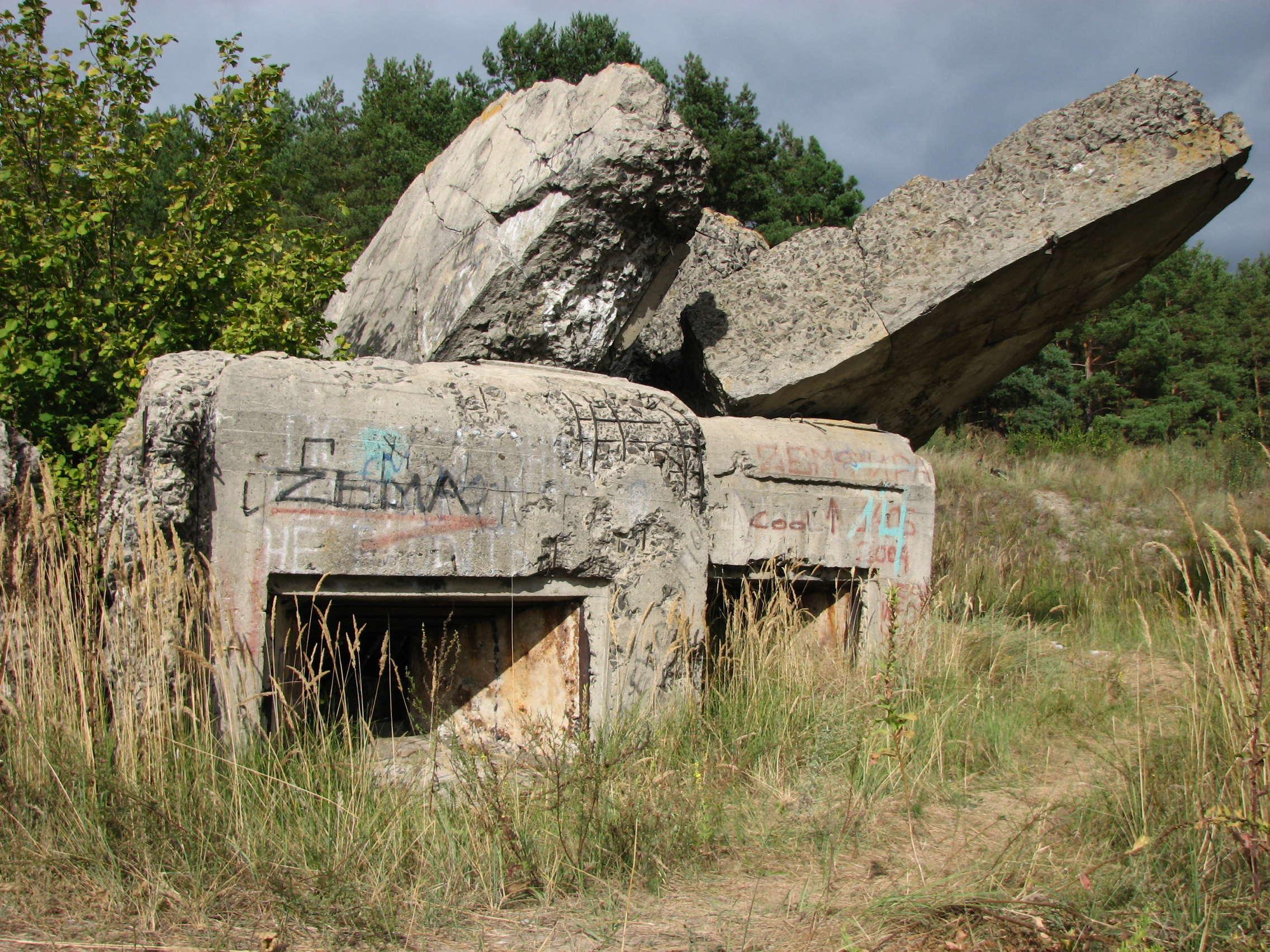
ДОТ № 578
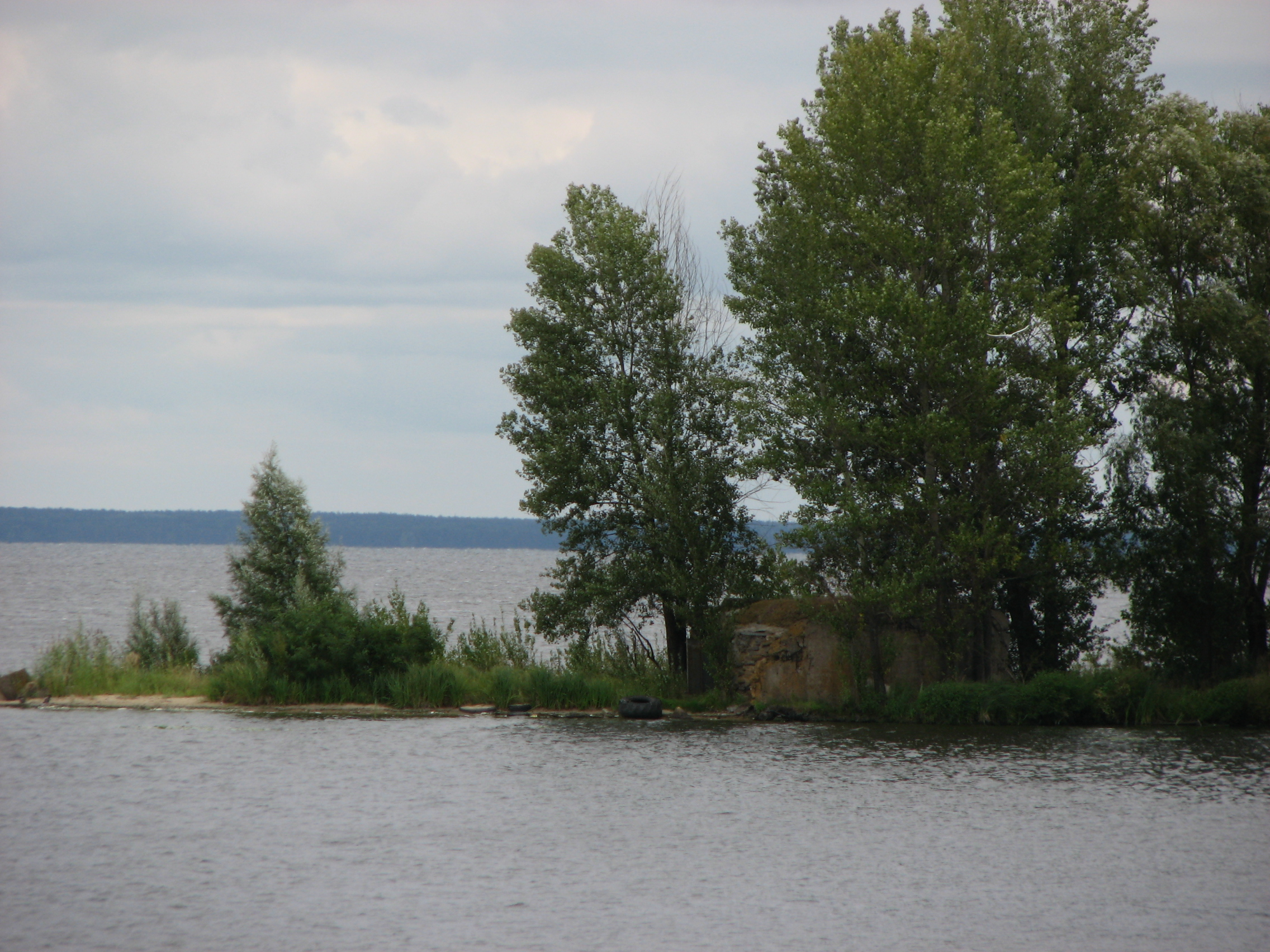
ДОТ №580
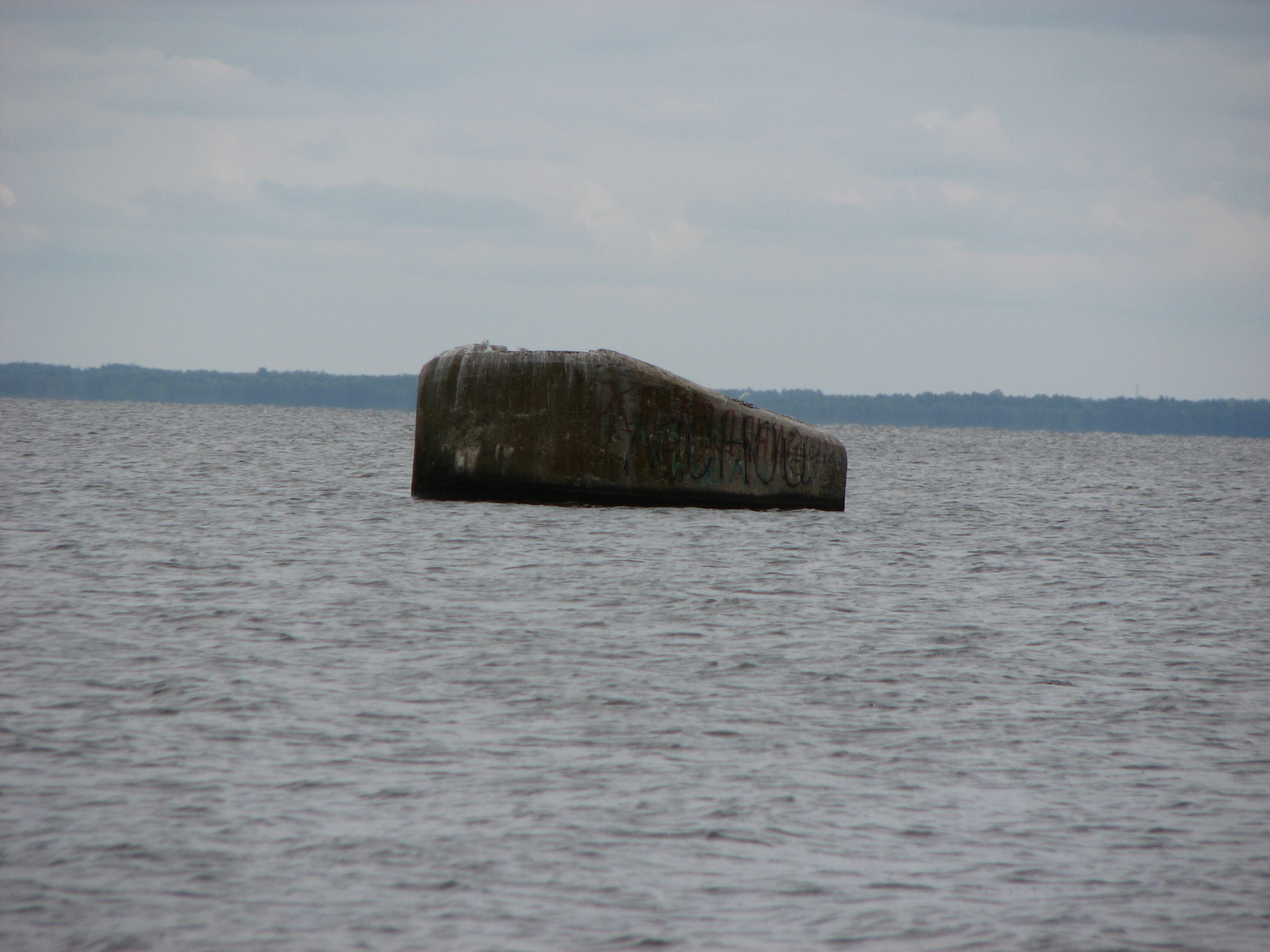
ДОТ №581
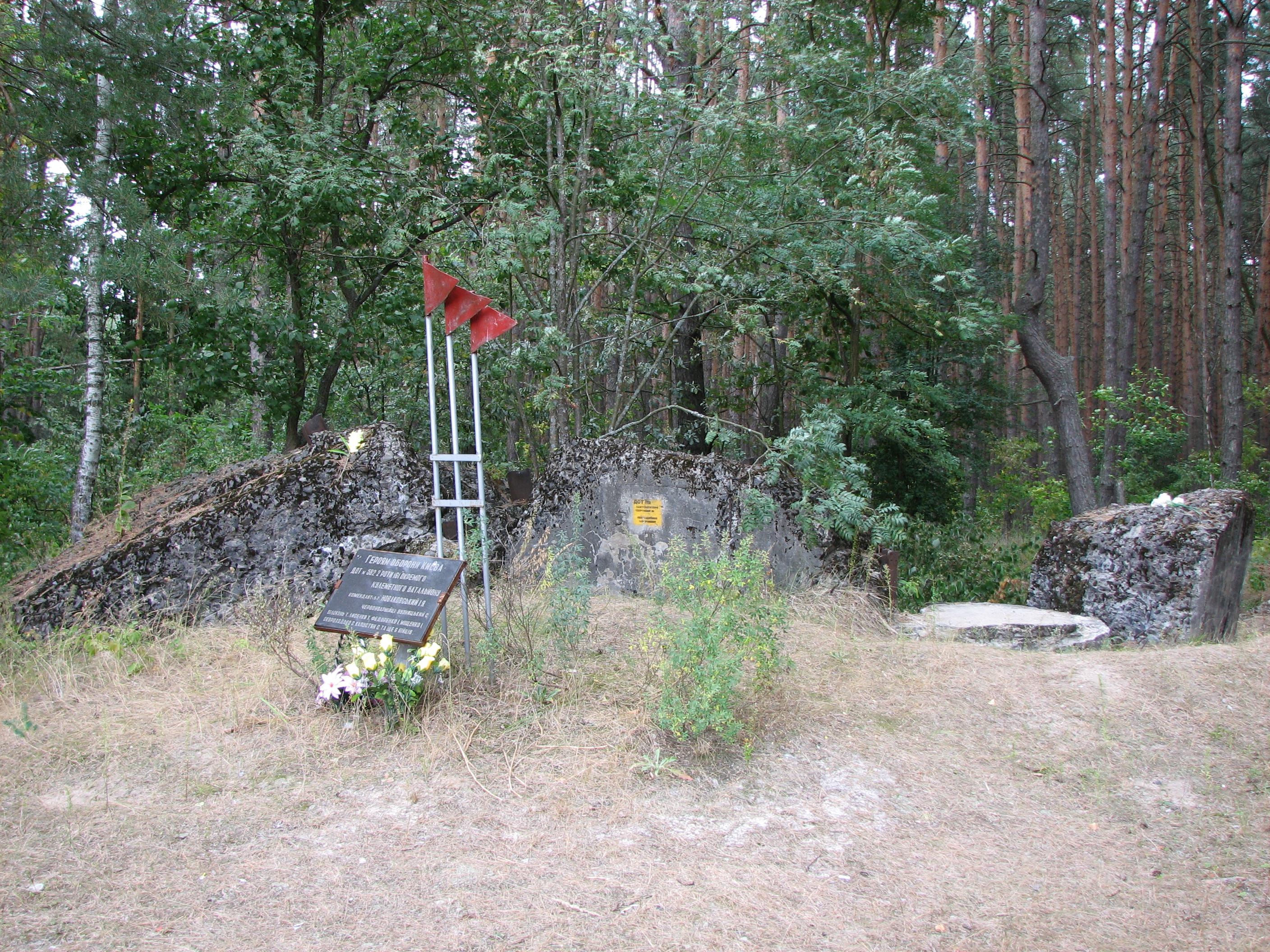
ДОТ №582

## Факти
- Нумерація ДОТів КиУР кілька разів змінювалася в процесі будівництва.
- У середині 2000-х років серед дослідників КиУР набула популярності неточна нумерація ДОТів взята з карти «Оборонні об'єкти колишнього Київського укріпрайону» (автор Л. Д. Пипа). Внаслідок чого були неправильно підписані фото- і відеоматеріали в багатьох друкованих та інтернет-виданнях.
- У ДОТі № 401 (№ 402 за картою Л. Д. Пипи) влітку 2005 року проводилися зйомки фільму «Штольня»[3].
- 26 жовтня 2005 року піротехнічною групою в/ч Д-0040 (м. Київ) було значно пошкоджено ДОТ № 182, в казематі якого було проведено підрив вилучених неподалік мінометних мін часів Великої вітчизняної війни, які були виявлені 23 жовтня поблизу с. Круглик Києво-Святошинського району під час проведення земляних робіт[4].
- У 1-му сезоні російської документальної передачі «Искатели» вийшов випуск під назвою «Пропавший бункер», де знімальна група намагалася відшукати КП КиУР.[5] Показані кадри нібито інтер'єру КП, були насправді відзняті в ДОТі № 205, №401, окрім того також були використані кадри з інших випусків передачі, які не мали відношення до дослідження КиУР.
- В 1968 році на кіностудії ім О. Довженка був знятий художній фільм «На Київському напрямку», у ньому були використані кадри із зображенням ДОТів КиУР станом на момент зйомок фільму.
- У 2024 році вийшов документальний фільм драма «Київський Укріплений Район: Новітня Історія Оборони», який розповідає про застосування ДОТів під час оборони Києва у 2022 році з порівнянням, як це було у 1941 році.